# Keresztény templomépítészet
A keresztény templomépítészet lényegében Nagy Konstantin római császár idejében kezdődött. Az ő idejében született meg egyszerre, – szinte a semmiből – egy új vallási épülettípus. Ha mindenáron az előzményét keressük, az leginkább az ókori római bazilika volt. 

## Templomtípusok
Az istentiszteletre szolgáló templomok alaprajzilag és felépítményileg a közel két évezred folyamán sokféle változásnak voltak kitéve. E változások nemcsak történelmiek (ókeresztény, bizánci és Karoling, román, gótikus, reneszánsz, barokk, neostílus, modern, posztmodern), hanem az egyes országokra is jellemzőek.

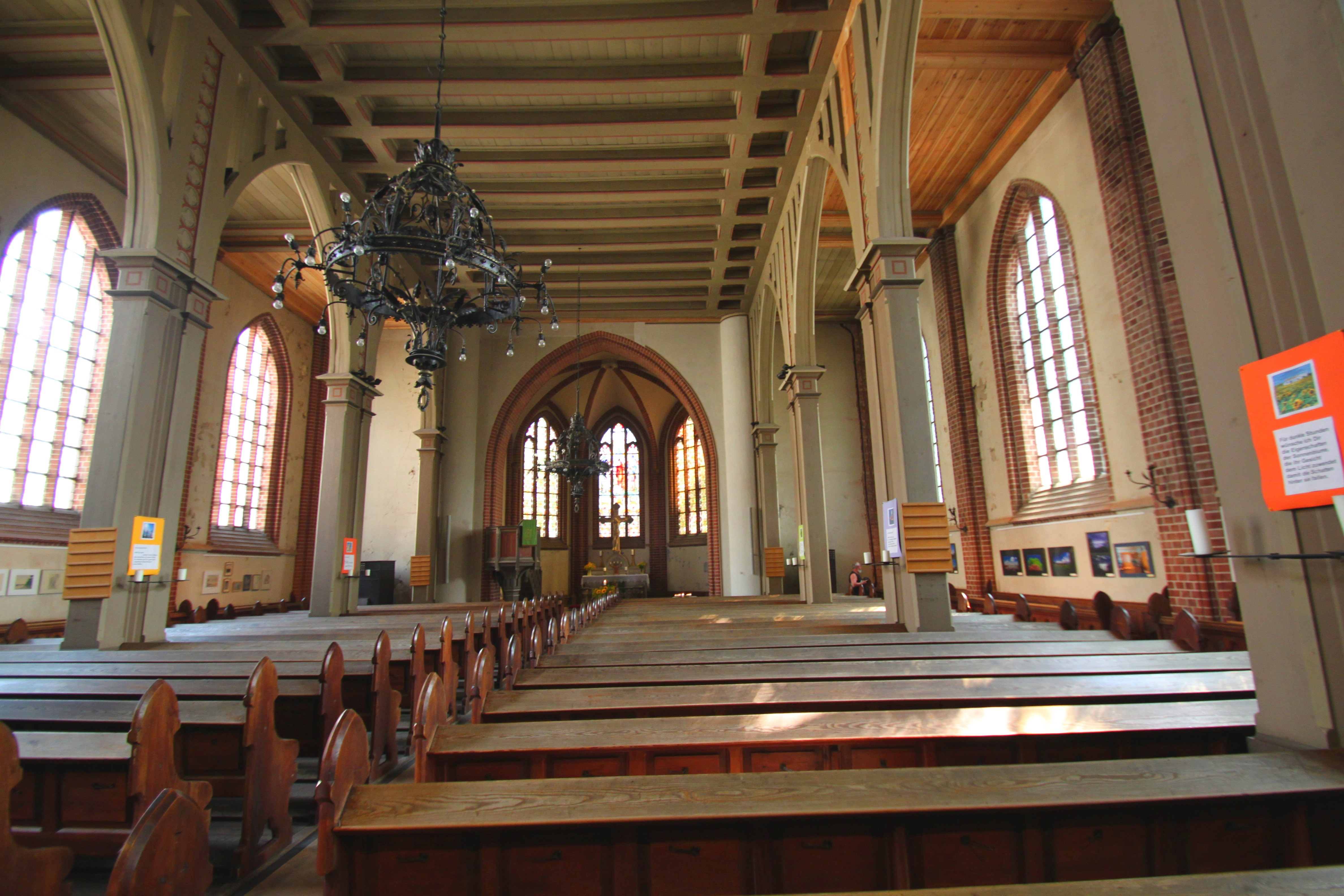
Keresztény csarnoktemplom

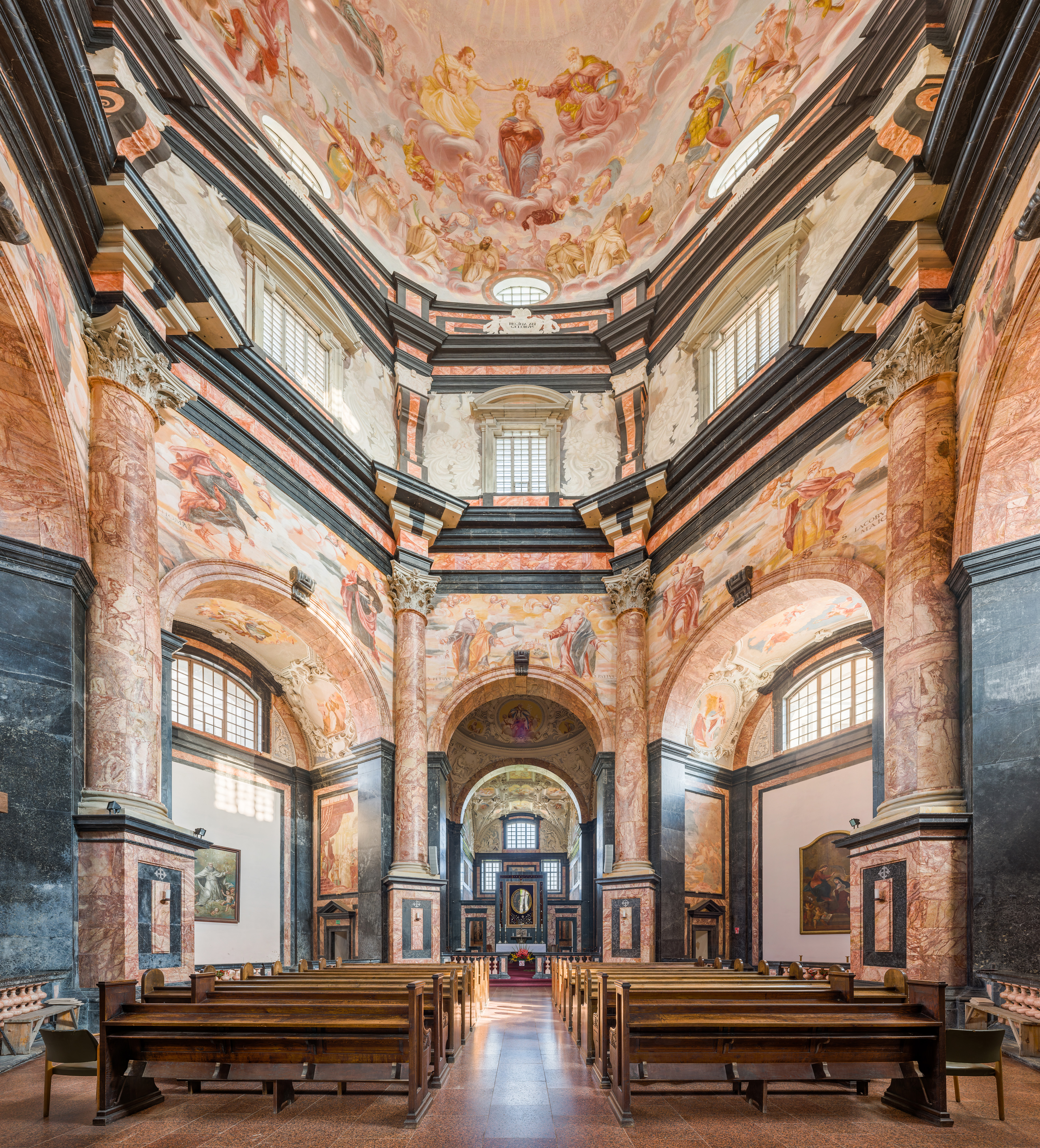
A Pažaislis-kolostor és templom belülről, Kaunas, Litvánia

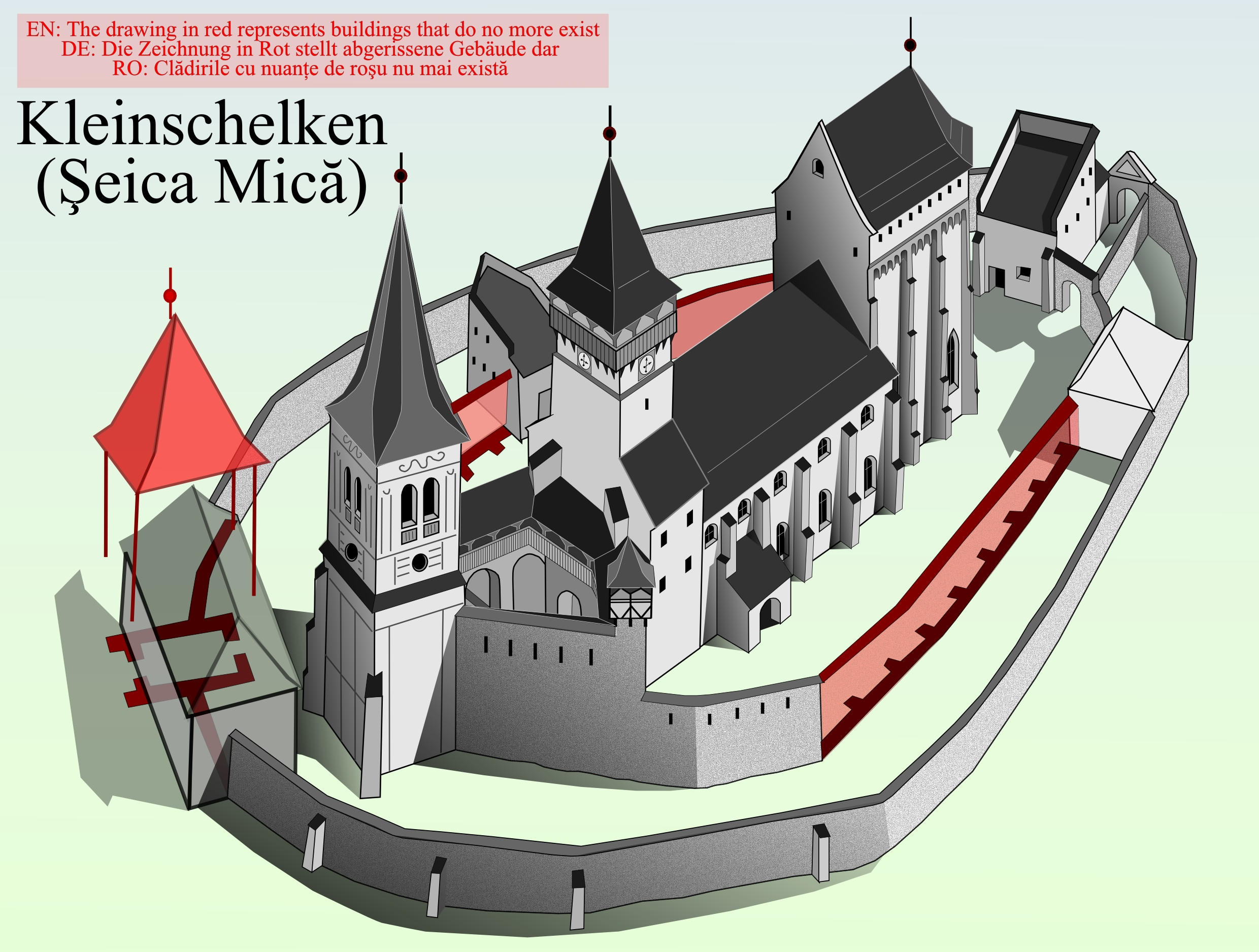
Egy erdélyi erődtemplom rajza

Építési formák szerint megkülönböztetünk hosszanti és központos építményeket. A hosszanti építményeknél a kapu-oltár főtengelyét tartják szem előtt. Az ilyen építményekhez, amelyekben az oltár az aktív mozgás célja, tartozik a bazilika (magasított középhajóval), a csarnoktemplom (egyforma magasságú hajókkal) és a teremtemplom (csak egy hajóval).
- Ókeresztény bazilika
- Csarnoktemplom

A csarnoktemplom olyan többhajós templomlétesítmény, amelynél a mellékhajók egyenlő magasak, illetve megközelítően egyenlő magasak a középhajóval.
- Teremtemplom (Prédikálótemplom)

A teremtemplomok többnyire olyan tágas terű protestáns igehirdető-templomok, ahol a belső teret nem szabdalják fel támasztékok.
pl. az Evangélikus öregtemplom Győrben
- Központos épület hosszépülettel

pl. a Hagia Szophia Isztambulban (eredetileg keresztény templom volt)
A 7. század óta különleges központos épületforma a keresztkupolás templom, amelynek alaprajza (egyenlő szárú) görög kereszt, efölé boltosodik középen egy nagy kupola, a sarkak maradék csücskeire pedig négy kisebb kupola jut (pl. a szaloniki Tizenkét Apostol-templom).
- Kétszintes palotakápolna (alsó- és felső kápolna)

pl. a Sainte-Chapelle Párizsban
- Kettőstemplom

Két, többnyire egymás mellett, olykor tengelyirányúan egymás mögött fekvő templomépítmény. Egymás fölé épített templomtereket találunk a kettős-kápolnáknál, mindig saját bejárattal, amikor is a felső kápolna az előkelőségeknek és kíséretüknek, az alsó a cselédségnek szolgál.
- Gerendástemplom

Különleges szerkezetük van a 11. század óta a norvég fatemplomoknak, melynek falait derékszögben felállított gerendákból illesztik össze. Mivel e szárfák póznákra emlékeztetnek (favázas építkezés), póznás templomoknak is nevezik ezeket az építményeket (pl. heddali fatemplom).
Lásd még: Máramaros fatemplomai
- Erődtemplom

A középkorban védelmi célból olyan templomvárakat is építettek, amelynek lőréses várfolyosója is lehet, ezt erődtemplomnak hívják. Gyakran körülveszi még többnyire a temetővel együtt egy külső falgyűrű tornyokkal és kapukkal (jellemző példák Franciaországban, Svájcban, Ausztriában, Németországban). Az erdélyi székely és szász vártemplomokat is ide sorolhatjuk, mint egyfajta templomerődöket (kisselyki, bolkácsi, buzdi erődtemplom).
lásd még: Erdély erődtemplomos falvai
- Kápolna

Kisebb templomok a kápolnák. Gyakran különleges célra szolgáltak házi-, kettős-, vár-, kastély-, palota-, sír-, temető- vagy hídkápolna gyanánt.

## Történet

### Első századok
A negyedik századig a keresztény istentiszteletekre ott került sor, ahol éppen akadt biztonságos hely. Többnyire magánházaknál, esetleg zsinagógákban jöttek össze, illetve bizonyos helyeken, például az első században Jeruzsálemben az ottani templomban, Rómában az üldözések alatt gyakran a katakombákban.
A legkorábbi keresztény "templomok" egyikét a jordániai Rihab közelében tárták fel. Valószínűleg 33 és 70 között épült. Ezeket a korai keresztény épületeket azonban inkább csak szentélynek nevezhetjük, mintsem templomnak.
Az első ismert közlés, amely közösségi épületre vonatkozik, az edesszai krónikából származik: az edesszai "templom" elpusztulása a 201-es árvízben.

### 4. századtól a román korig
A 4. században Konstantin császár türelmi rendelete (313), de főleg a kereszténység államvallássá válása (380) után megindult a keresztény templomépítkezés. Ettől az időtől számos pogány templomot és zsinagógát is keresztény templommá alakítottak át.
A templomépület az ókori római időszak számos jellegzetességéből fejlődött ki:
- A házi gyülekezet (a hívők istentiszteletre összegyűltek)
- Az átrium
- A bazilika (az ókori római építészetben a bazilika egy nagy, többfunkciós középület volt)
- A béma (az ókorban szónoklati emelvényként használt pódium → a szentély magasított területe lett)
- A mauzóleum [* 1]
- A kereszt alaprajz: latin vagy görög kereszt

A konstantini bazilikák jellemzői voltak: 
- axiális térelrendezés: átrium – narthex – öt hajó – presbitérium
- T alakú alaprajz kialakulása (hajó- és keresztszimbolika)
- elfordulás a boltozattól, helyette sík, kazettás mennyezet vagy nyitott fedélszék; ezáltal a kivitelezés felgyorsul
- architráv vagy archivoltok a főhajók felett
- többnyire kevéssé szilárd falak égetett téglából, tufából, ritkán faragott kőből
- spoliák (= korábbi antik építmények másodlagosan felhasznált részei: oszlopok és oszlopfők)
- kis ablakok, többnyire üvegezés nélkül, szövettel elfüggönyözve, esetleg vékony alabástrom- vagy márványlapokkal

Régi, híres bazilika volt a római Szent Péter, de ennél régebbiek voltak a Paulinus püspök által Türoszban, Konstantin által Jeruzsálemben, a szent sír helyén, Helena által Bethlehemben, továbbá Konstantinápolyban, Nikomédiában és Antiokhiában épült templomok.

#### Nyugat (bazilikális templom)

A bazilikális templom alaprajza

A nyugati keresztény templom az oszlopsorokkal három hajóra osztott római kereskedőcsarnokból, a bírói tárgyalásoknak is színhelyéül szolgáló bazilikából fejlődött ki. Ez lett a bazilikális elrendezésű templom.
A keresztény templomot három vagy néha öt hajóra osztották fel. A középső hajó – keleti tájolással – a keleti részen félkör alakú fülkében (apszis) végződött. A nyugati részen volt a bejárat, oszlopos előcsarnokkal. Az előcsarnok előtt terült el a négyszögű templomudvar.
Az 5. században már nem építették ki a templom hosszában menő oszlopsorokat egészen az apszisig, hanem az előtt szabad tért hagytak, s így kereszthajó képződött, ami a templom alaprajzának kereszt alakot adott. Az apszis a kereszthajóval együtt alkotta a szentélyt, amelyben a klérus foglalt helyet. A hosszában három vagy öt hajóra osztott középső rész a hívek (laikusok) gyülekezési helye volt, az előcsarnok pedig a katekumenoké  és a bűnbánóké lett.
Nyugat-Európában a középkori templomépítészet többnyire végig megmaradt a hosszhajós elrendezés mellett, csak a reneszánsz lett az, amely emellett már a centrális típust is alkalmazta.
Az első bazilikáknak nem volt tornya. Csak az 5-6. századtól kezdve épült, általában a hosszház mellett, önálló, kör vagy négyszög alaprajzú harangtorony, a campanile.

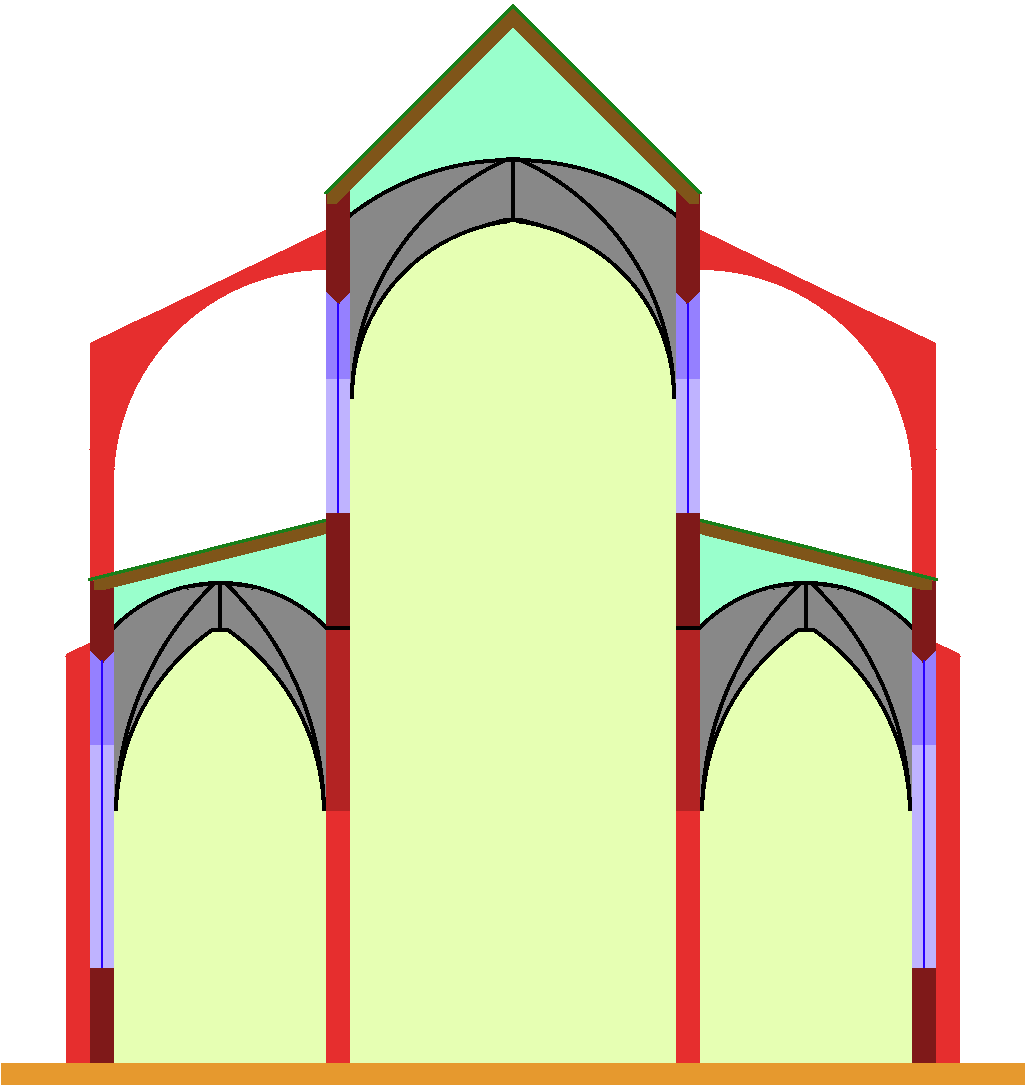
A 3 hajós bazilikális templom keresztmetszete
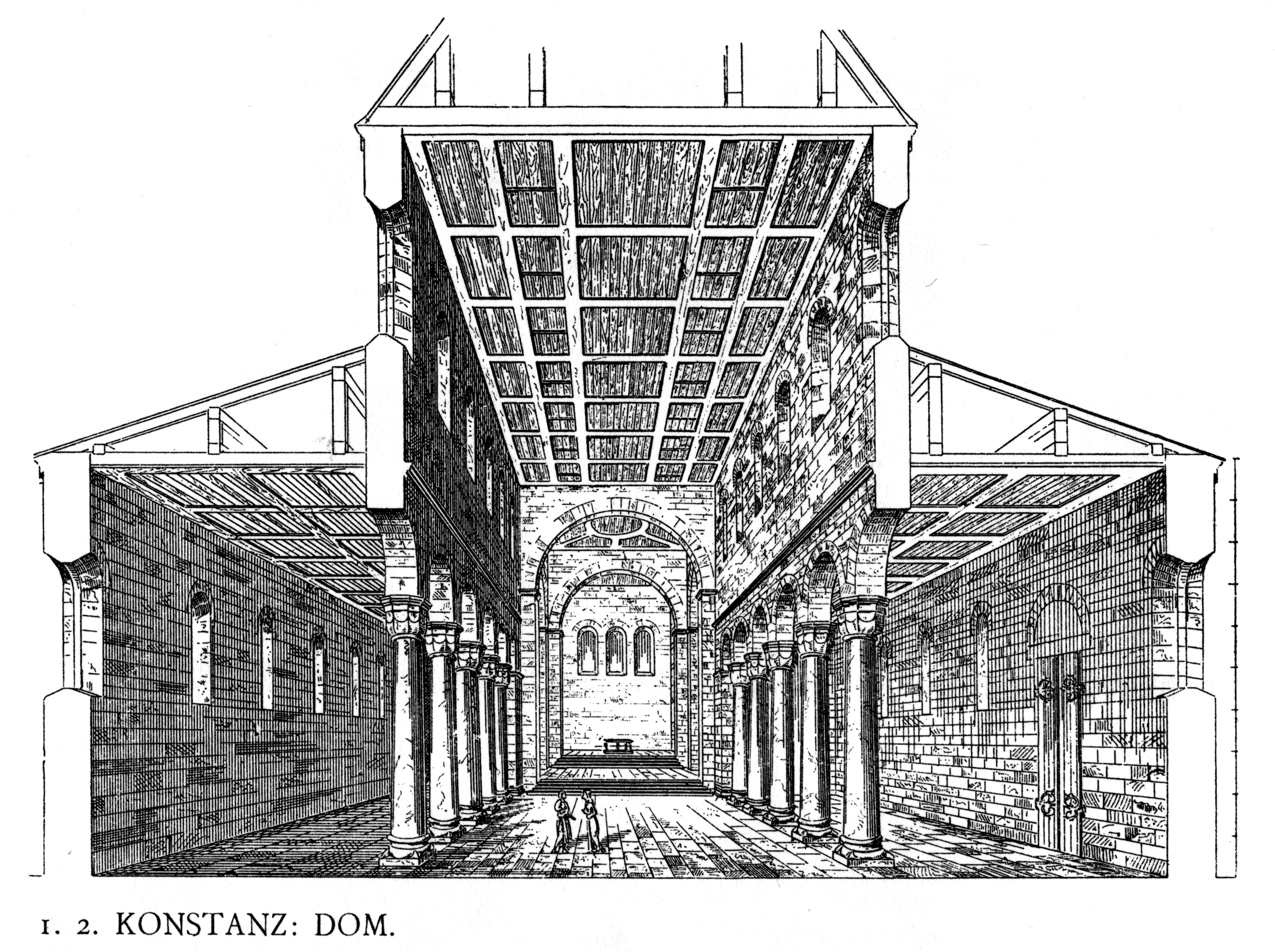
A konstanzi katedrális rekonstrukciója
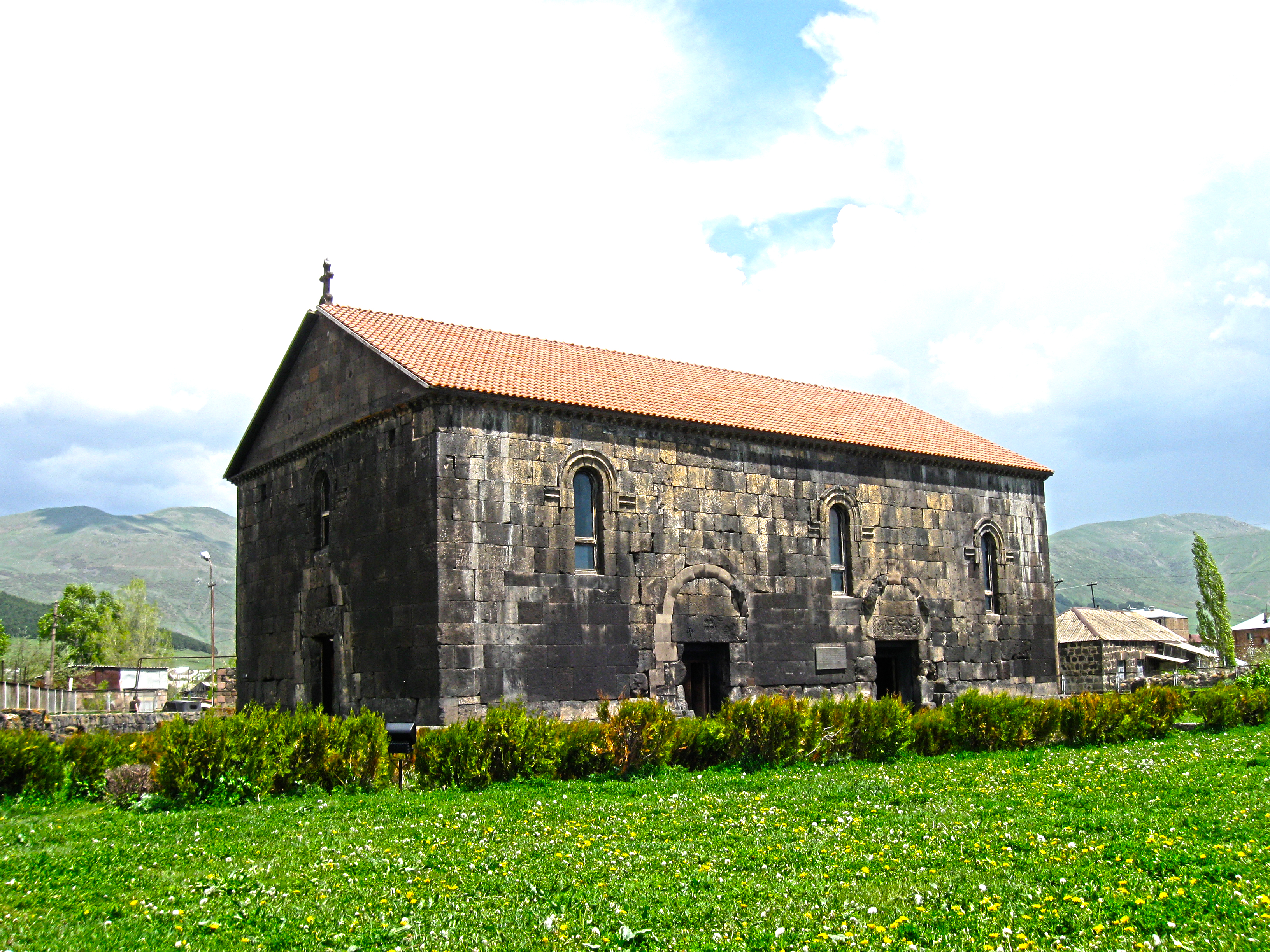
4-5. századi, felújított bazilika a mai Örményországban

#### Kelet (bizánci templom)

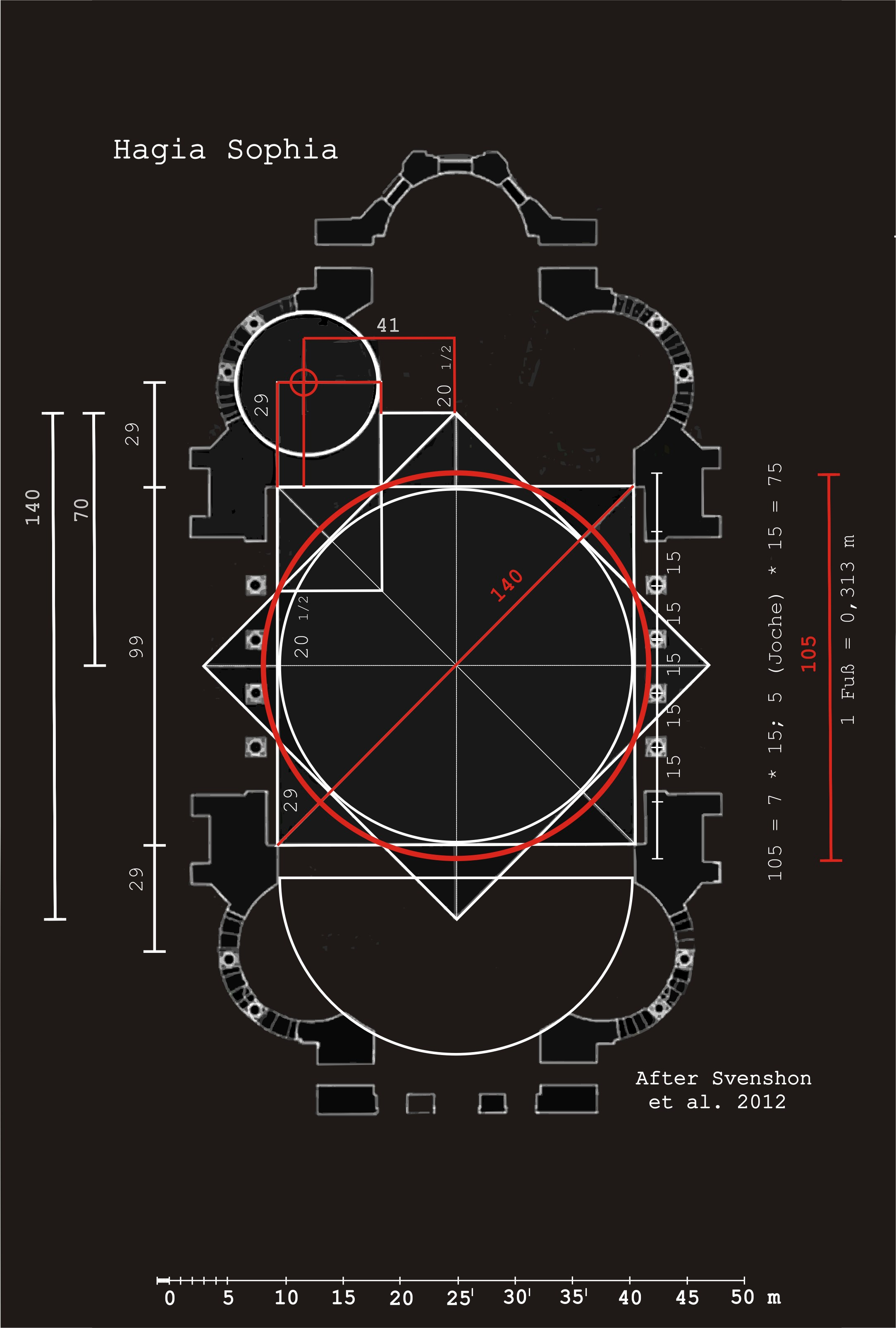
A Hagia Szophia centrális (központos) elrendezésű alaprajza

Bizáncban sajátos formája alakult ki a keresztény művészetnek. Stílusa erősen átitatódott keleties, de főleg görög elemekkel. A templomépítészetben itt nem a bazilikális (hosszhajós), hanem a központos alaprajzú, kupolás templomtípus honosodott meg. Legszebb példája a Hagia Szophia a mai Isztambulban. Belső falait aranyló mozaikképek díszítették, ezeket később bemeszelték a törökök és a templomot mecsetté alakították át.
A bizánci szerzetesek által megtérített keleti szláv népek (oroszok, szerbek, bolgárok) a görög eredetű, cirill írással együtt átvették a kupolás bizánci templomépítészetet, valamint a bizánci festészet stílusát is. Kijevből kiindulva egész Oroszországban elterjedt a bizánci művészet.
A bizánci művészet erős hatást gyakorolt Európa nyugati országainak kultúrájára is. Velence bizánci építészeket hívott a 9. században elkezdett, eredeti Szent Márk-székesegyház építéséhez. Ez a 916. évi felkelés idején a lángok martaléka lett, de két év múlva, enyhén megváltozott méretekkel ismét megnyílt a hívők számára.
A magyar Árpád-házi királyokat is szoros szálak fűzték a bizánci udvarhoz, s e révén számos bizánci műalkotás került Magyarországra.

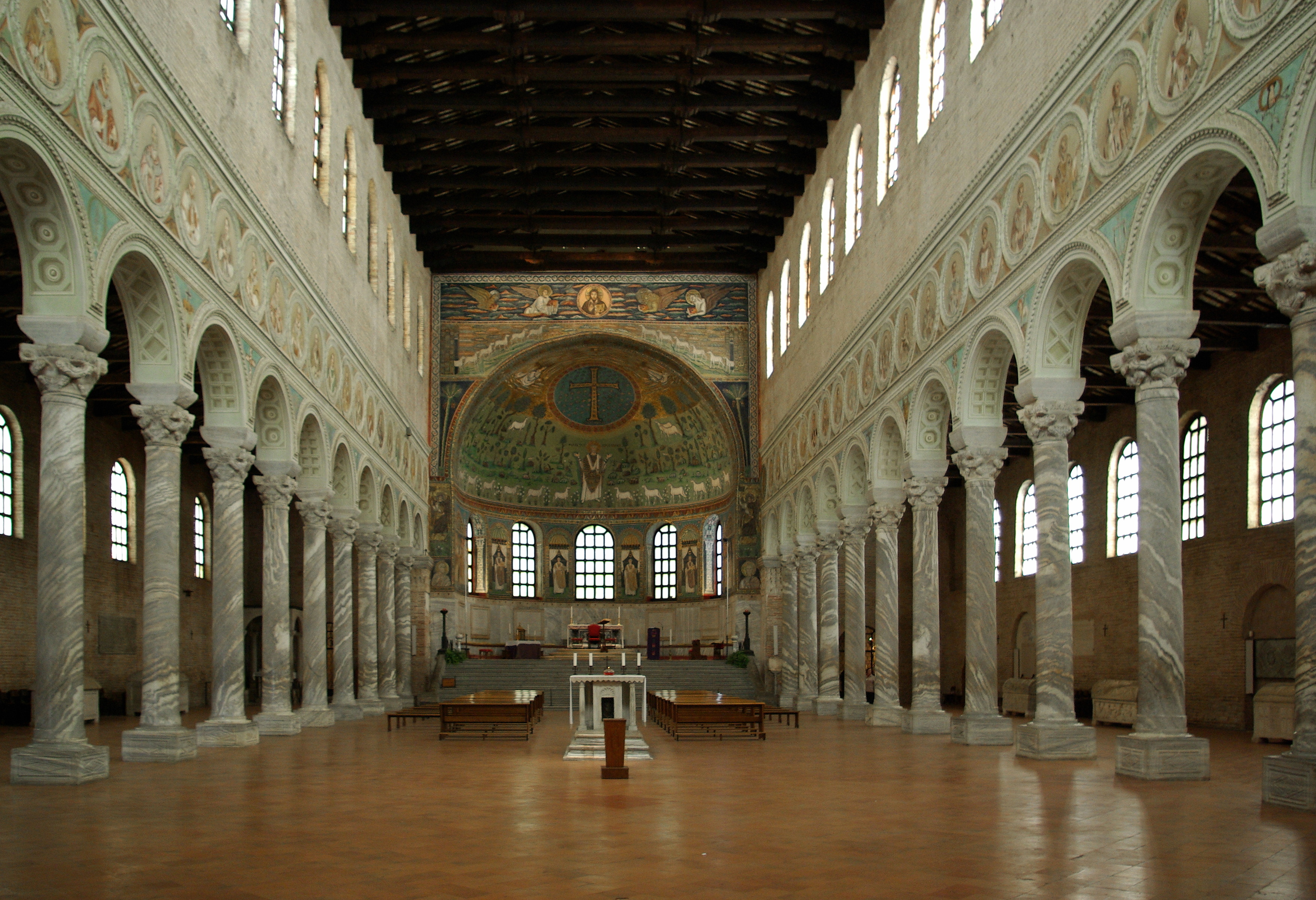
A 6. századi ravennai Sant'Apollinare-bazilika bizánci stílusban
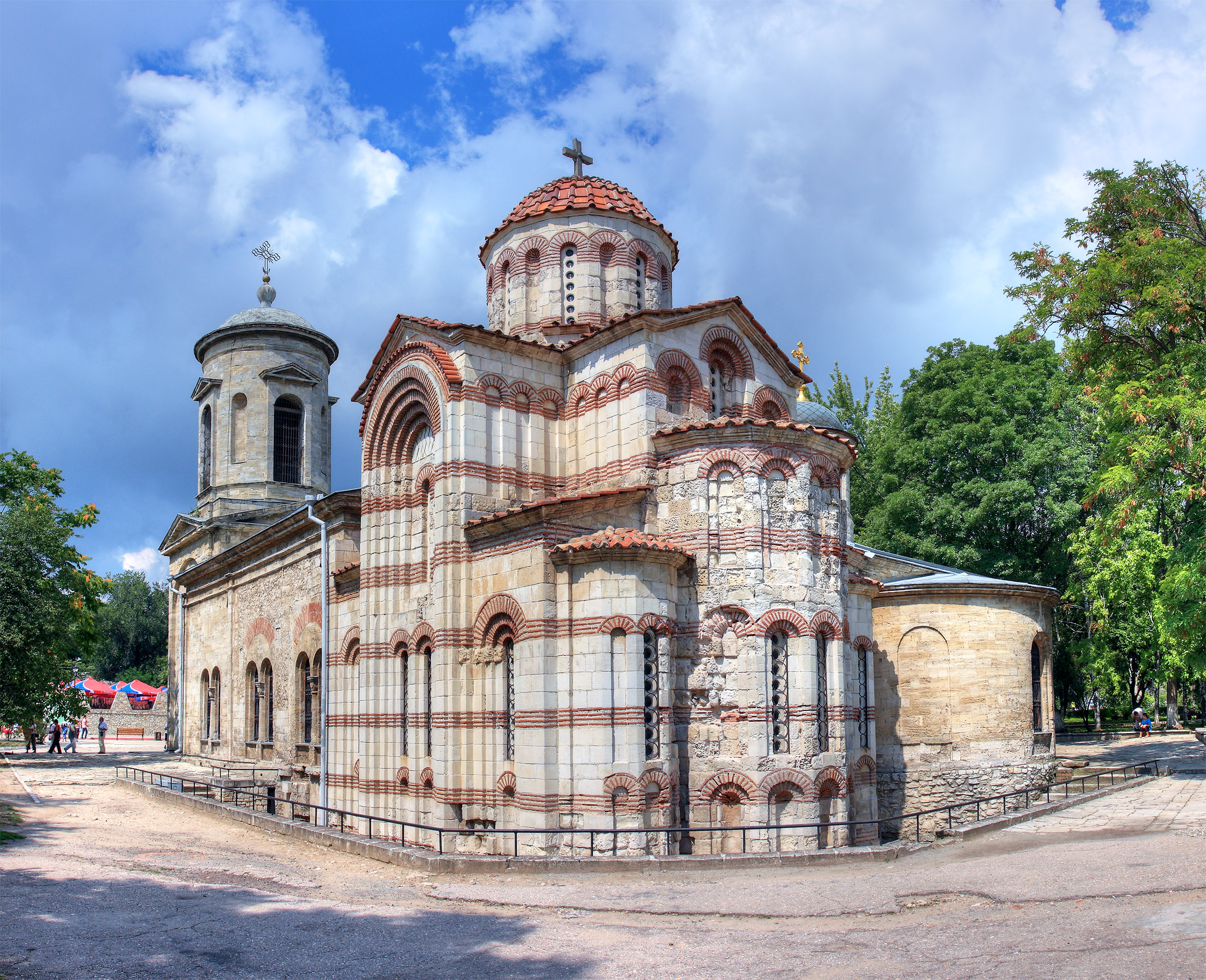
8. századi keletkezésű, a Krím-félszigeten épült templom
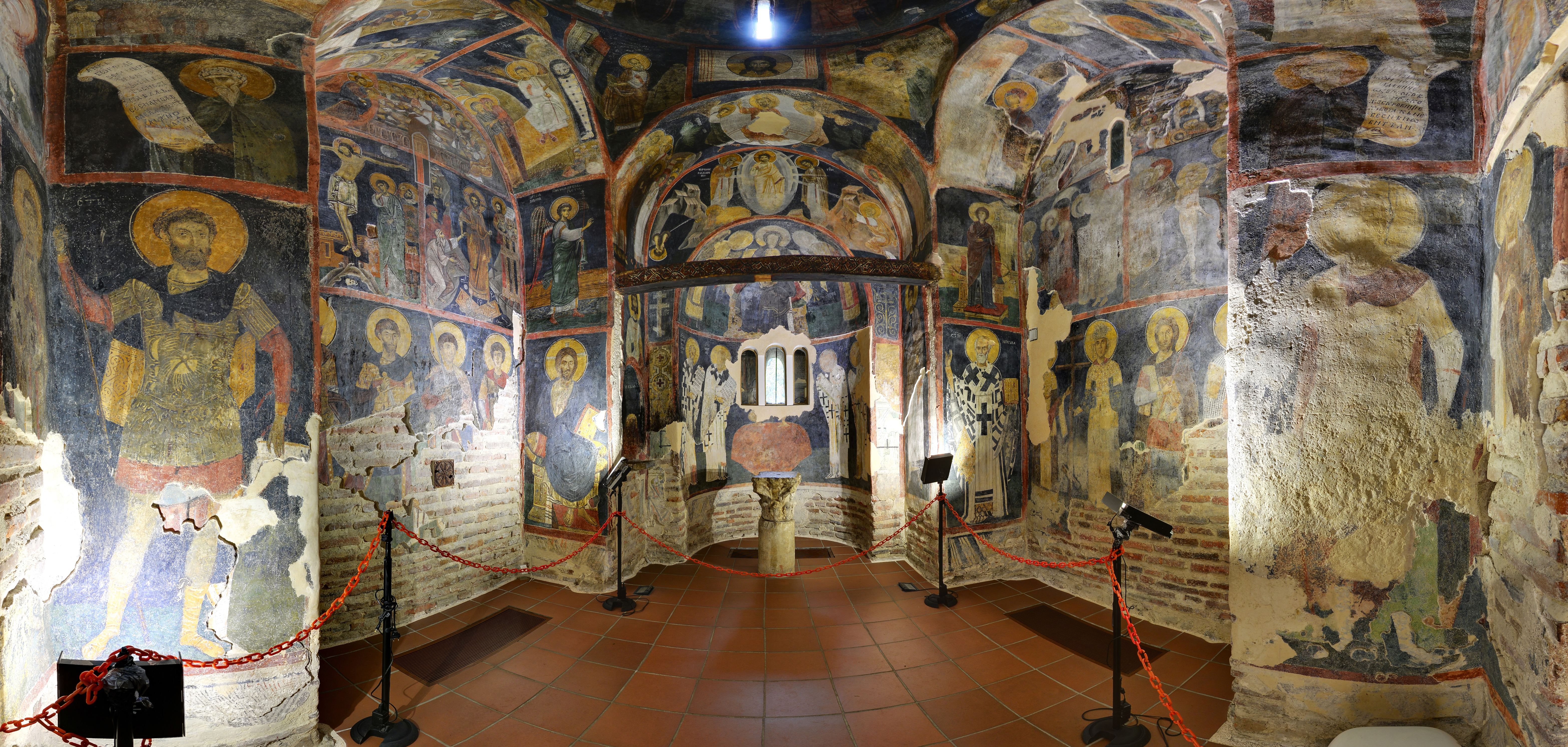
A 11. századig visszavezethető freskók a szófiai Bojana-templomban
A Pamakarisztosz-templom (ma Fethiye-múzeum, Isztambul)

#### Berendezések
A klérus elkülönített helye volt az apszis, ahol a szimbolikus áldozat bemutatására az oltár állt. A művészi kiképzés főleg az oltár környezetére összpontosult. Az oltárasztal (menza) fölé többnyire négy oszloppal alátámasztott, boltozott mennyezetet, ún. cibóriumot állítottak.
A klérus részére az apszis ívelt fala mentén ülőpadka húzódott, középen a püspök kiemelt trónusával.
A laikusok számára székek vagy padok a középkor folyamán a templomokban alig fordultak elő. Az emberek zöme állt vagy térdelt a mise alatt. Csak a fal mellé tettek lócákat az idősebbek részére.

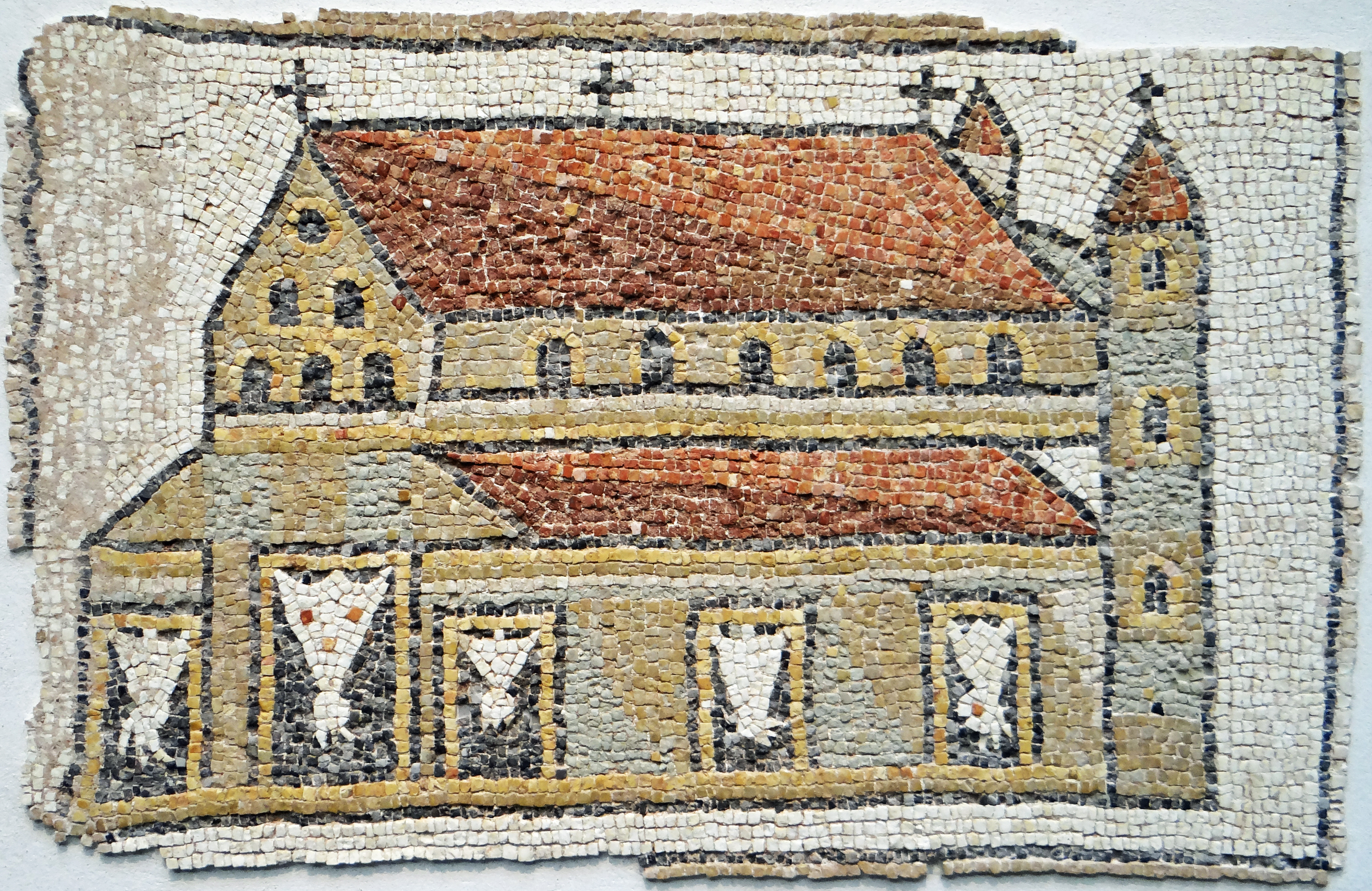
A kelet-római birodalom mozaikja egy bazilikát ábrázol tornyokkal és keresztekkel, 5. század, Louvre

#### Harangok
A létrejött közös szerzetesi élet megkívánta, hogy hangjelzésekkel figyelmeztessék a kolostor lakóit az elkövetkezendő imaórára, misére. Ez eleinte fadarabbal történt, de hamar áttértek a kisebb-nagyobb bronzharangok használatára. A harangok használatának a 6. század óta vannak nyomai.
Néhol külön harangtornyot építettek a harangok számára.
Az ezredfordulótól egyre inkább általánossá lett, hogy a hívek számára harangozással jelezték az istentisztelet kezdetét.
A középkorban fejlett iparrá vált a harangöntés, amely nagyobb részt vörösréz, kisebb rész ón felhasználásával, domborművekkel és feliratokkal díszített bronzharangokat készített.

#### Kripták
Az ereklyék kultuszának következtében a kriptának, ahova szenteket temették, mind fontossága, mind mérete megnövekedett. Ezt olykor a pince, olykor az alagsor szintjére építették; az utóbbi esetben meg kellett emelni a kórus szintjét. A román kori kriptáknak lett a templomokban elsőként kőboltozatuk is.

### Preromán stílus
A preromán művészet és építészet a 8. század végi Karoling reneszánsztól a 11. századi román kor kezdetéig tartott. A kifejezést általában csak az építészet és a szobrászat területén használják.

### Román stílus
A román (romanika) stílus, miként a neve is mutatja, sok szállal kapcsolódik a római művészethez. Legfőbb alkotása, – a templom alaprajzi elrendezésében, – az ókori bazilika leszármazottja. Félköríves ablak és kapuformái, valamint árkádjai ugyancsak római eredetre vallanak.
Falai belül dísztelenek, belső terét oszlopsorok több hajóra osztják, amelyek félkör-alaprajzú apszisban végződnek. Itt, a szentélyben helyezték el az oltárokat. A középső vagy főhajó a mellékhajók fölé emelkedik: ennek ablakain át kap világítást az épület belseje. A szentély és a templomtest közé kereszthajó ékelődik; a nagyobb székesegyházaknál kettő is. Sok helyen a szentély alá altemplomot építettek, ahova a főpapokat és a nemeseket temették. Ilyen altemplom van Tihanyban is. (→ Tihanyi apátság)
A román korig a templomok teteje még fából épült, csak a 11. században, a technika fejlődésével kezdtek áttérni a kőboltozatra. Ehhez az eljáráshoz masszívabb falakra volt szükség, hogy elbírják a tető megnövekedett súlyát, ami aztán pompázatosabbá tette magát a stílust is.
Idővel a román templomok egyre nagyobbak lettek. Természetesen nem mindegyik, de ránk inkább a nagyok maradtak, mert azokat inkább csak részben alakították át későbbi stílusban, míg a kisebbek helyére újakat építettek.

Romanika
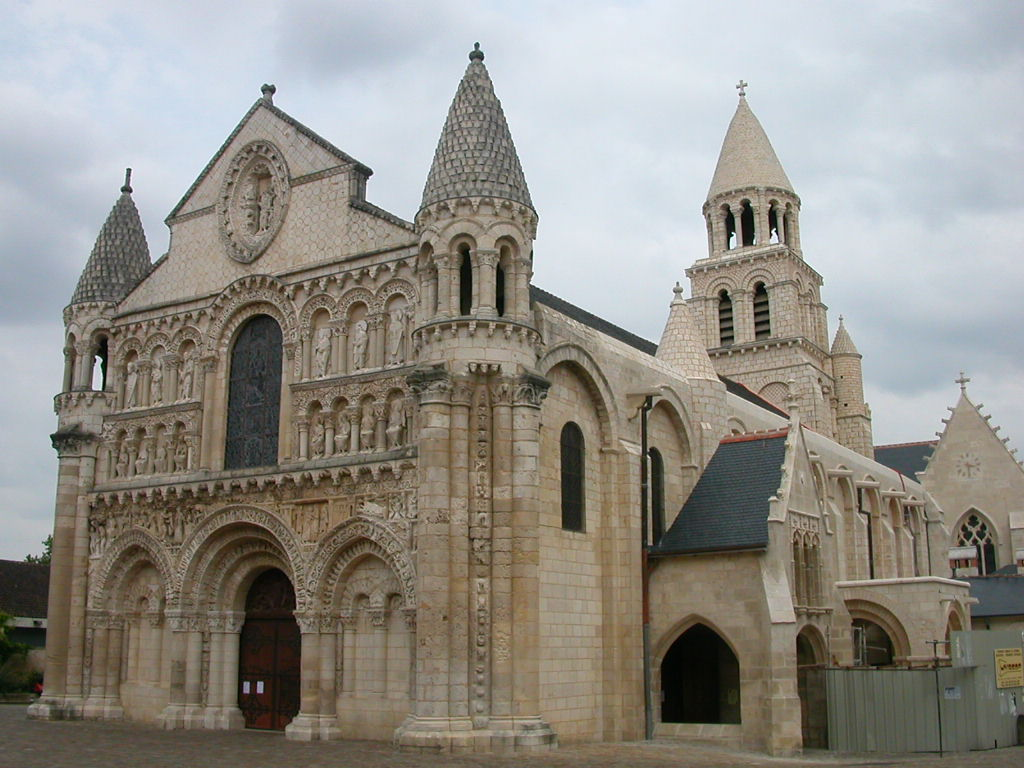
Notre-Dame-la-Grande, Poitiers
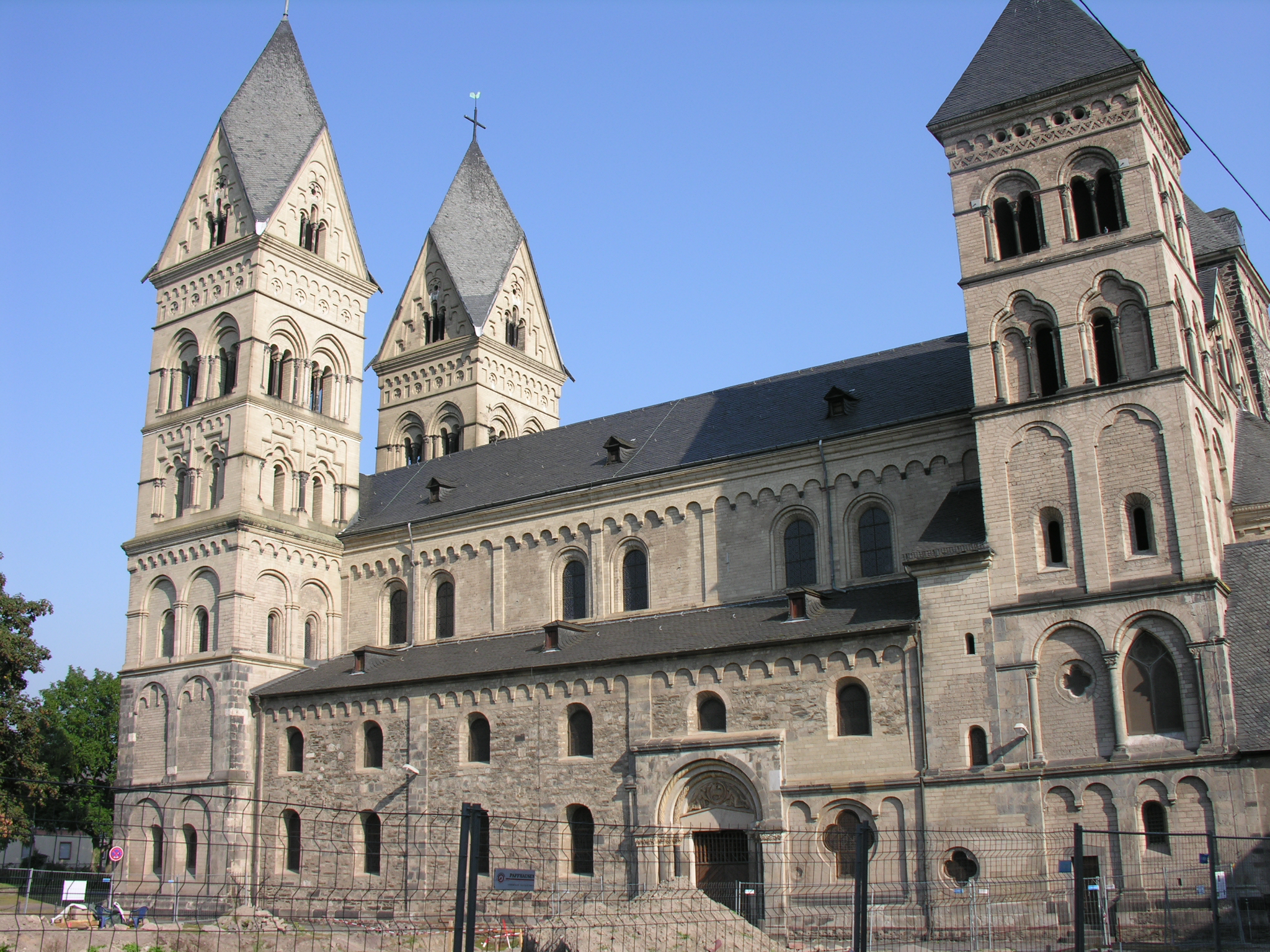
Andernach román stílusú temploma négy toronnyal
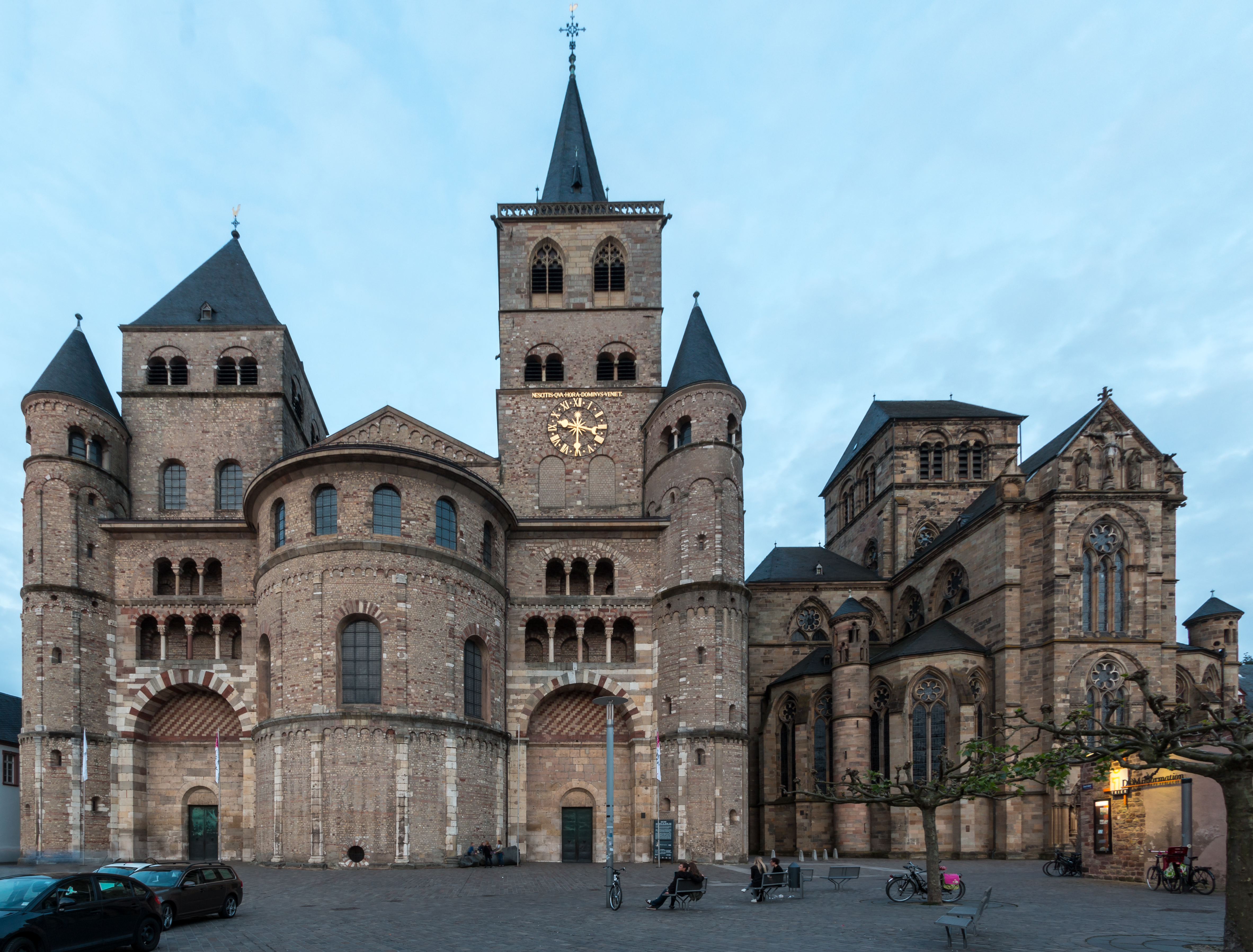
Trieri Szent Péter-dóm
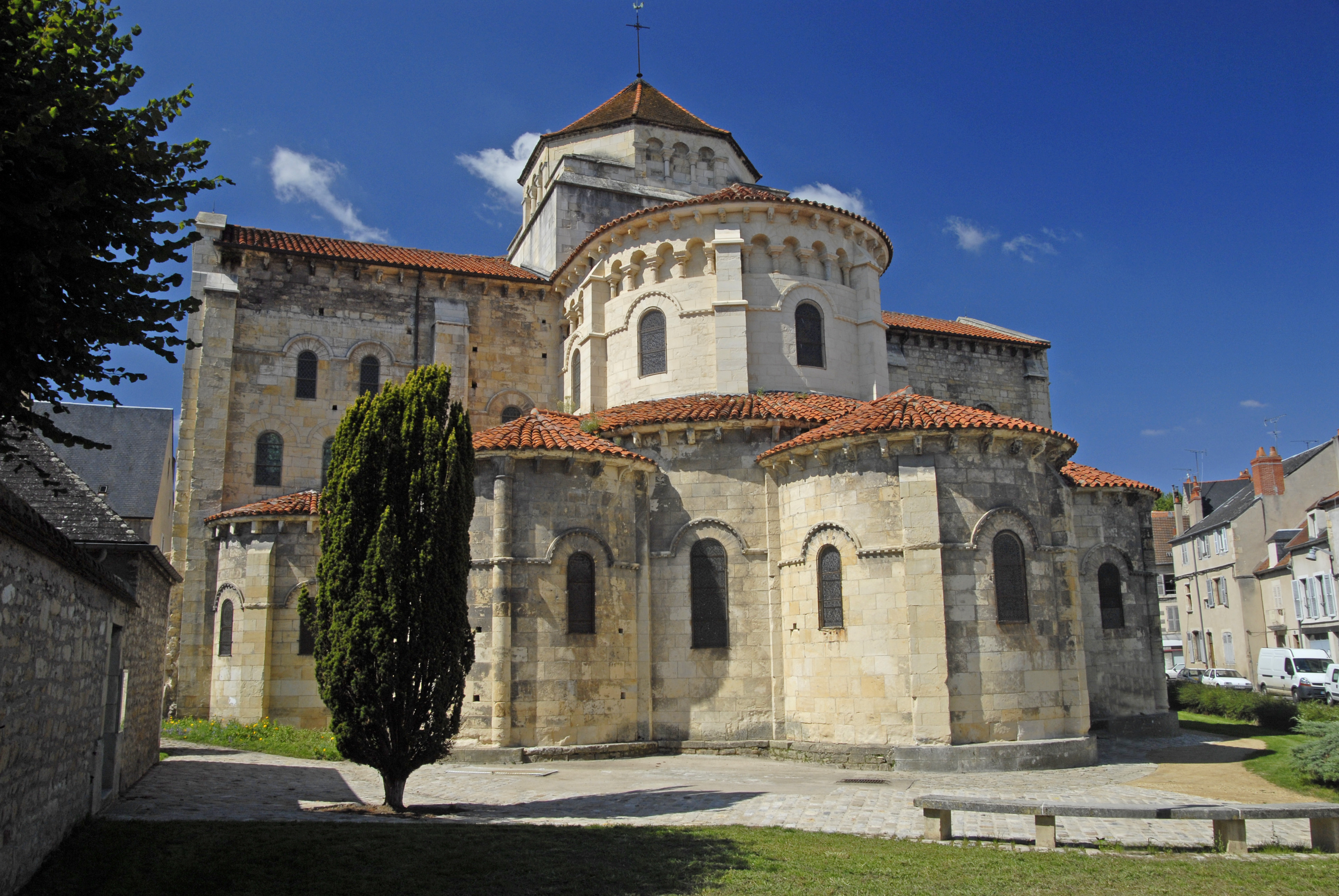
Nevers-i Saint-Étienne-templom
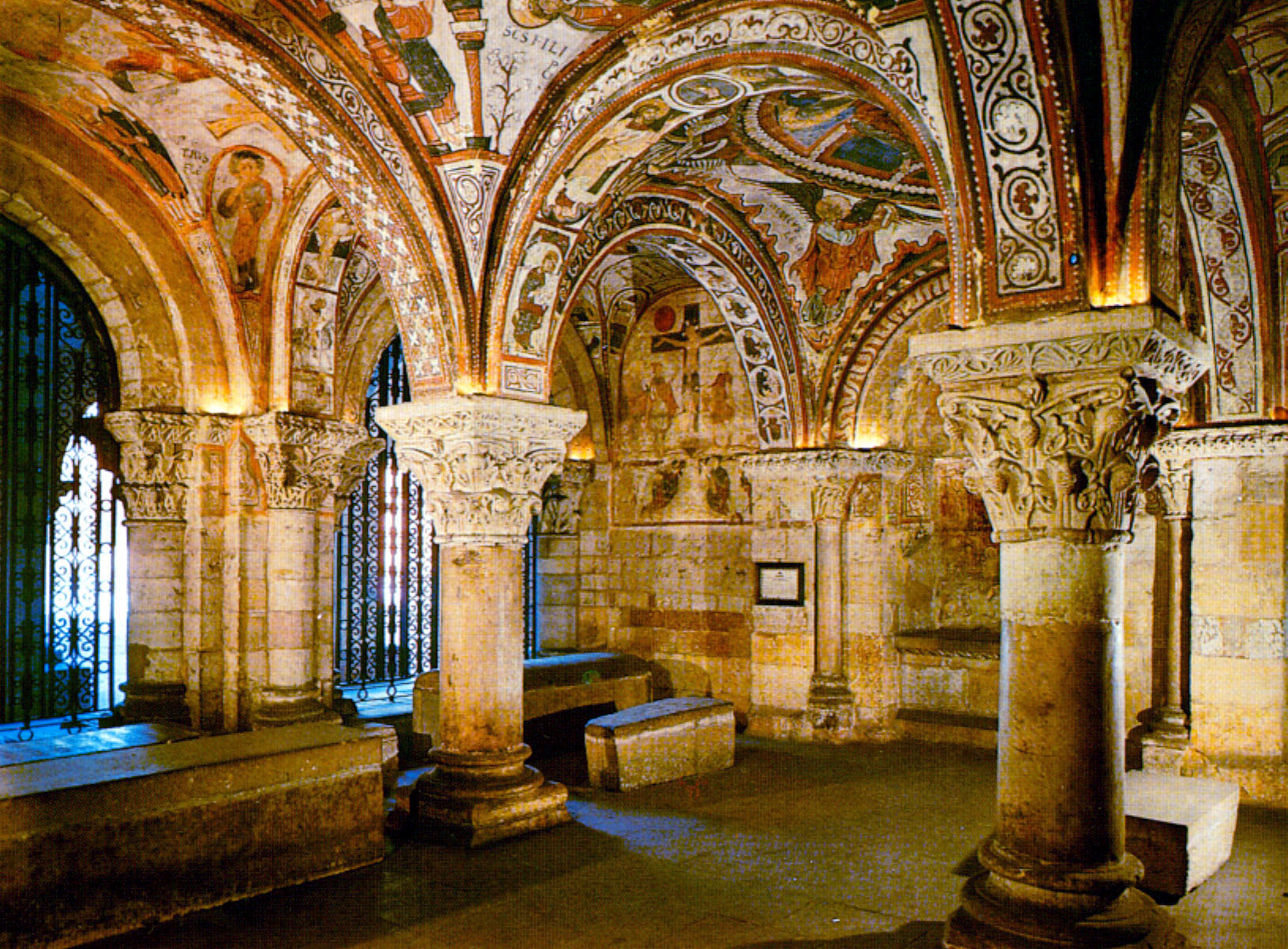
Festett kripta, San Isidoro, León, Spanyolország

#### Skandináv fatemplomok

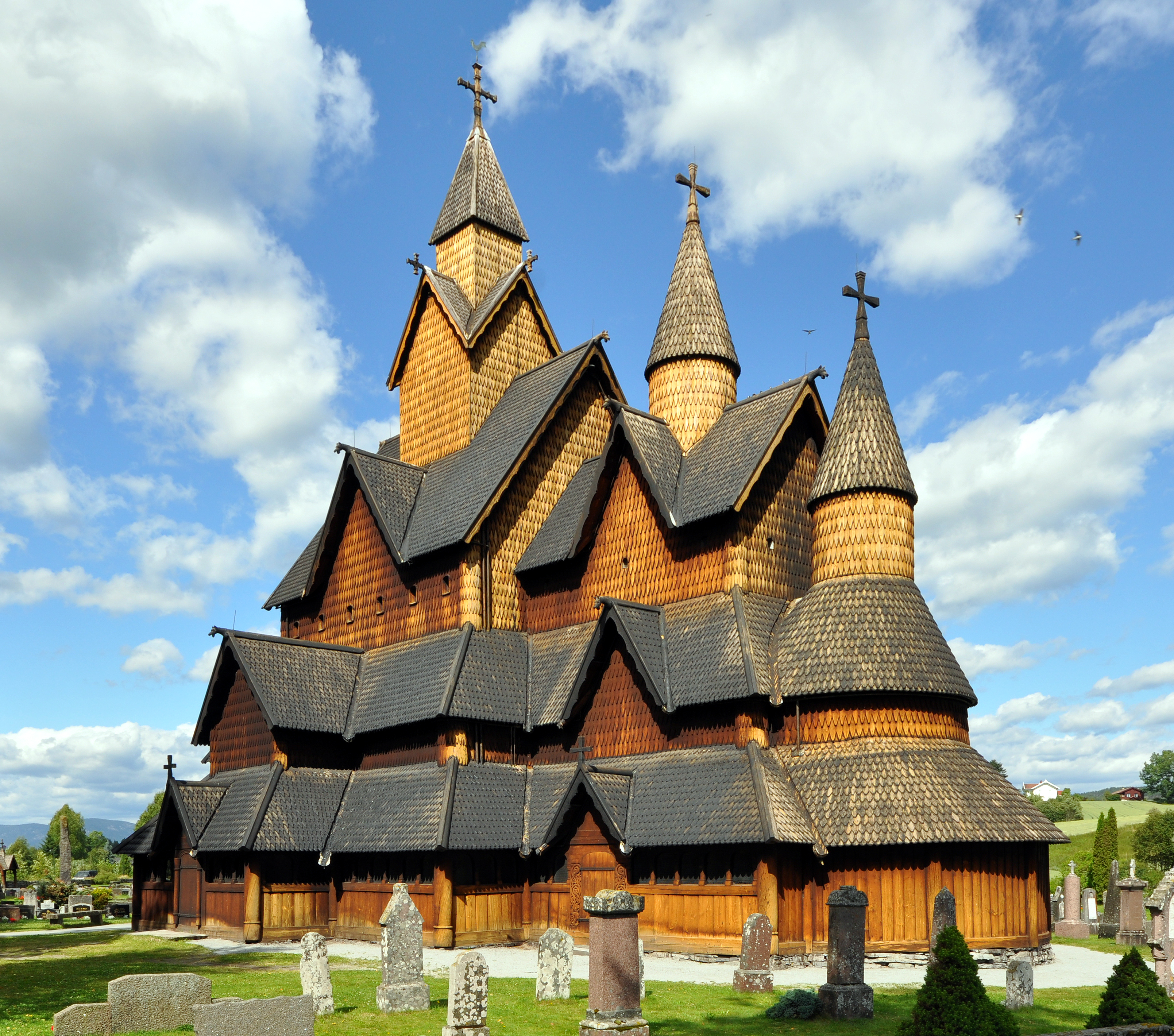
Heddali fatemplom

A román kori építészeti gondolkodás sajátos formája jelentkezett Skandináviában. Miként a többi, ebben a korban erőszakkal keresztény hitre térített európai országban, itt is a legtöbb templomot fából építették. A helyi tradíciók éppúgy hozzájárultak ehhez, mint a rendelkezésre álló végtelen erdők, vagy az, hogy még az ezredforduló után is igen csekély volt itt a dél- és közép-európai nagyhatalmak kulturális befolyása. 
Az erdős Norvégia az 1000 és 1300 közötti templomépítészetben a maga útját járta. Sejthetően mintegy ezer fatemplomot ácsoltak ez idő tájt. A tisztán fából épült imaházak azért kapták karótemplom nevüket, mert szerkezeti vázuk függőlegesen felállított facölöpökből került ki. Különféle tetőzetek irányítják az ég felé az épületet, amit három hegyes huszártorony csak hangsúlyoz. A belső védett körfolyosó téli körmenetekre is alkalmat adott. 

### Gótika
1150-re a román kori építőmesterek megrendelőiknek már bármilyen igényét ki tudták elégíteni. Képesek voltak akármekkora templomot építeni, tisztában voltak a szerkezeti elvekkel, ráadásul akármilyen díszítést elő tudtak állítani oszlopfőkön, kapukon vagy a belső falakon. Mégis megjelent a gótika, mert ez a stílus ki tudta fejezni a vágyat, az elragadtatást, a felfelé törekvést Istenhez úgy, ahogy a román stílus nem.
A gótikus stílus Franciaországban született meg és innen terjedt szét Európa országaiba. A városok versengve építették a hatalmas méretű dómokat, hogy ezekkel példázzák hitbéli buzgóságukat és gazdagságukat. Az óriásivá tervezett tornyok végül sok helyen csonkán maradtak az utókorra.
A gótika függélyességét a csúcsív megjelenése tette lehetővé. Az építőmestereknek már nemcsak szabadabb kezük volt a boltozatok kialakításánál, hanem nagyban megváltozott a statika is, amellyel dolgoztak. A templom alaprajzát tekintve a román építésmód leszármazottja. Arányai azonban kecsesebbek és részletkiképezése hasonlíthatatlanul gazdagabb.

Gótika
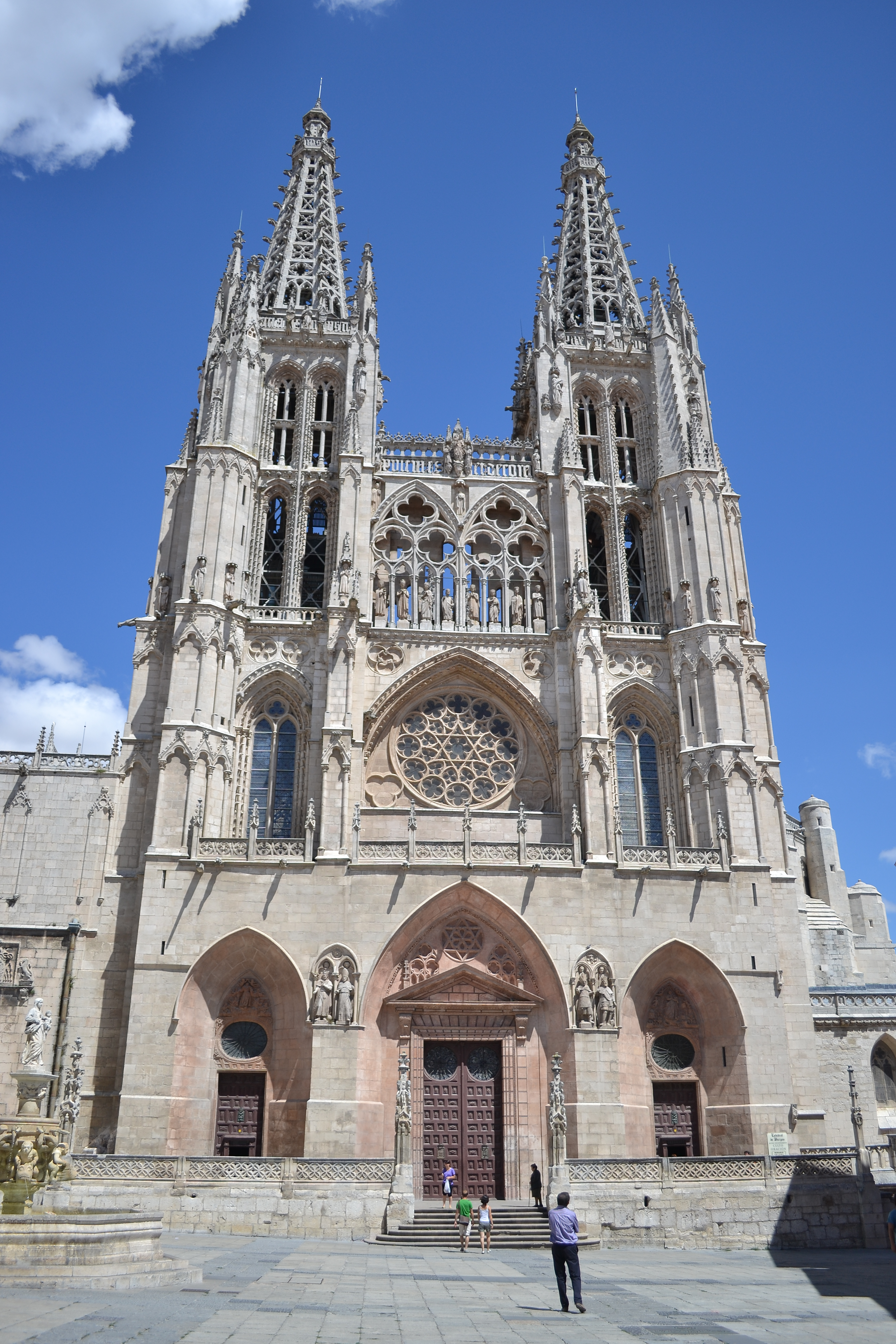
Burgosi katedrális
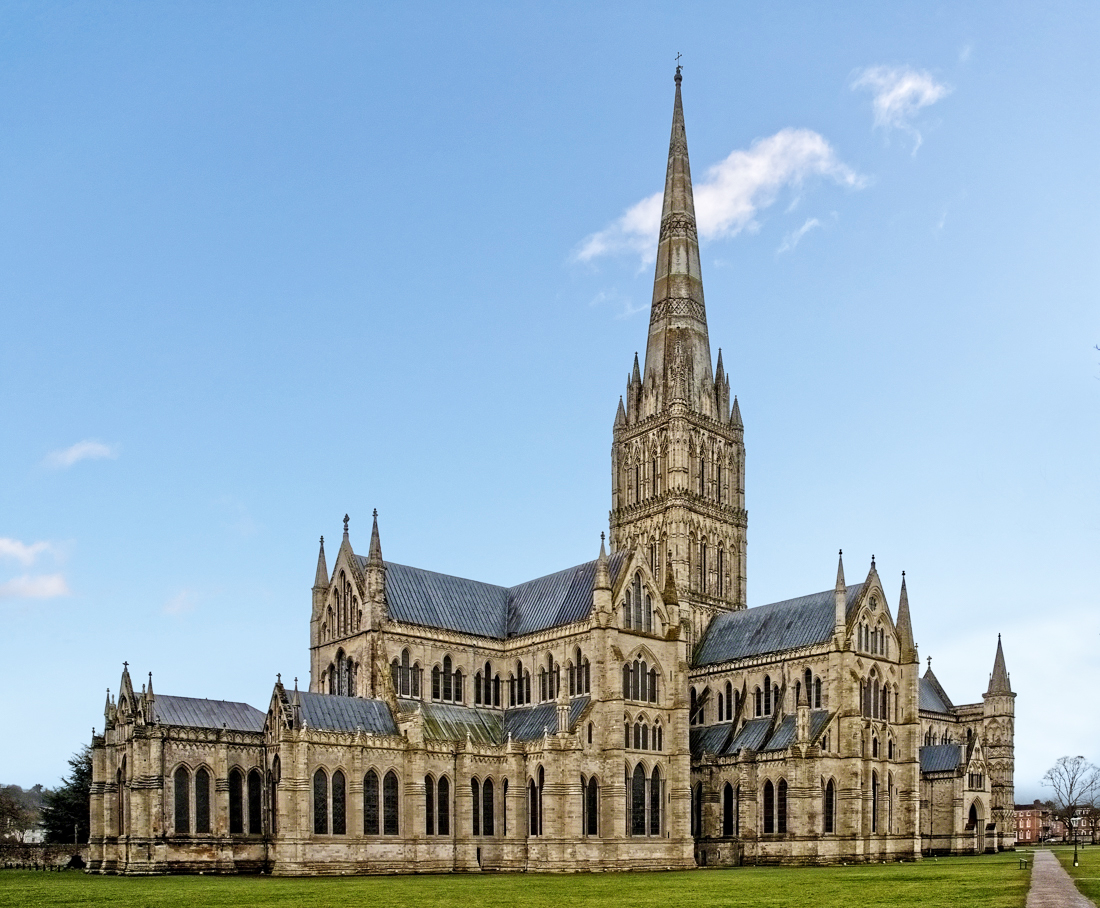
Salisbury katedrálisa (angol korai gótika)
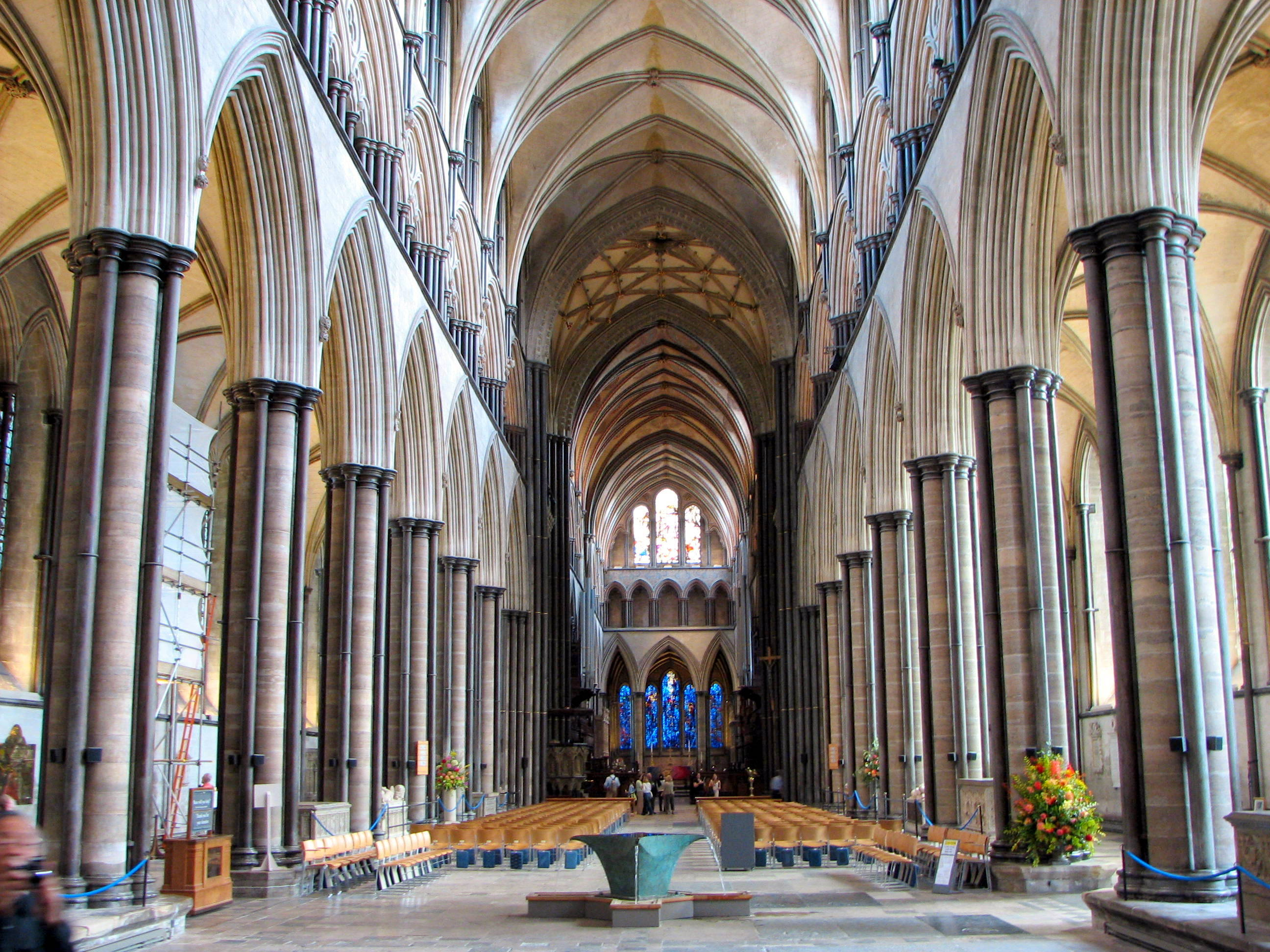
Salisbury katedrálisának belső tere
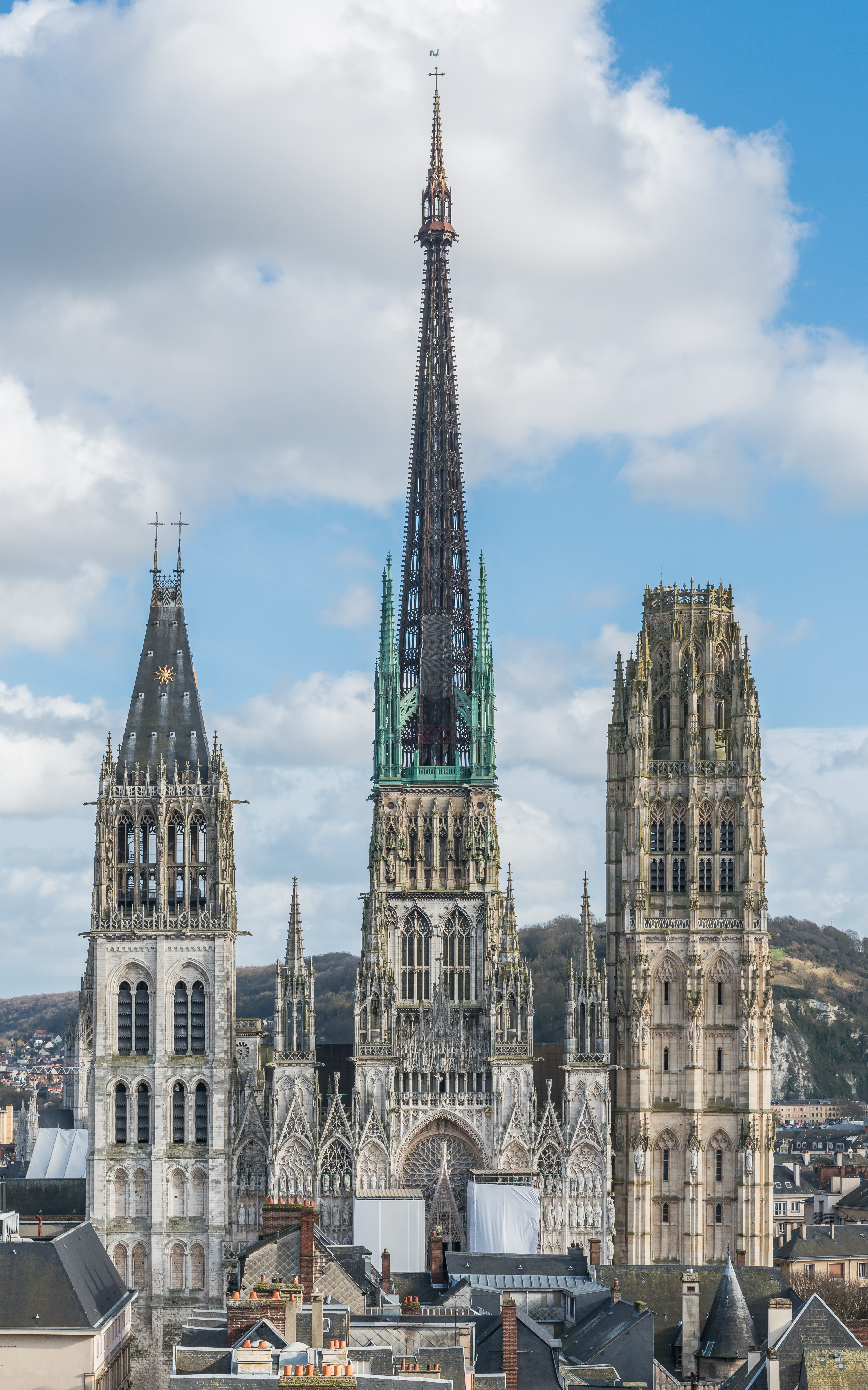
Rouen katedrálisa
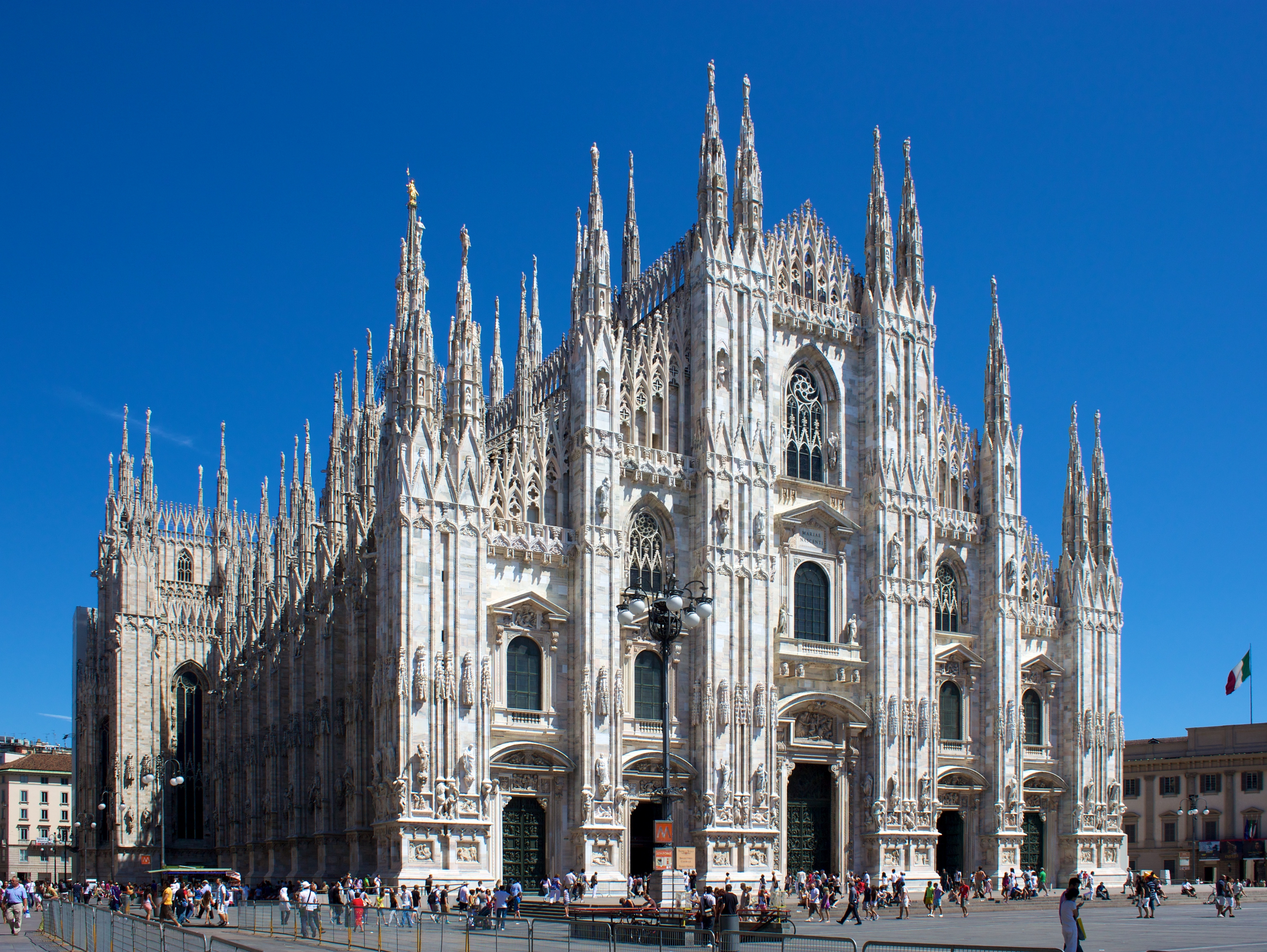
Milánói dóm
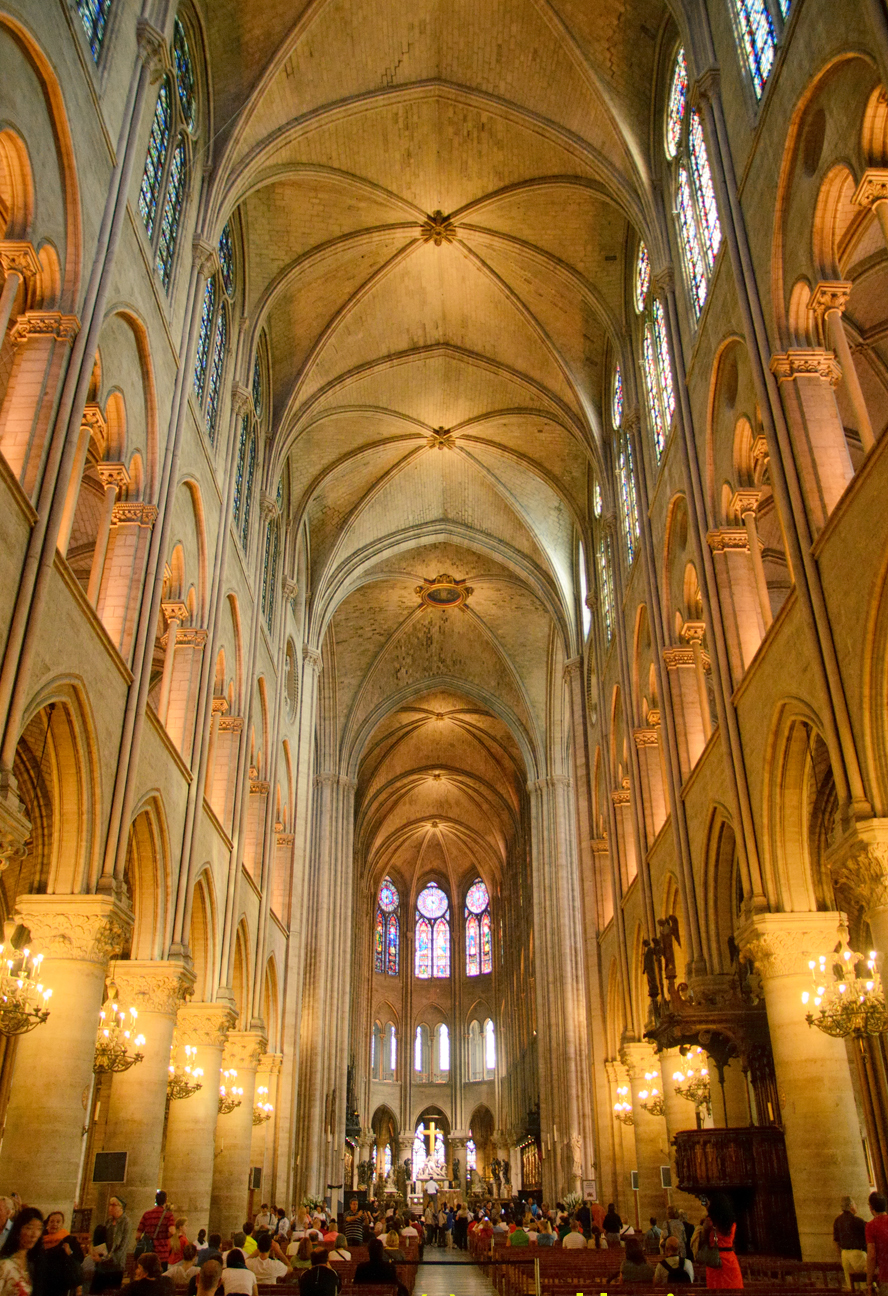
A párizsi Notre-Dame-székesegyház hajója

### Reneszánsz
Míg a templomépítészetben Európa nagy része – de különösen az északi – hű maradt a gótikához, addig Itáliában az ókori római kultúra ún. újjászületéséből fakadó új szellemi áramlatok törtek a felszínre és idővel döntő változásokat eredményeztek. Firenzében bontakozott ki a később reneszánsznak elnevezett stílus.
A reneszánsz jó egy évszázadon keresztül csak Itáliára korlátozódott, hiszen azt tükrözte, hogy újra felfedezték az ókori (és azon belül is inkább a római) építészet nagyszerűségét.
Ezen építészeti és díszítő stílust három korszakra szokás osztani:
- korai reneszánsz, más néven quattrocento (kb. 1400–1500);
- érett reneszánsz (kb. 1500–1525)
- továbbfejlett reneszánsz, a manierizmus (kb 1520–1600)

A reneszánsz fénykorának legremekebb alkotásai Rómában születtek. Itt épült fel a Szent Péter-bazilika is, a kor leghíresebb építménye. Több mint száz évig épült és több kiemelkedő építész is rajta hagyta a keze munkáját.

Reneszánsz
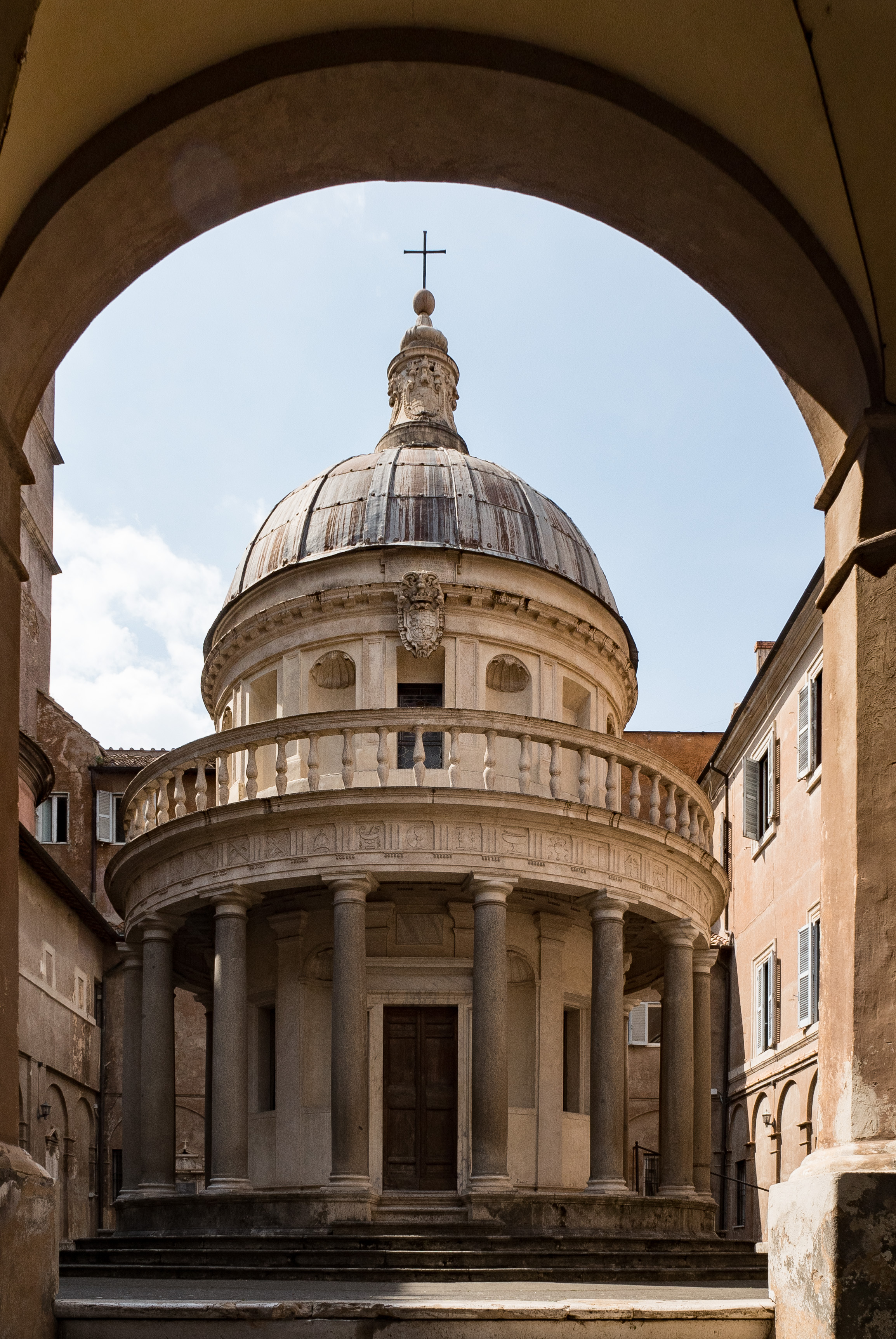
San Pietro in Montorio-templom, Róma
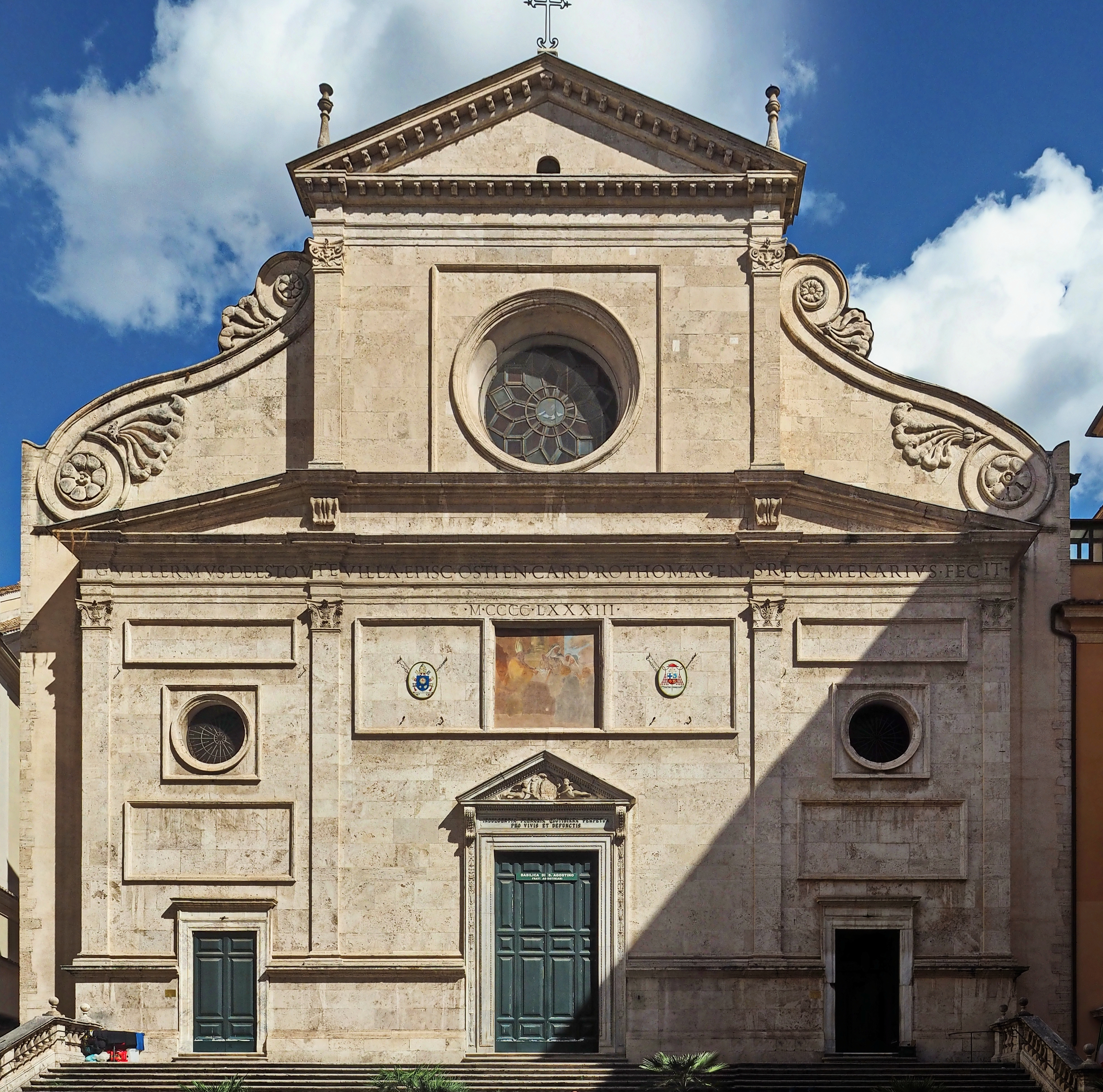
Szent Ágoston bazilika homlokzata, Róma
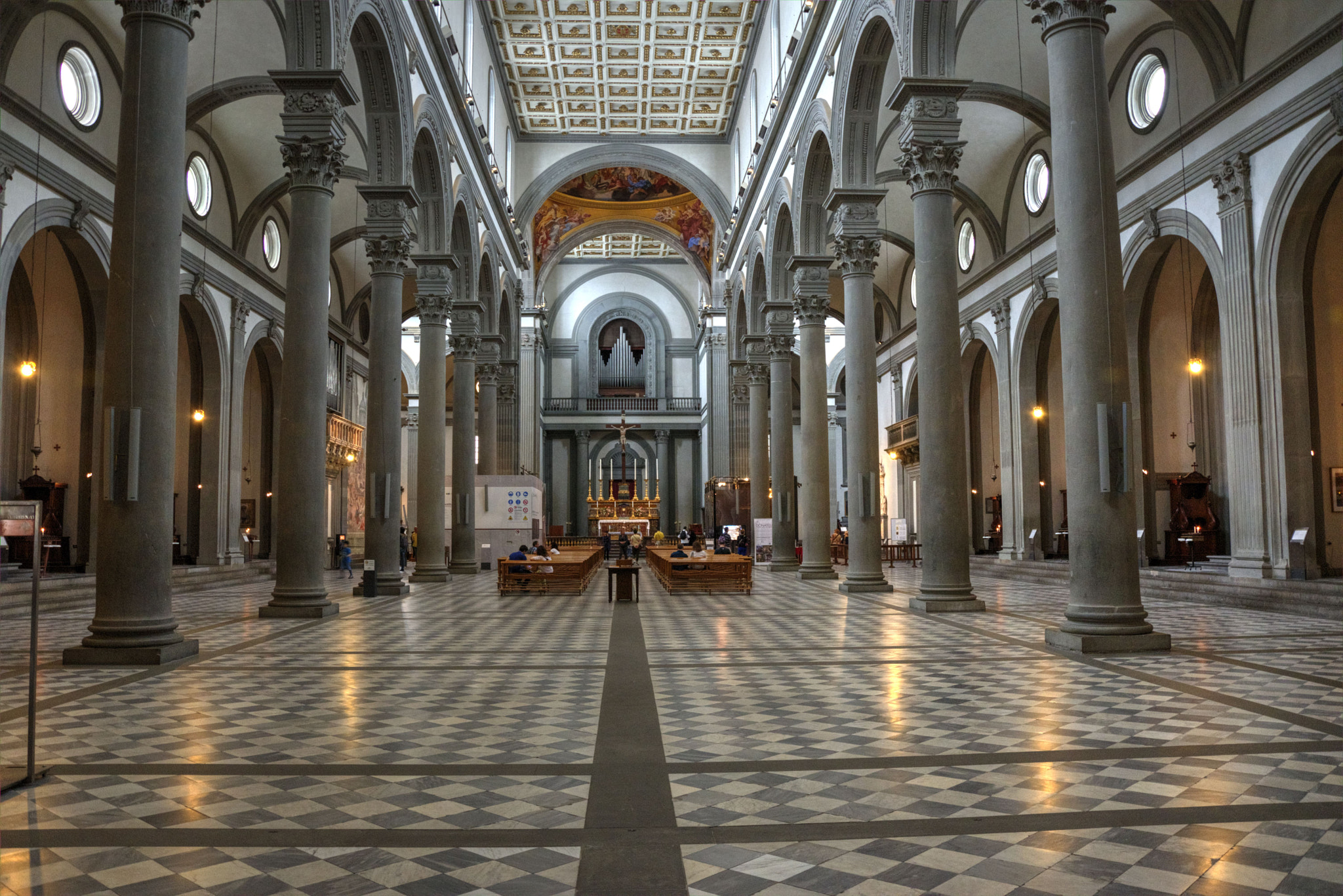
A firenzei San Lorenzo-i templom belseje
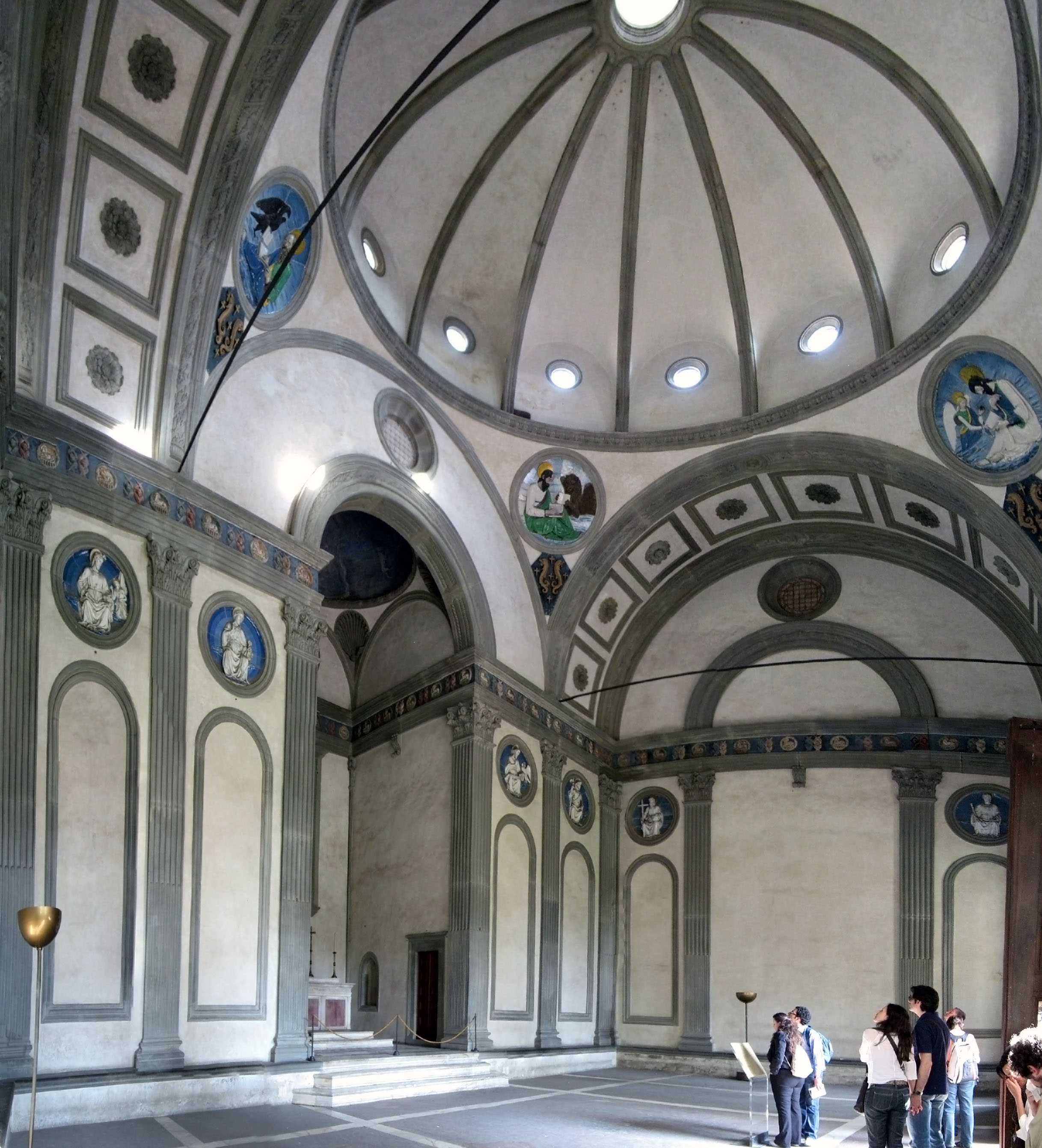
Pazzi-kápolna, Firenze
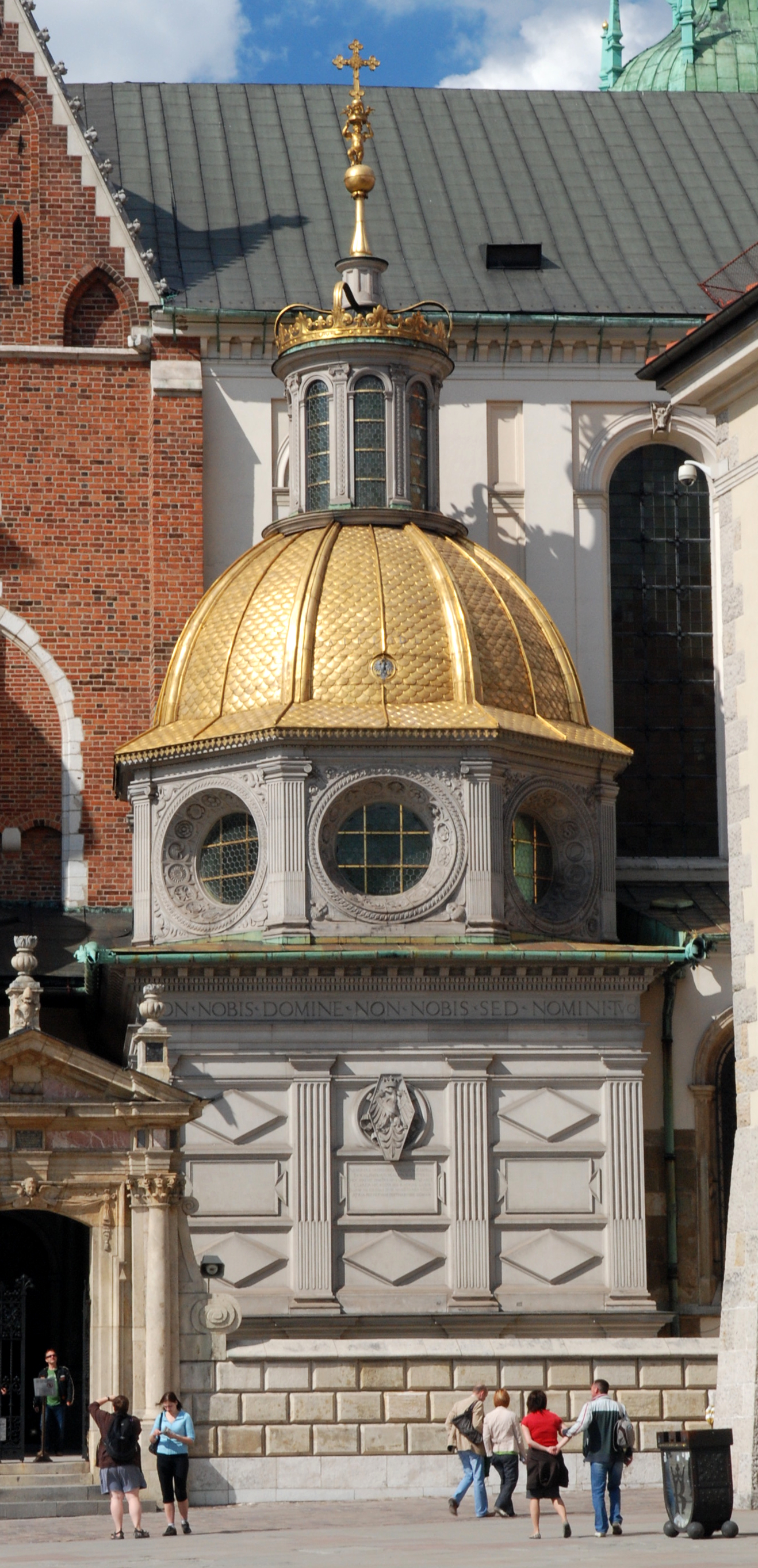
Zsigmond-kápolna, Wavel
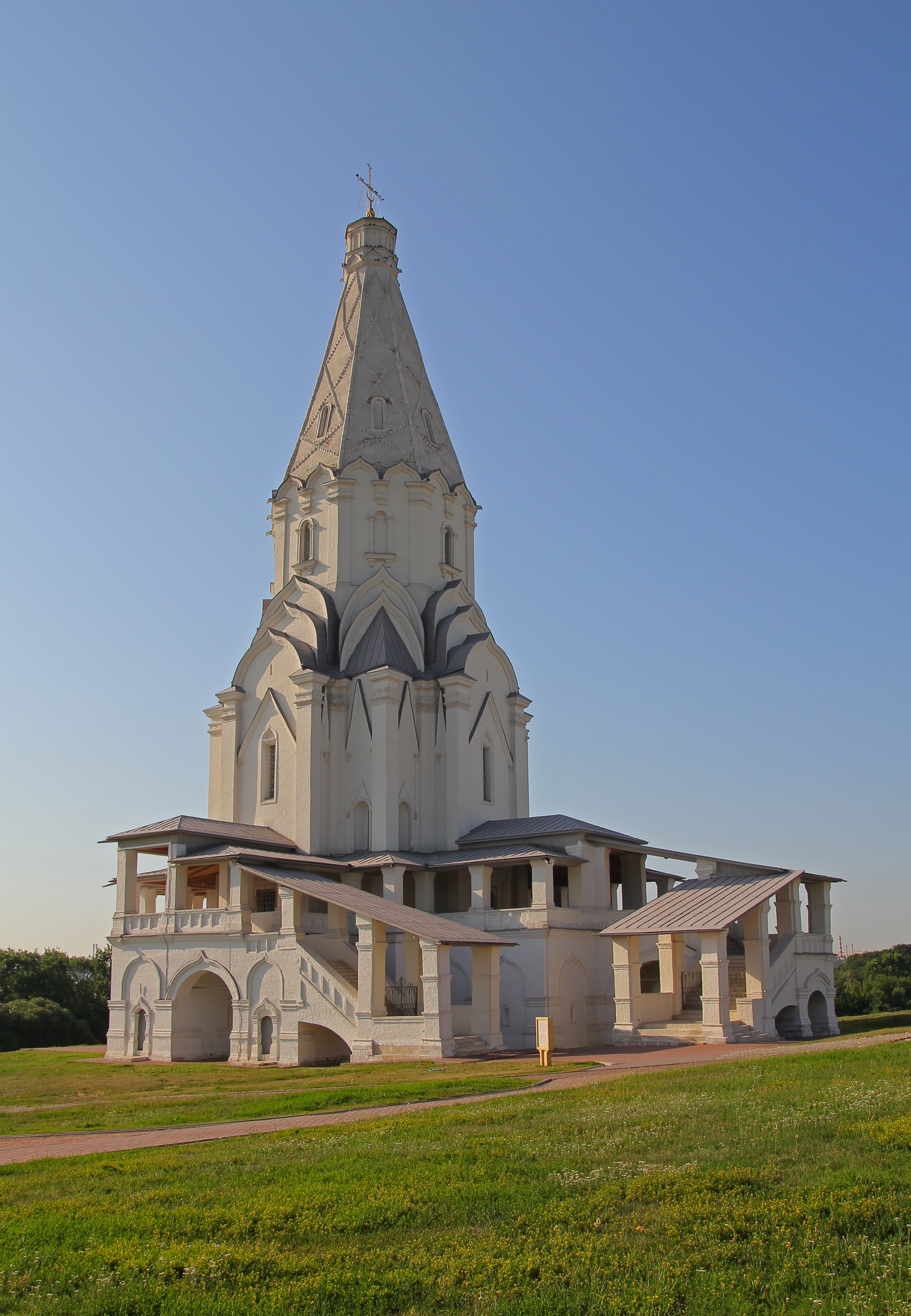
Feltámadás-templom, Kolomenszkoje

### Barokk
A 16. század közepére Európa-szerte elfogadták a reneszánsz új értékrendjét, s vele együtt az új építészeti stílust is. Ettől kezdve azonban a nyugati kereszténység már nem volt egységes, a reformáció ugyanis két táborra szakította. A protestánsok egyik tétele a tízparancsolat alapján a "ne csinálj magadnak faragott képet" elv volt, és elvetették a szentek ábrázolását. Templomaik visszafogottak és egyszerűek voltak, mivel fontosabbnak tartották az Igét a szentségeknél és a szentek kultuszánál; és a szószéket helyezték előtérbe az oltárral szemben. Erre válaszul a katolikusok hitüknek épp azokat a vonásaikat hangsúlyozták, amelyek leginkább sértették a reformereket: a szentek közbenjárását, az ereklyék szentségét, továbbá az Egyház hatalmát, hogy az oltáriszentség révén oldjon és kössön.
A barokk stílus lényegében katolikus művészet  és az egyházi építészet gyakorlatában alakult ki. A reneszánsz nyugalmas beosztása helyett itt márványfaragások, aranyozott díszek és festett képek zsúfolt, egymásba folyó pompája fogadja a hívőt és csodálatra bírja. A tervezők tudatosan törekedtek ilyen hatásokra, mert ez felelt meg az egyház igényeinek, ugyanis az ellenreformáció "harcosai" a hívők elkápráztatására törekedtek.
A templomok belső pompáját rafinált megoldásokkal a végletekig fokozták. Míg a reneszánsz templomokra a világosság és a rend volt jellemző, addig a barokk művészet és az illúzió minden eszközével igyekszik elröppenteni a szemlélőt egy képzelt világba, ahol megnyílik a mennybolt, a szentek alászállnak, és a valósághű festmények és szobrok szent misztériumokat keltenek életre. Festett és faragott angyalok, szentek seregét építették az aranydíszektől ragyogó falakon, oltárokon, az alapzattól a mennyezetig.
A barokk korig többnyire nem voltak a nép számra ülőhelyek a templomban, de ekkor a kor stílusának megfelelően padokat is állítottak be térdeplőkkel, illetve a francia és olasz templomokban inkább térdeplő-székeket. A görögkatolikusok is bevezették az ülőhelyek alkalmazását, az ortodox templomokban azonban továbbra is csak a falak mentén voltak padok a betegek és öregek részére.

Barokk
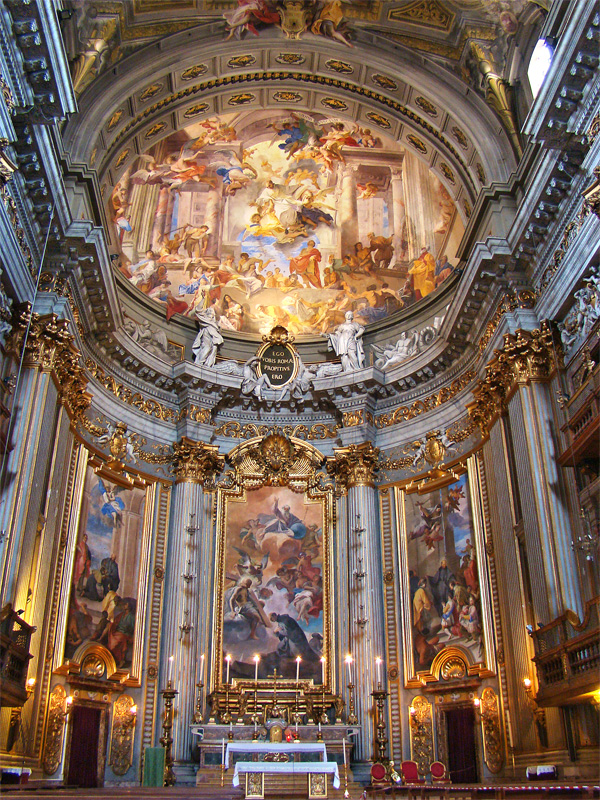
Loyolai Szt. Ignác-templom belseje, Róma
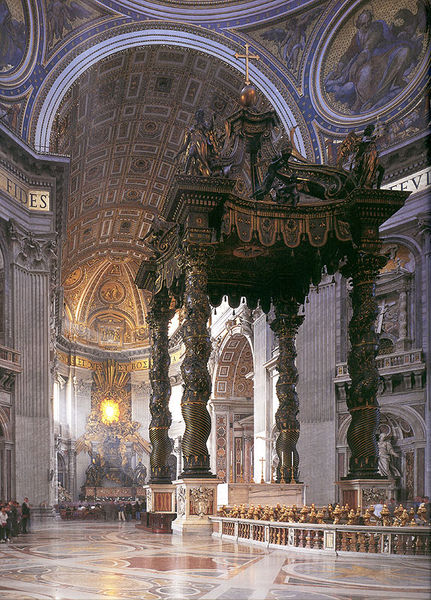
Baldachin a római Szt. Péter-baziliában
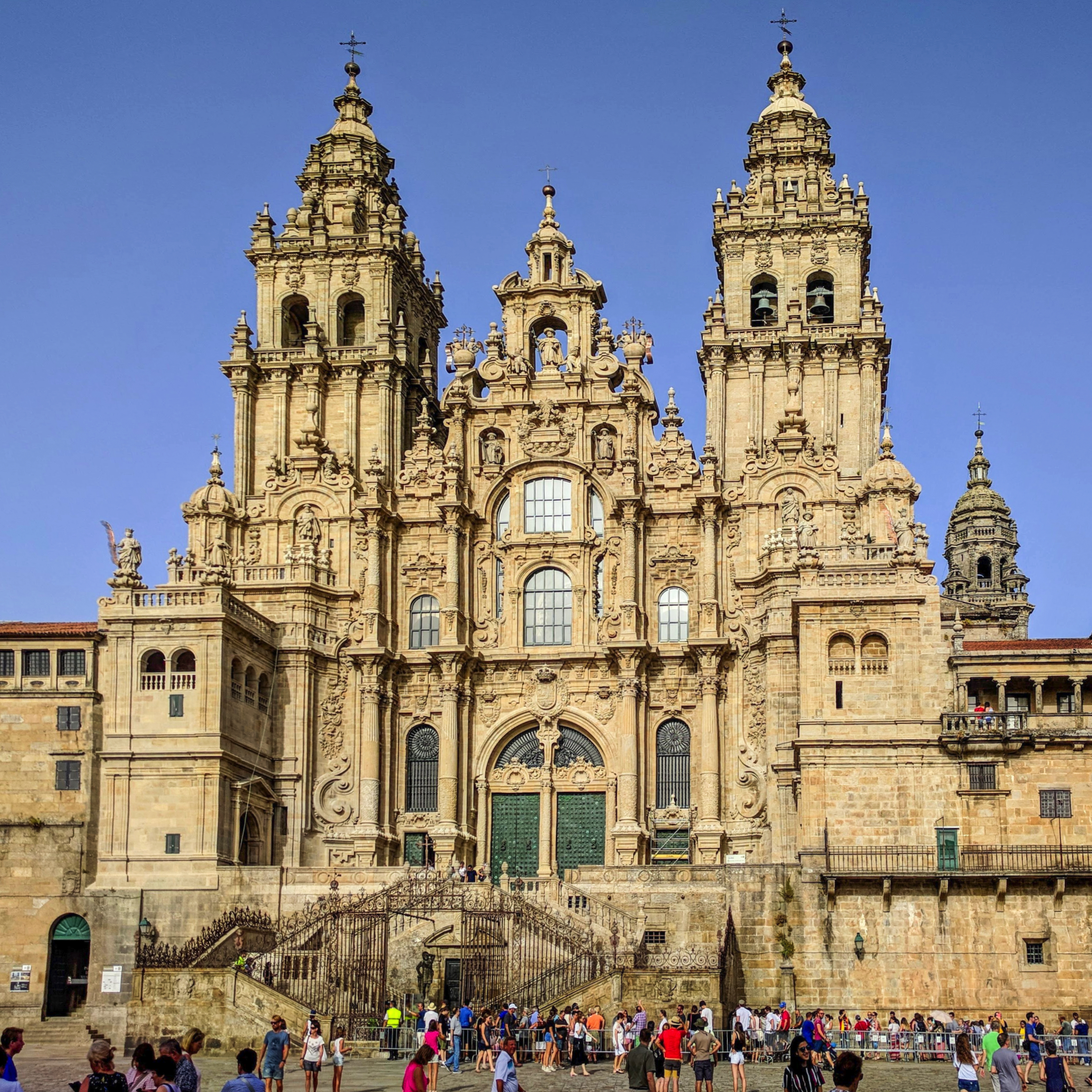
Szent Jakab-katedrális, Santiago de Compostela
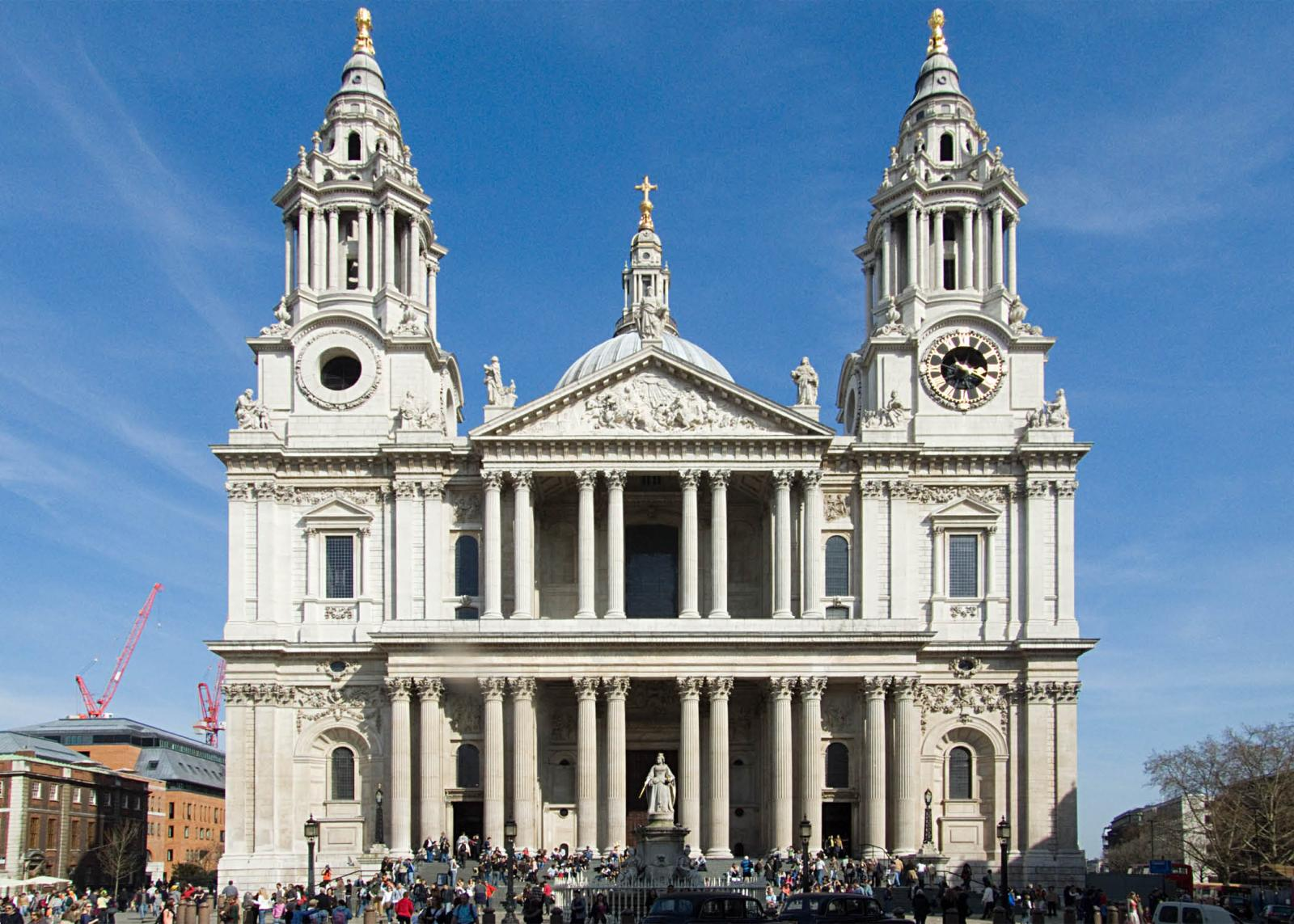
Szt Pál-katedrális Londonban
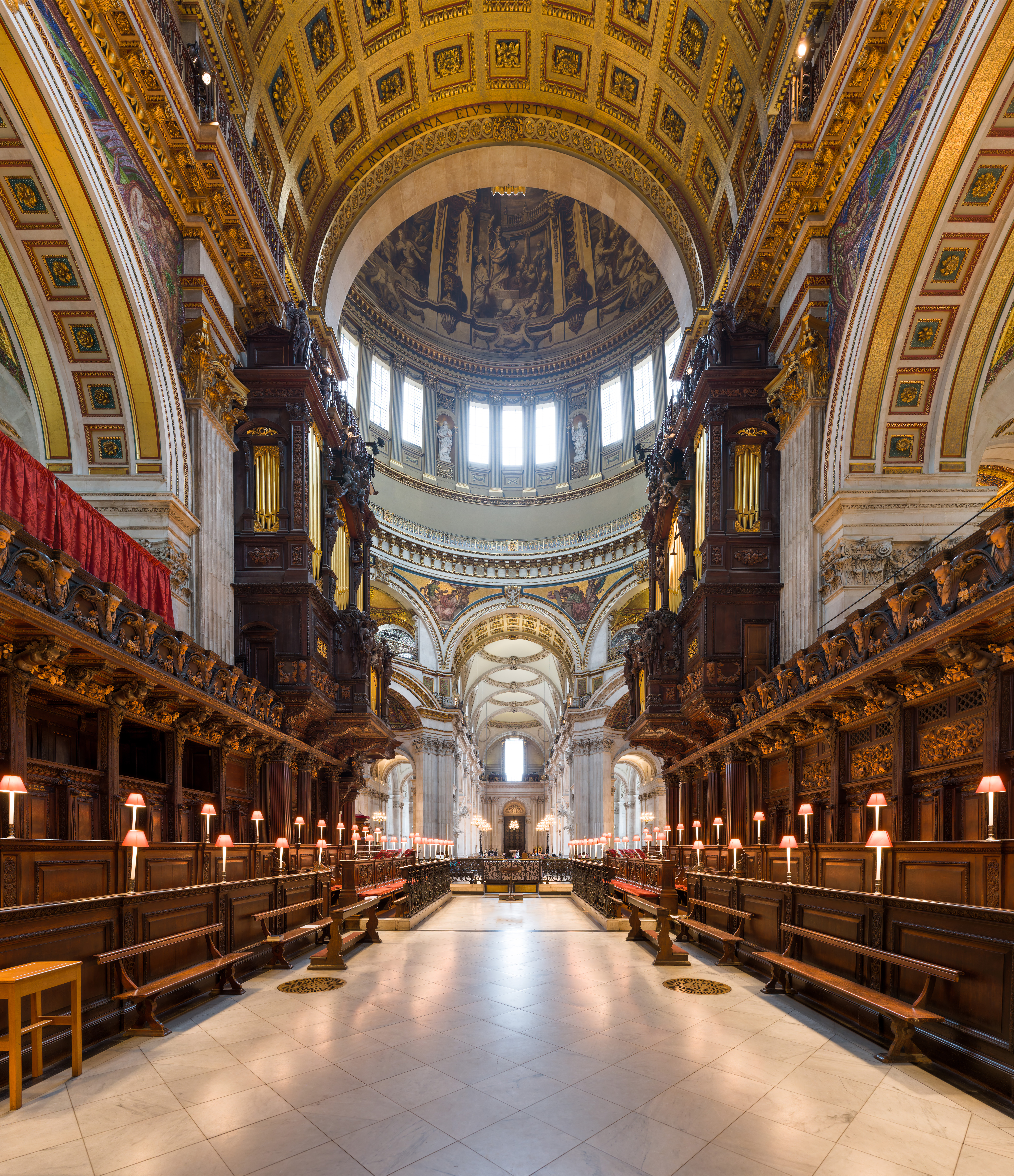
Szt Pál-katedrális belseje
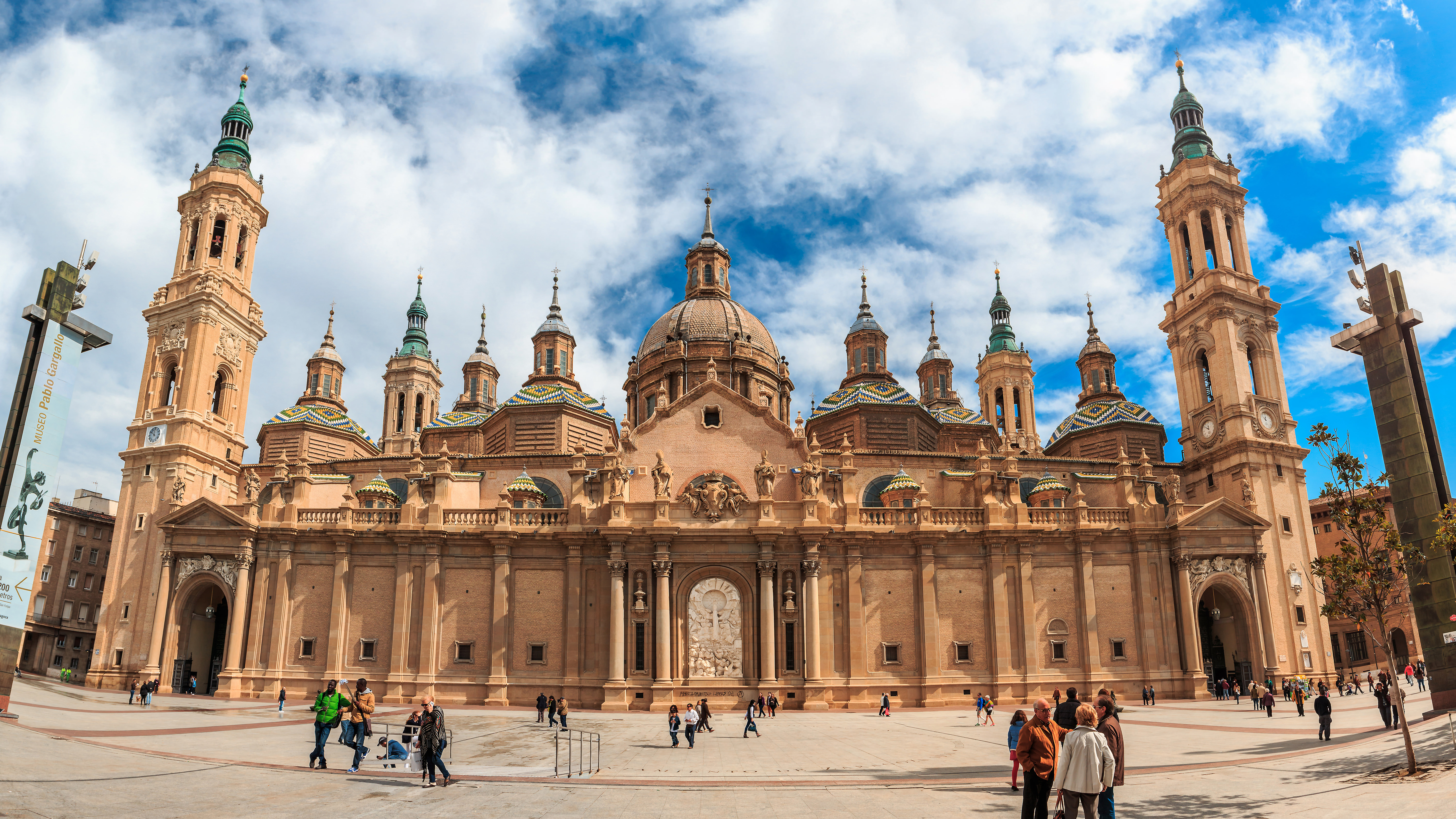
A zaragozai Catedral-Basílica de Nuestra Señora del Pilar barokk és neomudéjar stílusban

### Rokokó
A rokokó vagy késő barokk stílus a 18. században volt jellemző. Az 1720-as és 1730-as években, Franciaországban kezdődött, XV. Lajos alatt. Hamarosan Európa más részein is terjedt, különösen Észak-Olaszországban, Ausztriában, Dél-Németországban, Közép-Európában és Oroszországban. Bár eredetileg egy világi stílus, amelyet elsősorban a magánépületek belső tereiben használtak, spirituális vonatkozással is bírt, ami miatt széles körben elterjedt az egyházi művészetben is, különösen Közép-Európában, Portugáliában és Dél-Amerikában.
Az 1740-es és 1750-es években Bajorországban számos figyelemreméltó zarándoktemplomot építettek, amelyek belső tereit a rokokó stílusának sajátos változatában díszítették.
Az egyik legjelentősebb példa a Wieskirche (1745–1754). A legtöbb bajor zarándoktemplomhoz hasonlóan a külseje egyszerű, a templomba belépve azonban az ember elképesztő "színházzal" találkozik.

Rokokó
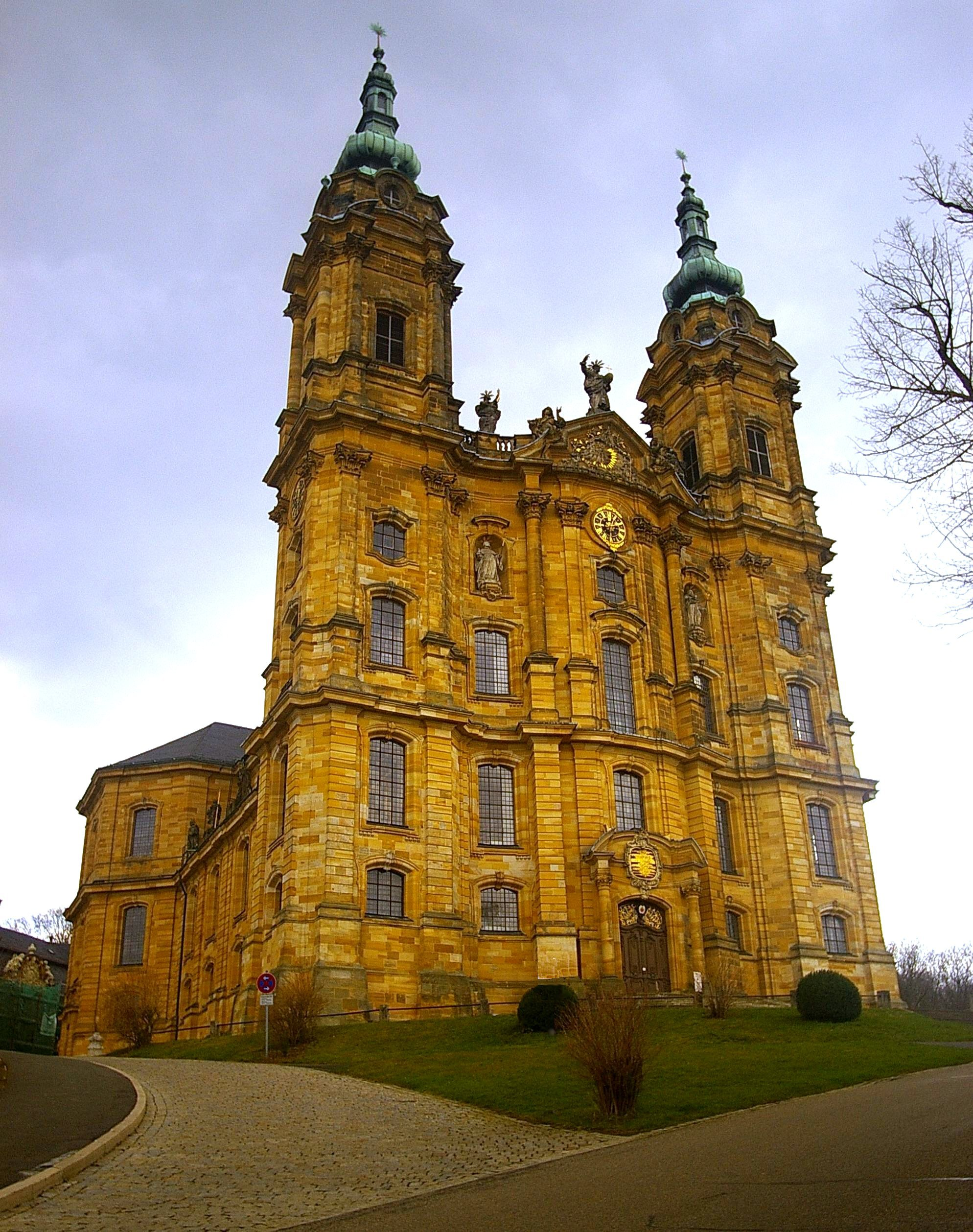
Tizennégy Szent Segítő-bazilika, Bad Staffelstein, Németország
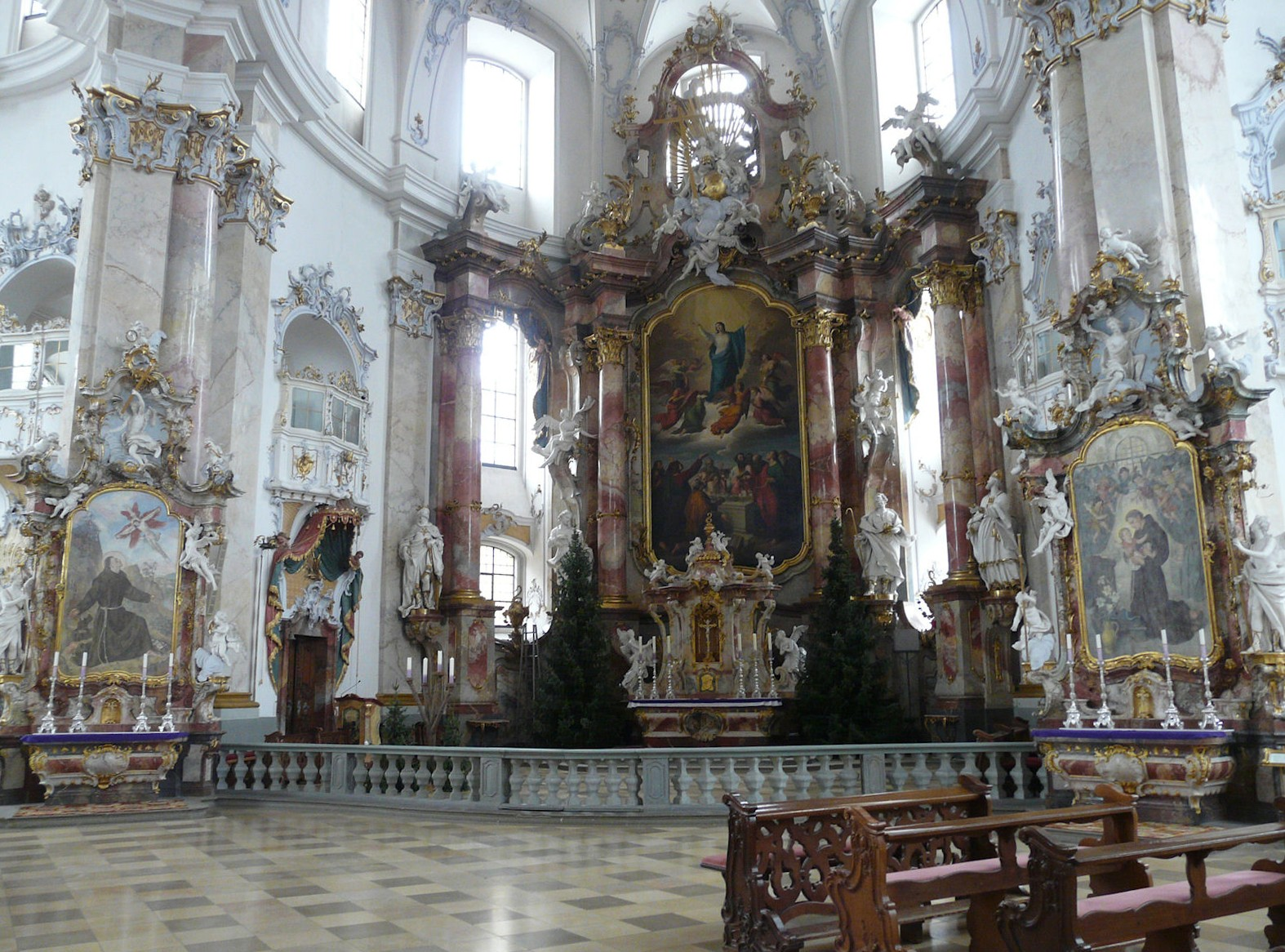
A Tizennégy Szent Segítő-bazilika oltára, Bad Staffelstein
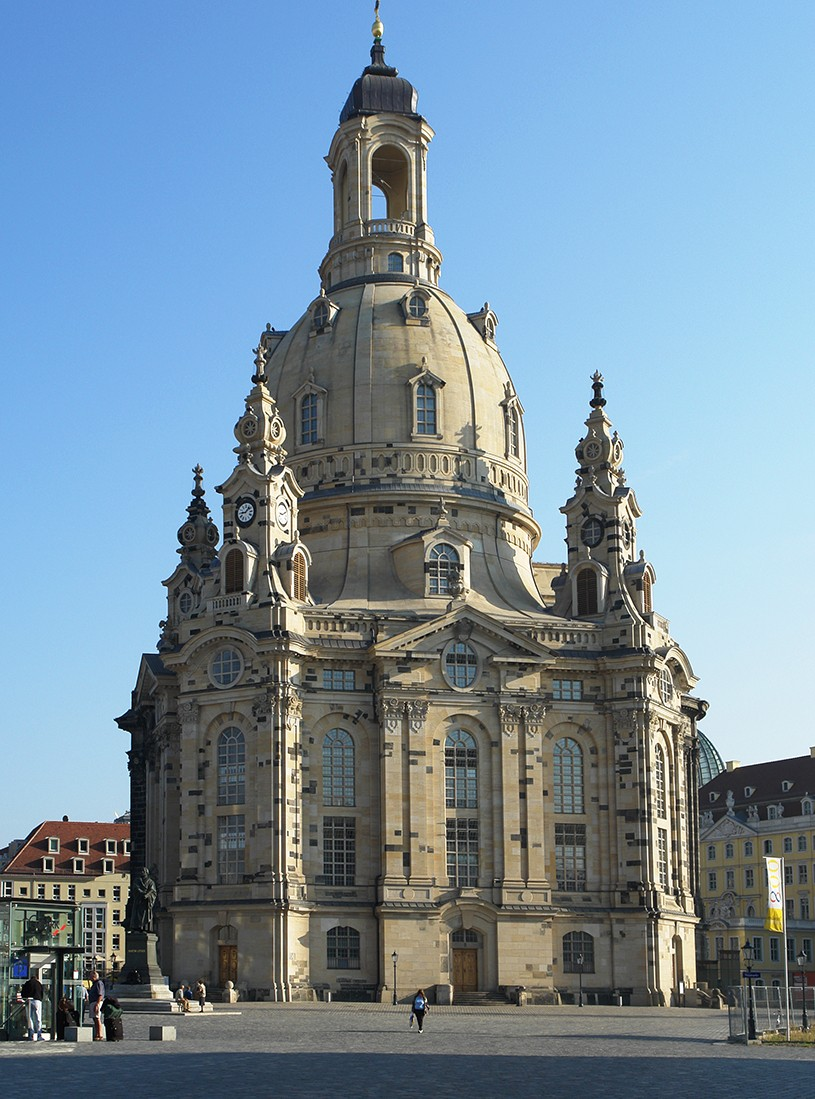
Frauenkirche, Drezda
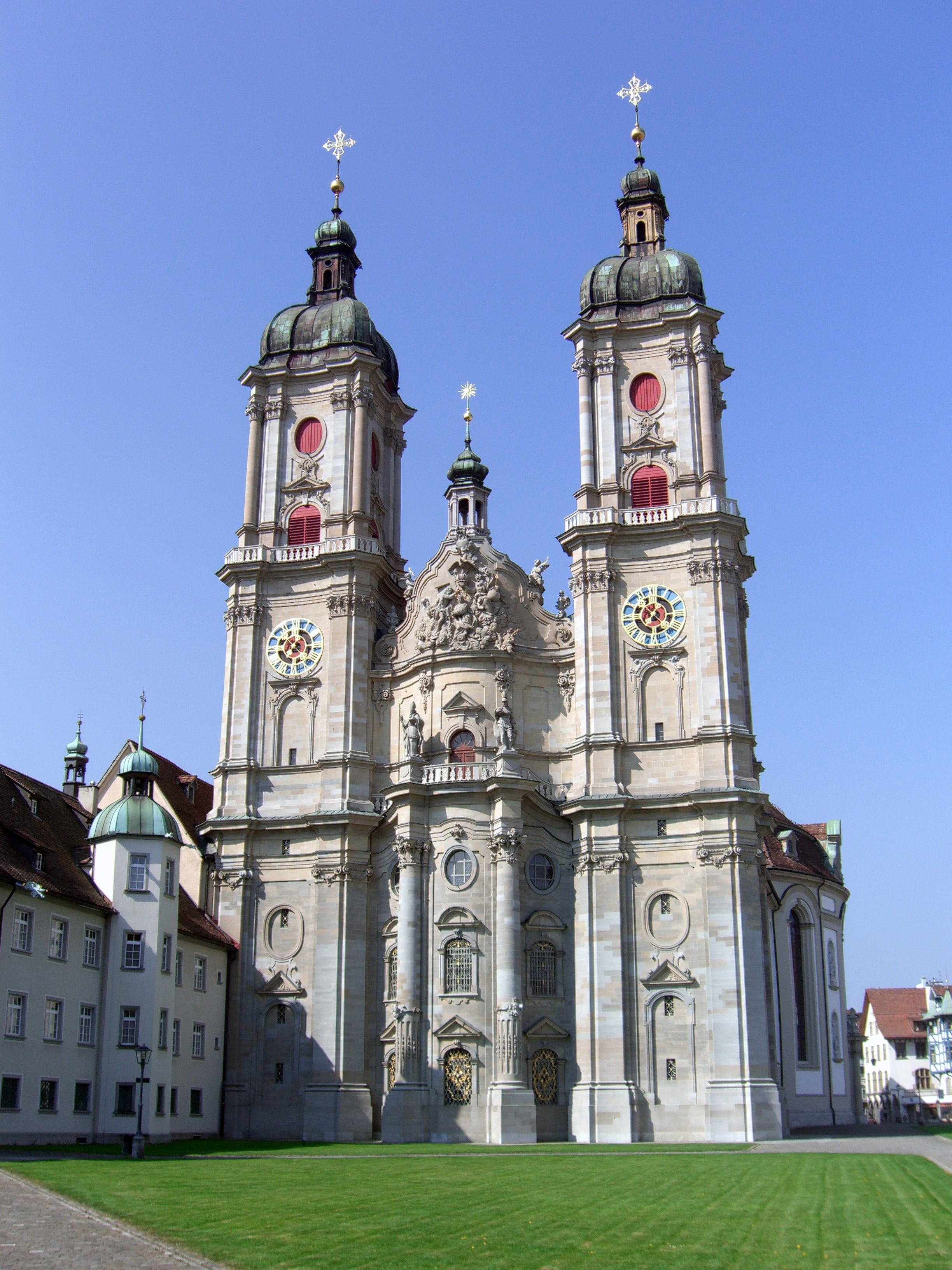
Sankt Gallen-i kolostor, Svájc
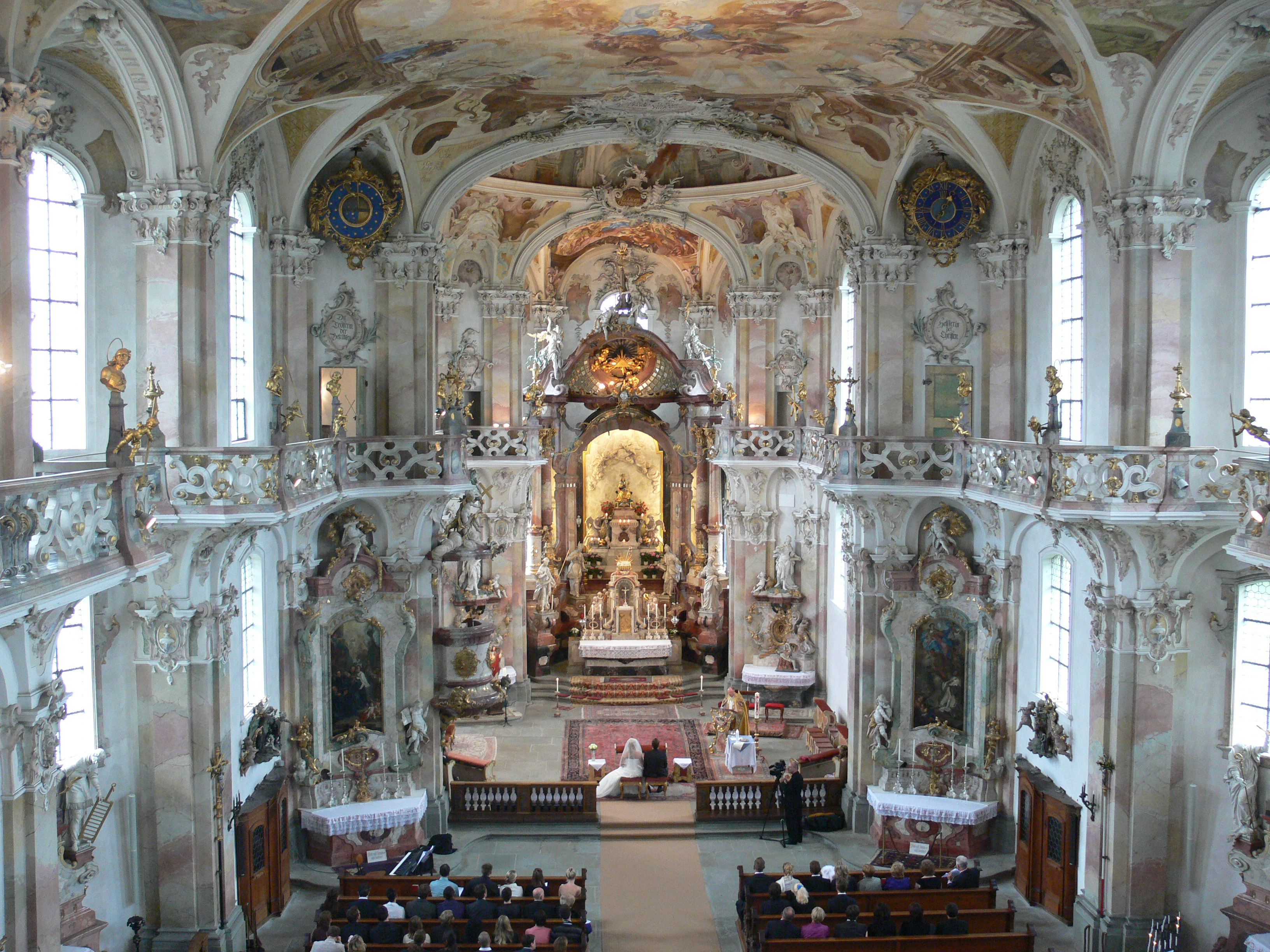
Uhldingen-Mühlhofen katedrálisa (Birnau), Németország
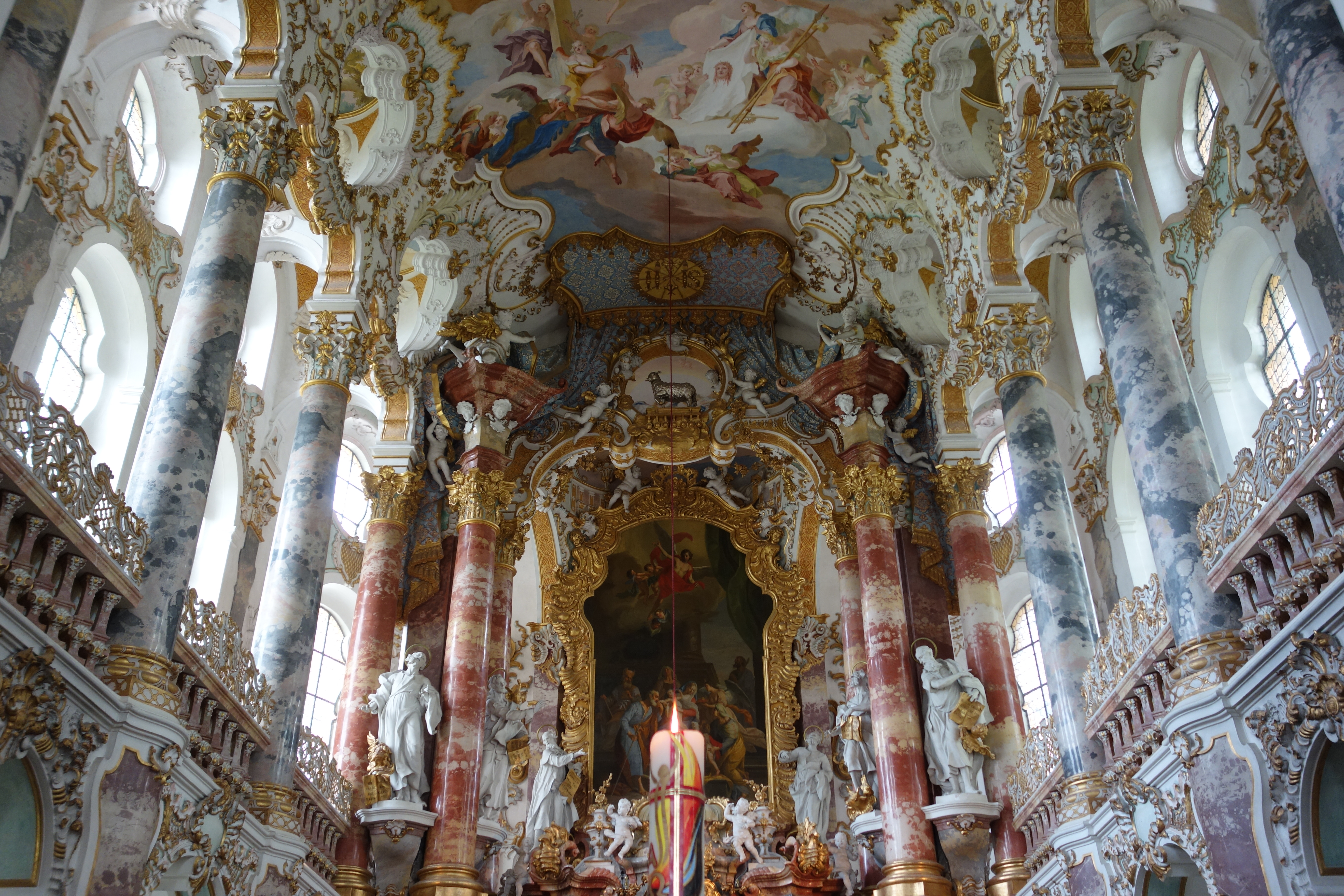
A Wieskirche belső tere, Németország

### Klasszicizmus
A protestáns országok sohasem fogadták be igazán a barokk étoszát és amikor a katolikus országokban is ellenérzés ébredt a barokk érzelmi szélsőségeivel szemben, a két tábor építészetileg ismét közelebb került egymáshoz. A klasszicizmus – ahogy az új stílust később nevezték – bizonyos értelemben visszatérés volt a reneszánszhoz és az ókori római ideálhoz.
A francia Soufflot (szufló), mint annyi építész kortársa, Itáliában tanulmányozta az ókor fennmaradt emlékeit. Nagyszabású alkotásának, a párizsi – eredetileg templomnak készülő – kupolás Panthéonnak Róma hasonló nevű antik temploma volt a mintaképe. Pantheon utánzatokat mind katolikusok, mind protestánsok építettek, s mivel a pápaság az eredetit a pápaság már eleve átalakítatta keresztény templommá, az előbbieknek adva volt a követendő példa is.
Nagy Britanniában a disszenterek (nonkonformista protestánsok) a 18. században általában klasszicista kápolnákat építettek, melyek a maguk szerény méreteivel, dobozszerű egyszerűségükkel ma igen bájos összhatást keltenek.
A klasszicizmus elsősorban stílus volt, a 17-18. századi templomok többsége pedig más épületek utánzata.

Klasszicizmus
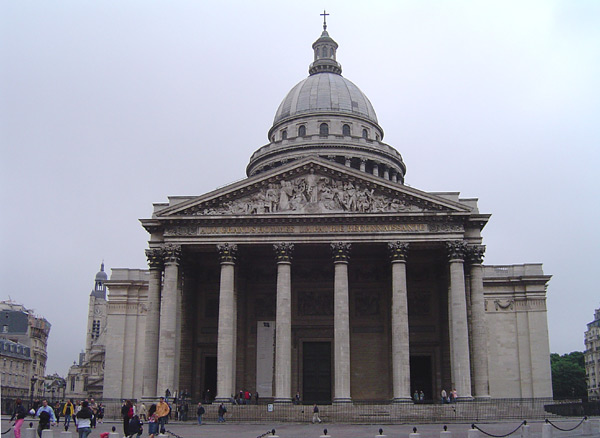
Panthéon, Párizs
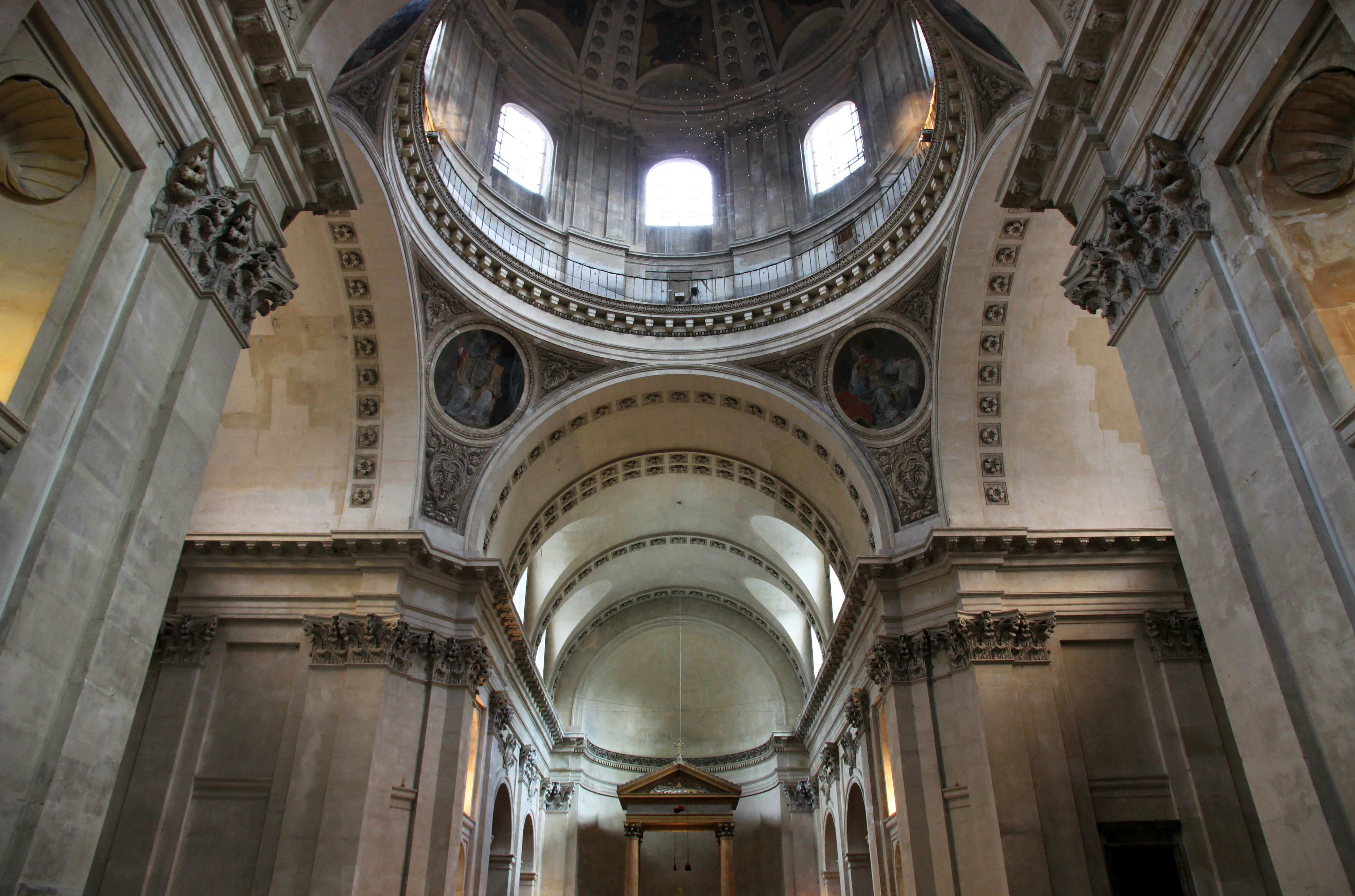
Sorbonne-kápolna, Párizs
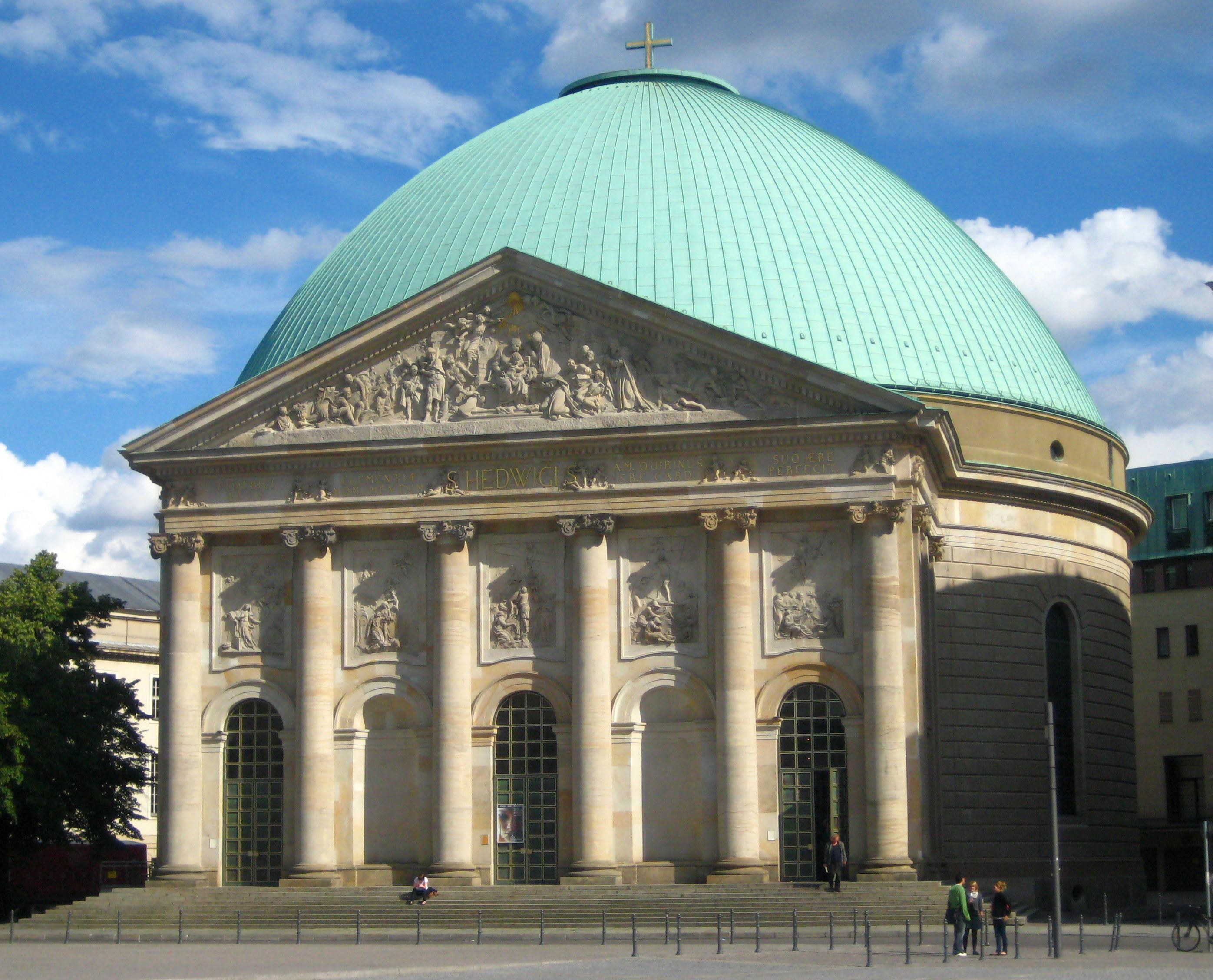
Szt. Hedvig-templom, Berlin
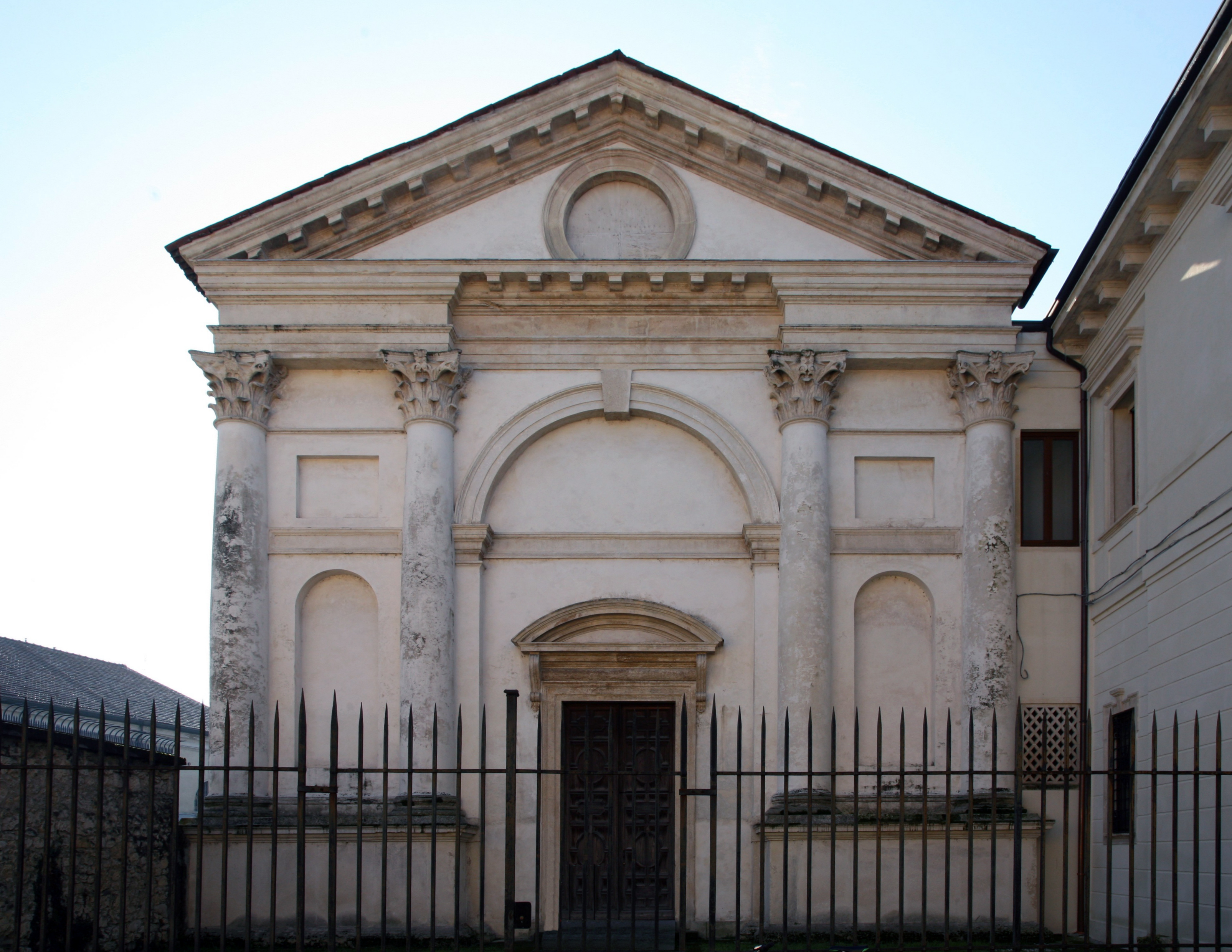
Santa Maria Nova, Vicenza
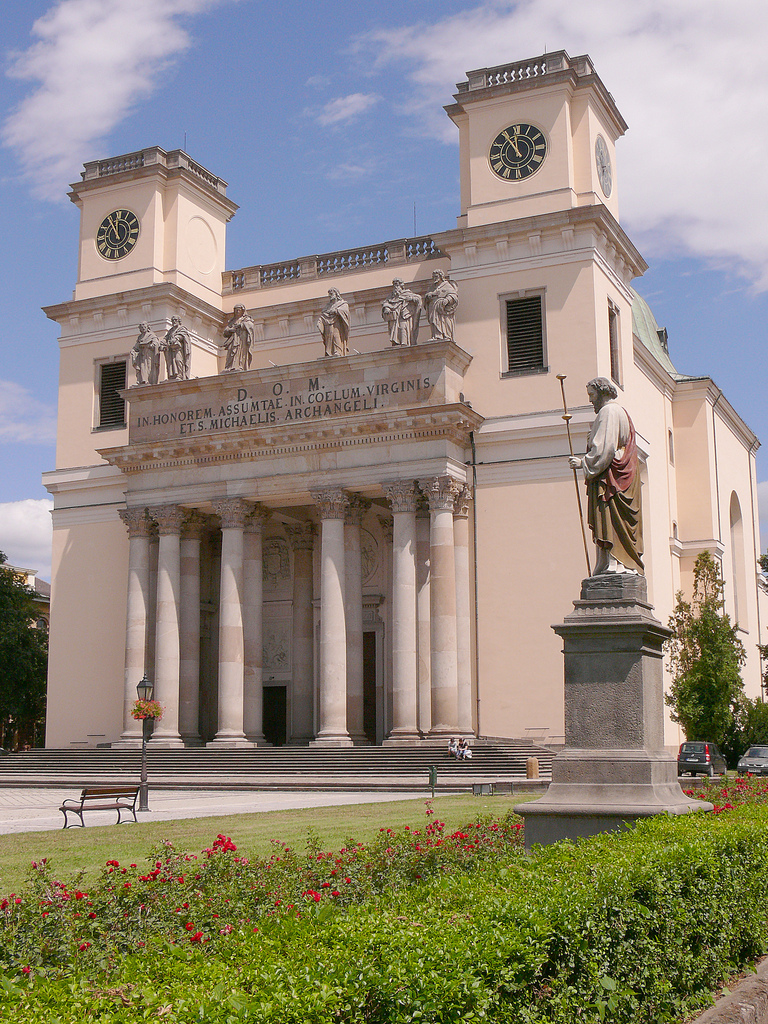
Váci székesegyház

### Neostílusok
A 19. században több templom épült, mint bármelyik másikban. Európában ez a gyors népességnövekedés időszaka volt, a világ többi részén pedig az intenzív hittérítésé. Ideológiai szempontból is lendületes korszak volt.
Az építészetben a 19. századnak nem volt saját, karakteres stílusa, ami nem egy építész számára komoly gondokat okozott. Nem maradt más választásuk, mint valamelyik korábbi stílusnak az utánzása. A klasszicizmus változatlanul népszerű maradt, különösen Franciaországban és Amerikában, ugyanakkor felvirágoztak a neostílusok is: a neoromán, neobizánci, neogótikus, neobarokk és a többi.
Mindezek közül a felélesztett stílusok közül a legdinamikusabbnak a neogótika bizonyult, amelyet a "hit korszakával" azonosítottak, amikor a kereszténység állítólag a legtisztább és a legerősebb volt. Az angol építészek építészek mintegy két emberöltőn át ragaszkodtak a gótikához. Sőt, új tudomány írta már elő a "helyes építkezés szabályait": az „ecclesiology” (egyházi építészettan).

19. és 20. században a klasszikus stílusok újjászületése
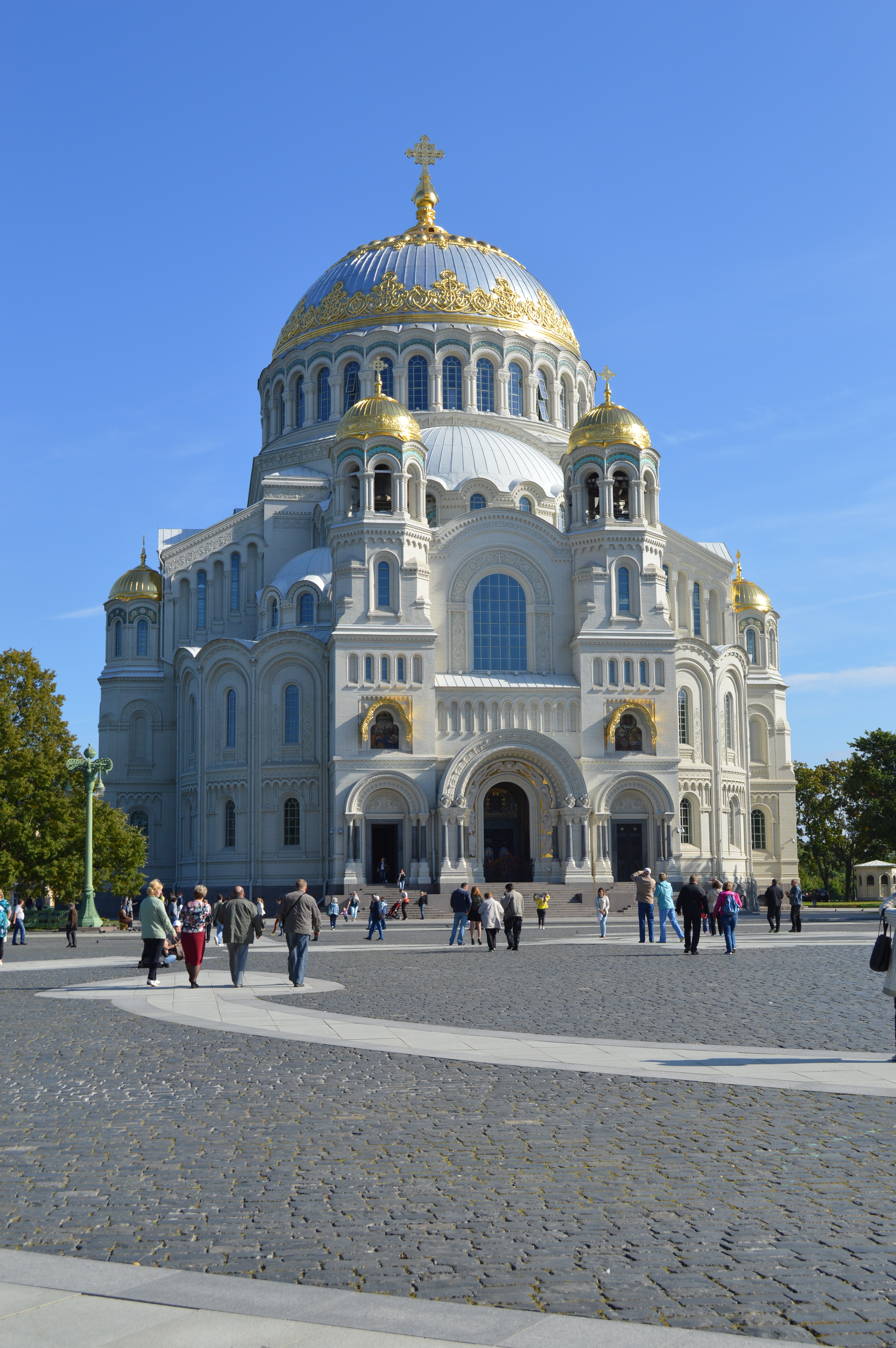
Szent Miklós-székesegyház, neo-bizánci stílusban (1903–1913), Szentpétervár
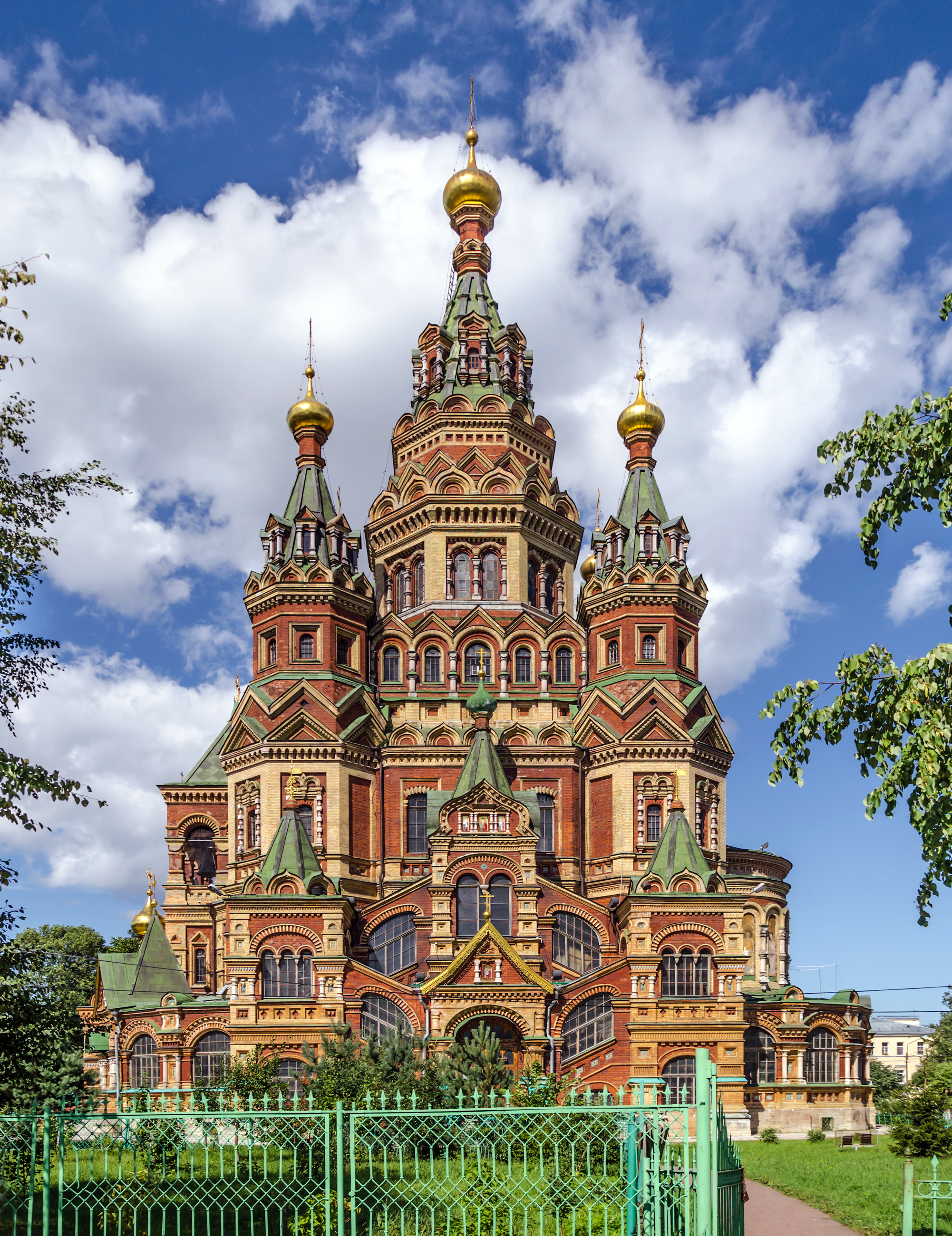
Szt Péter és Pál székesegyház neo-orosz stílusban (1894-1905), Peterhof, Oroszország
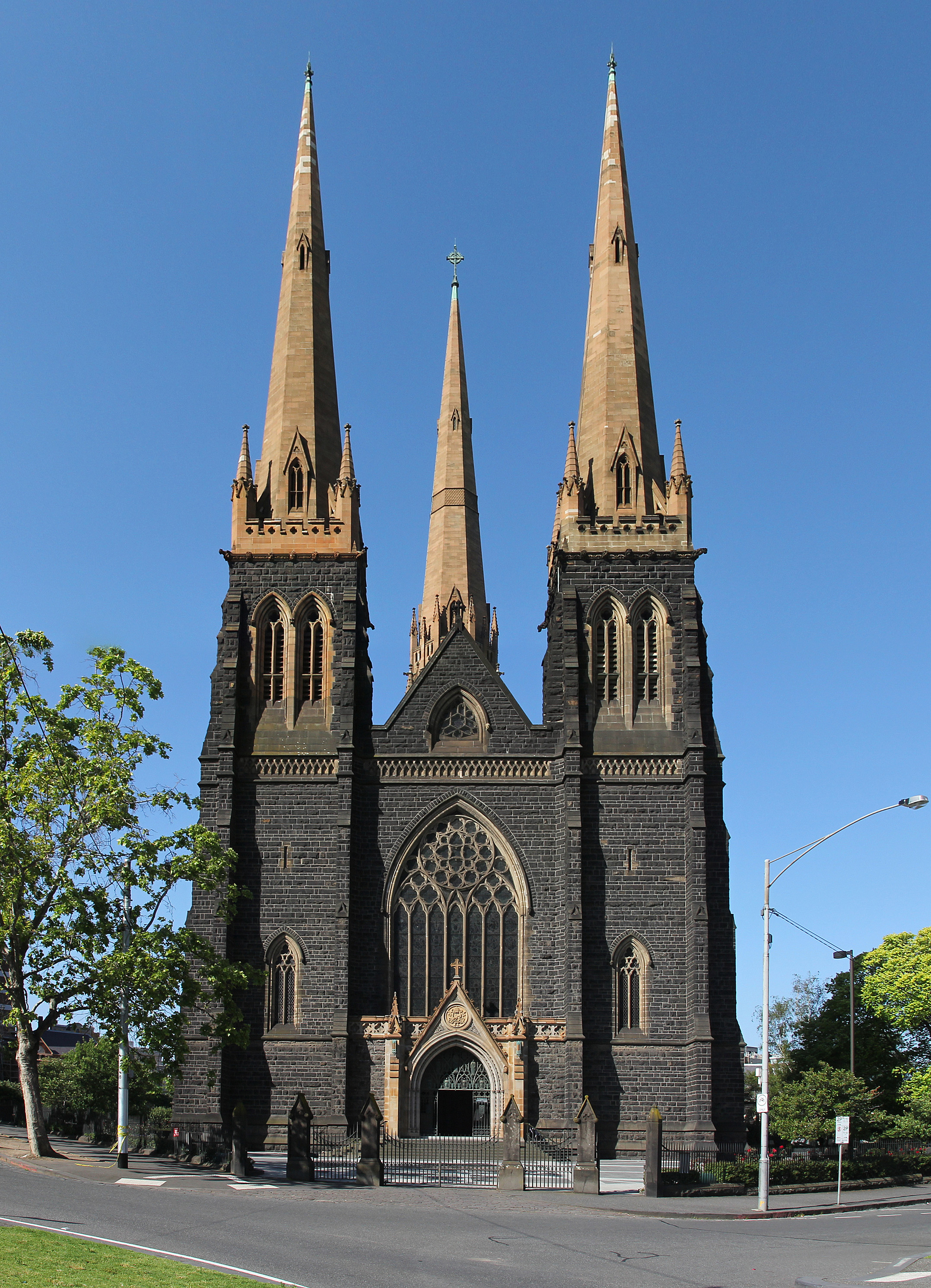
Szent Patrik székesegyház, Melbourne, (1858–97) neogótikus stílusban
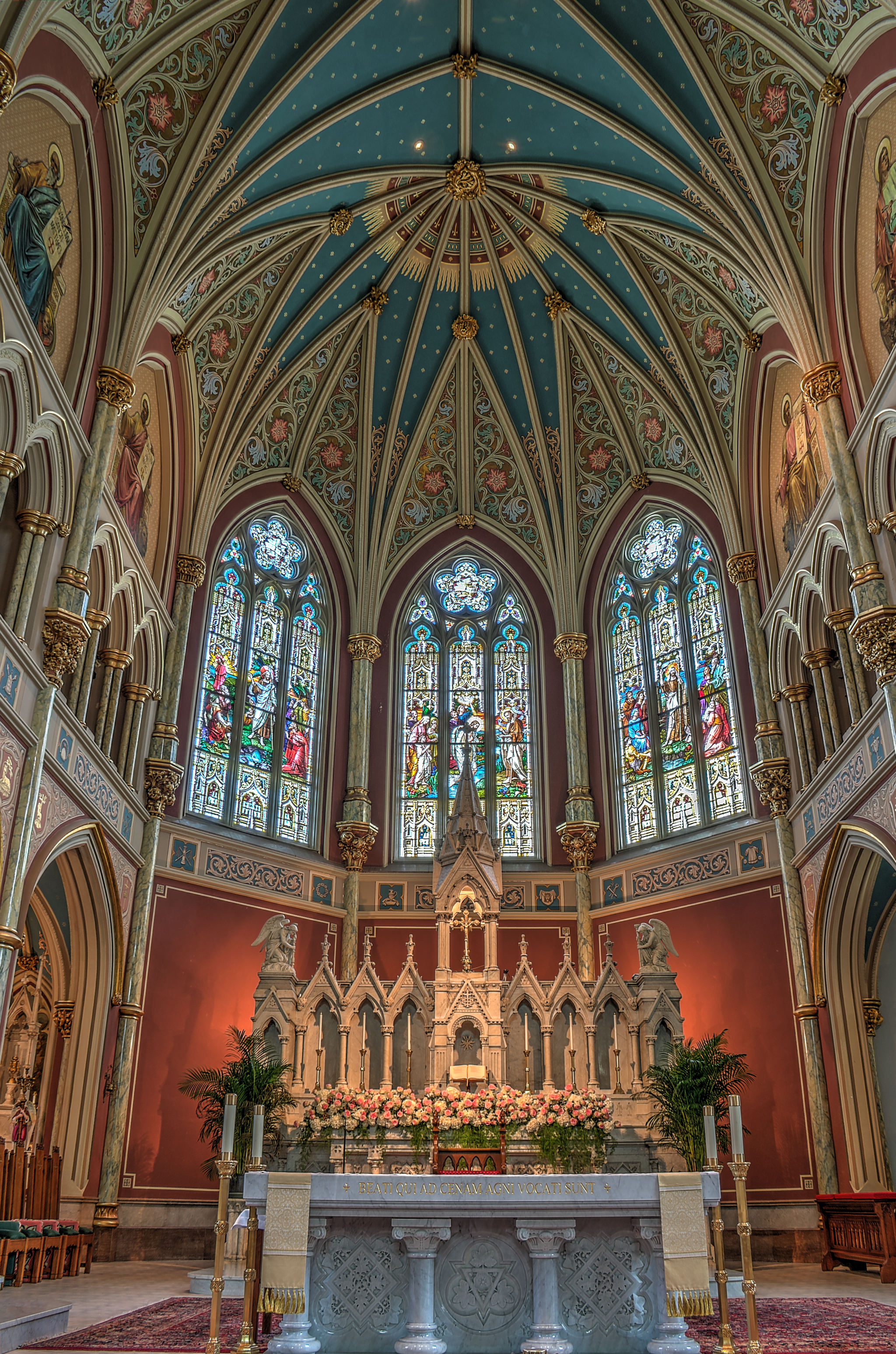
Neogótikus katedrális belseje, Savannah, USA
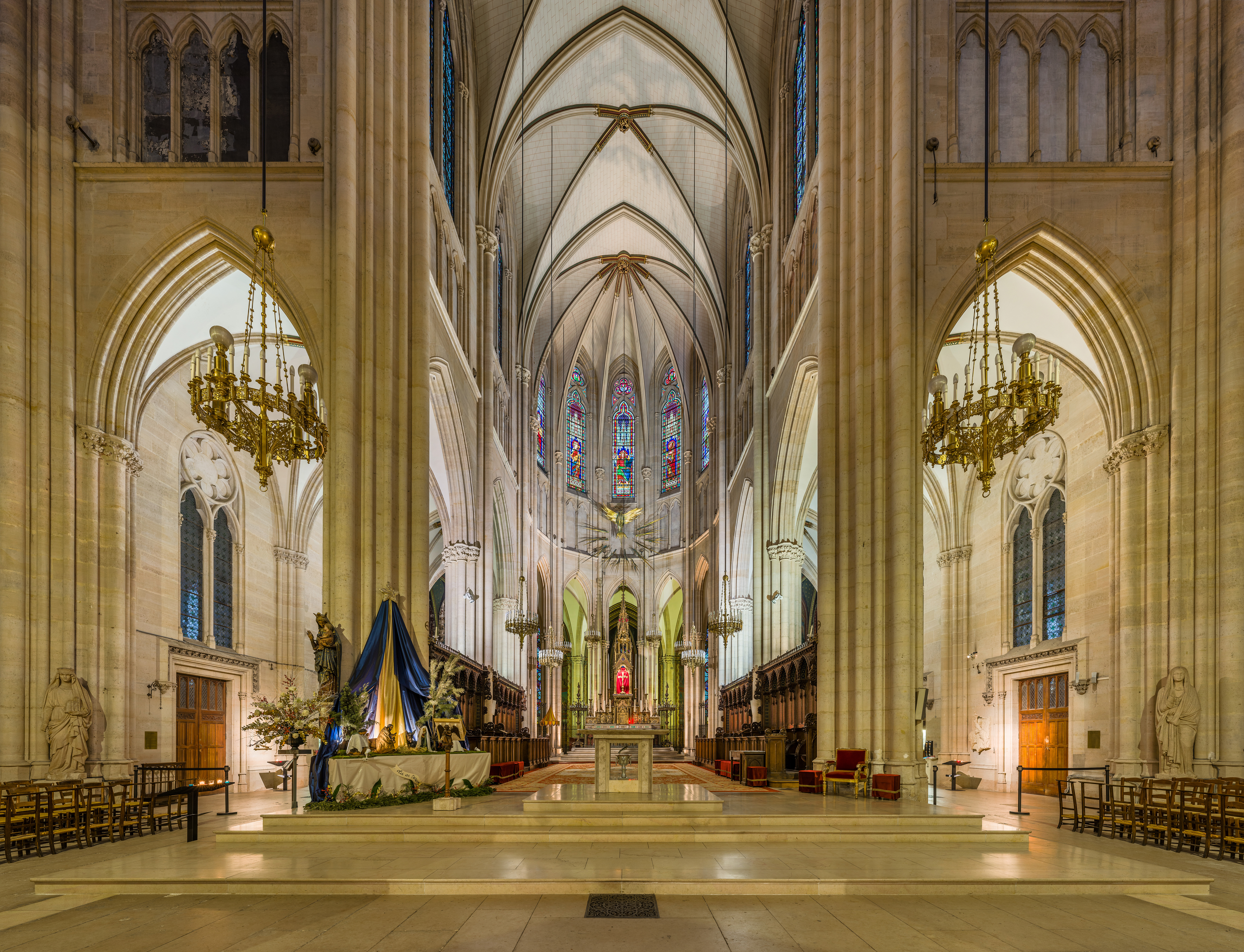
Neogótikus bazilika, Sainte Clotilde, Párizs
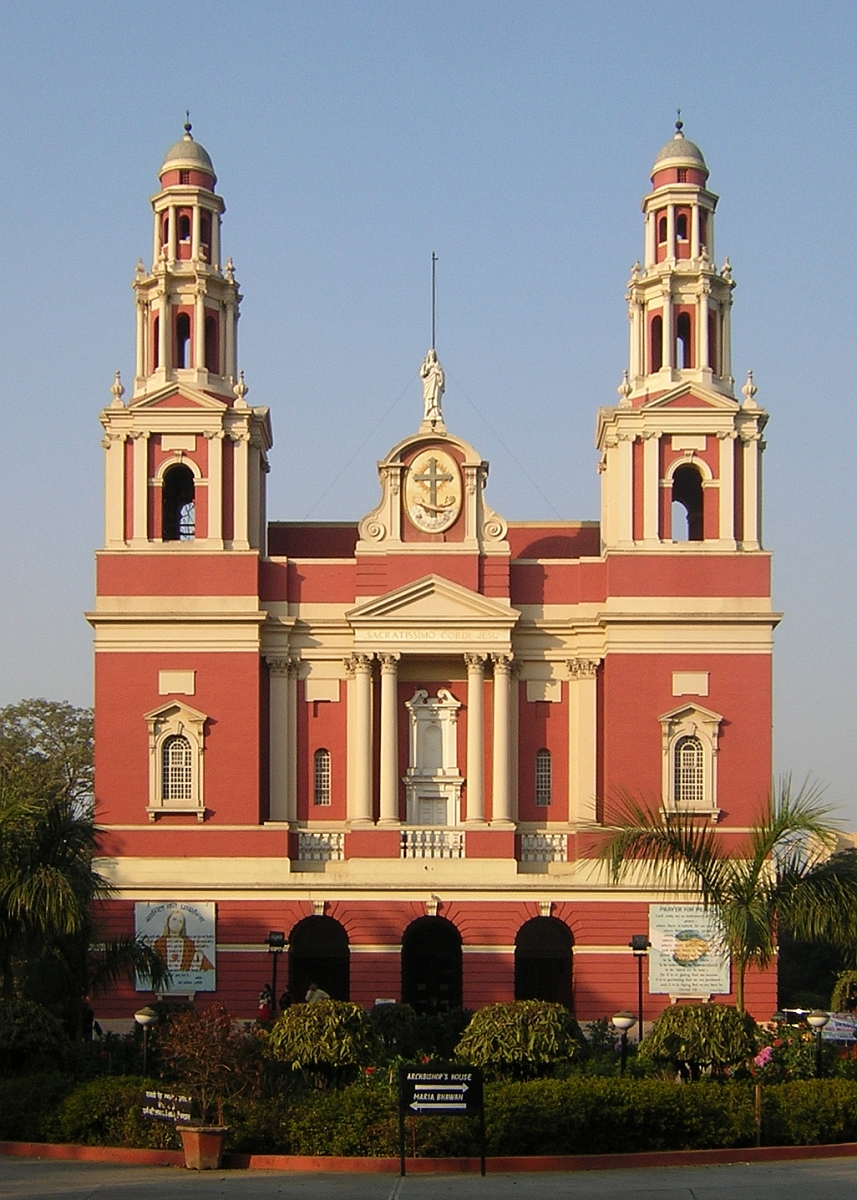
Szent Szív-székesegyház, Delhi, (1929–30-as évek), angol barokk stílusban
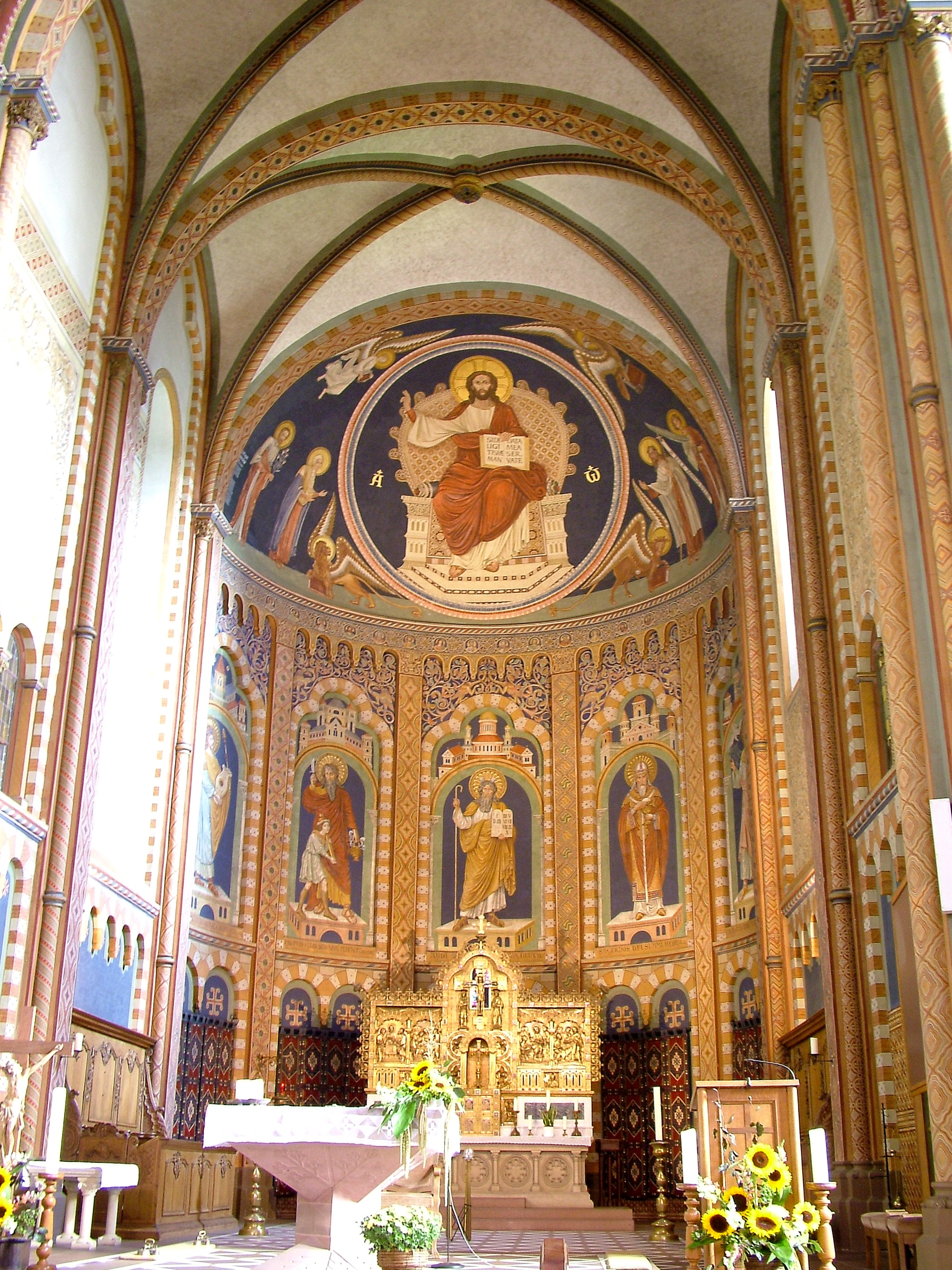
Anholt, Németország, neoromán stílusban

### Modern
A 20. század első felében a templomépítészet nem szakított radikálisan a múlttal. Még az olyan világégés, mint az első világháború sem volt döntő hatással az egyházi építészetre. Az európai és az amerikai kontinens változatlanul a kereszténység földje volt, ahonnan mások is útmutatást vártak. Építészetileg ugyan kísérleteztek új stílusokkal is, így az expresszionizmussal Németországban, vagy a szecesszióval Spanyolországban, Ausztriában vagy épp Magyarországon (→ szecesszió Mo.-on), de egészében inkább folytonosságról, mintsem forradalomról beszélhetünk. Kevés újgótikus épületbe kezdtek bele, de a már elkezdetteket tovább építették.
A második világháború ezzel szemben már minden szinten határozott törést jelentett. Az egyházi és teológiai változásokkal párhuzamban új fejleményekre került sor az építészetben is. 1945-re a modernek mozgalma már határozottan szakított a múlttal. Innen kezdve az 1980-as évek végéig magára adó építész nem alkalmazta a történeti stílusokat. Ez a hozzáállás nagyon is megfelelt az egyházak új álláspontjának. Mind a megrendelők, mind a tervezők új, eleddig sosem próbált megoldásokat kerestek, s ennek az eredménye akkora változatosság lett, amelyet a korábbi évszázadoktól eltérően nehéz lenne egyetlen stílusba rakni.

20. századi modern
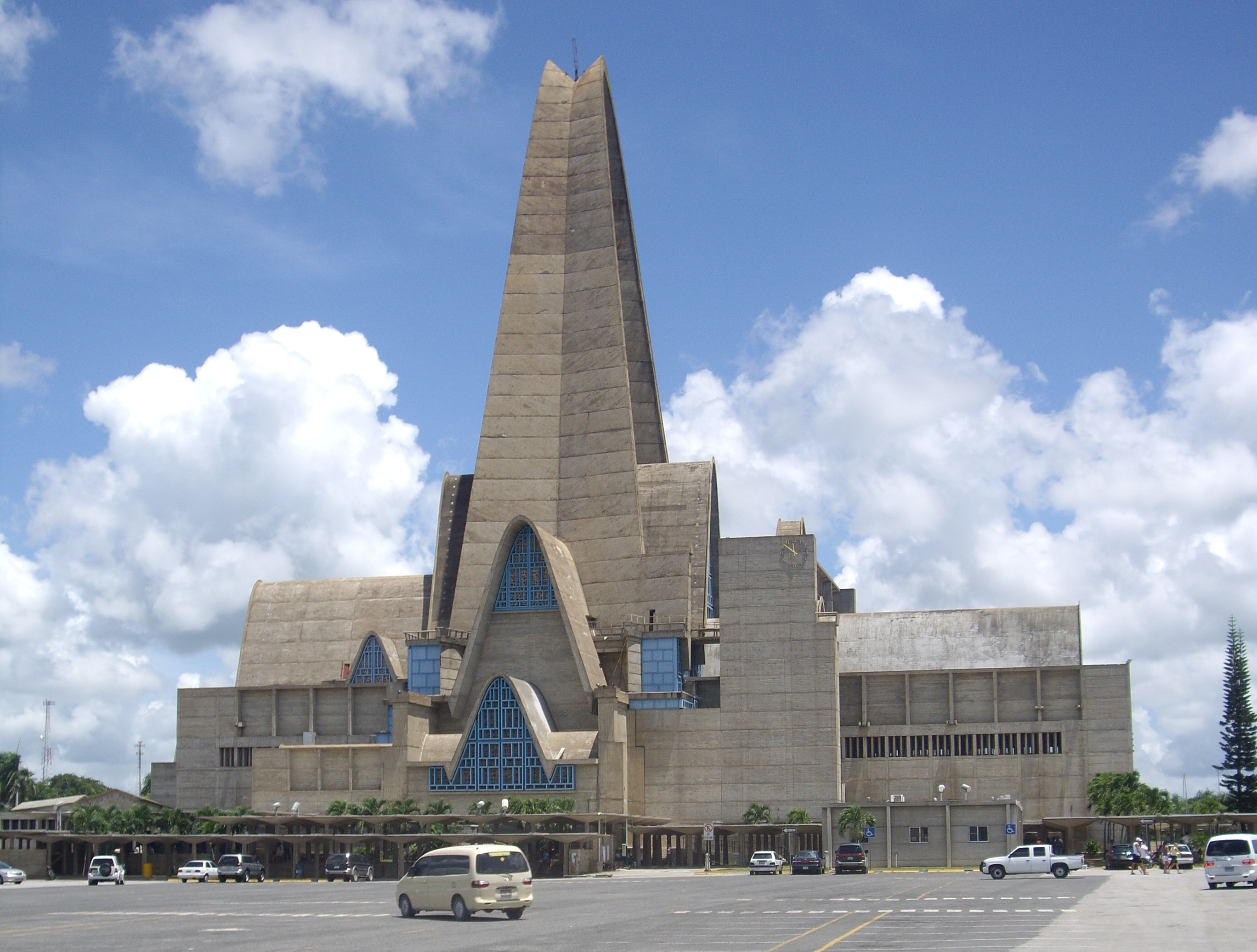
Az Altagracia-i Szűzanya bazilika, Dominikai Köztársaság
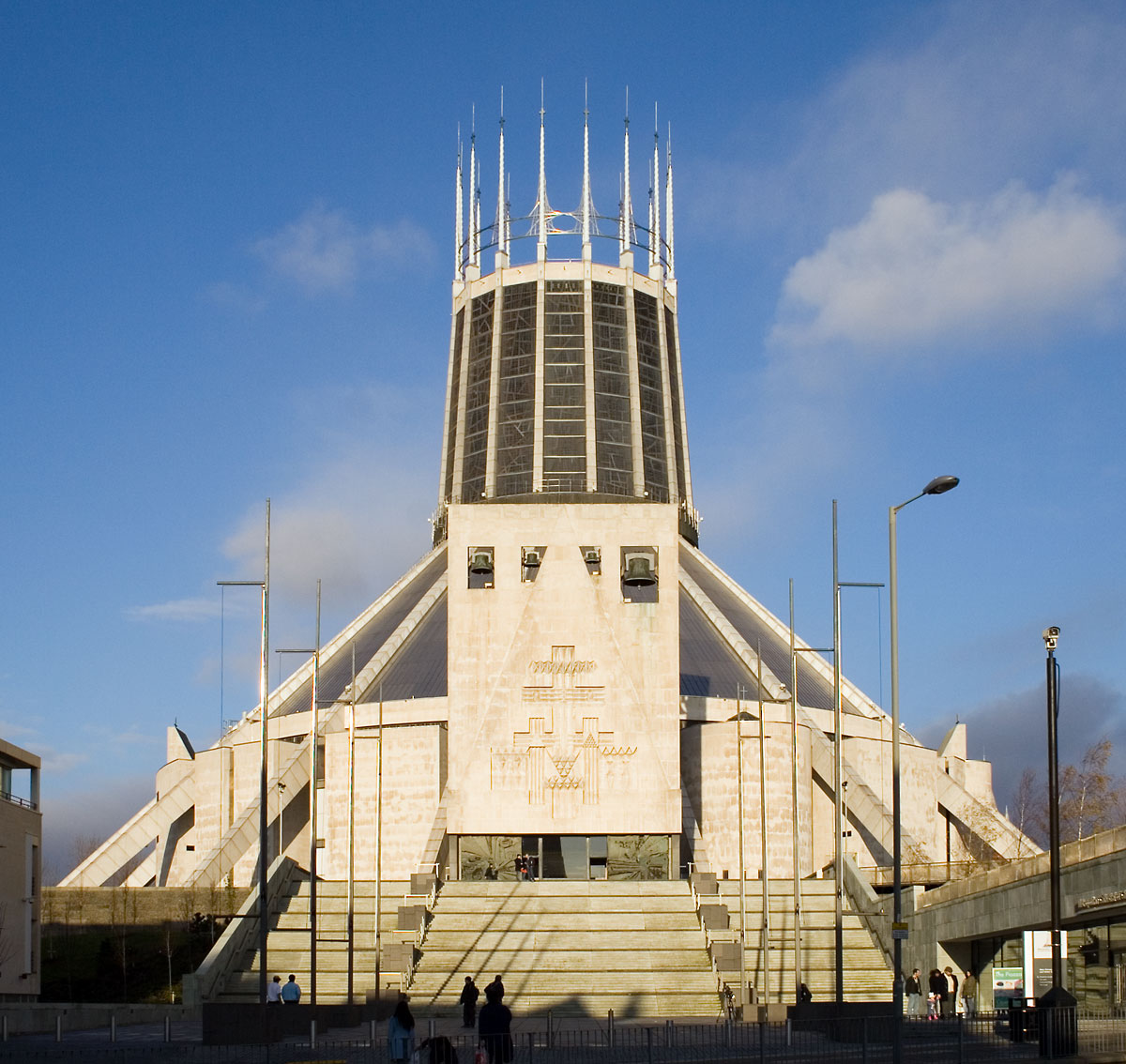
Liverpool Metropolitan Cathedral, 1967, UK
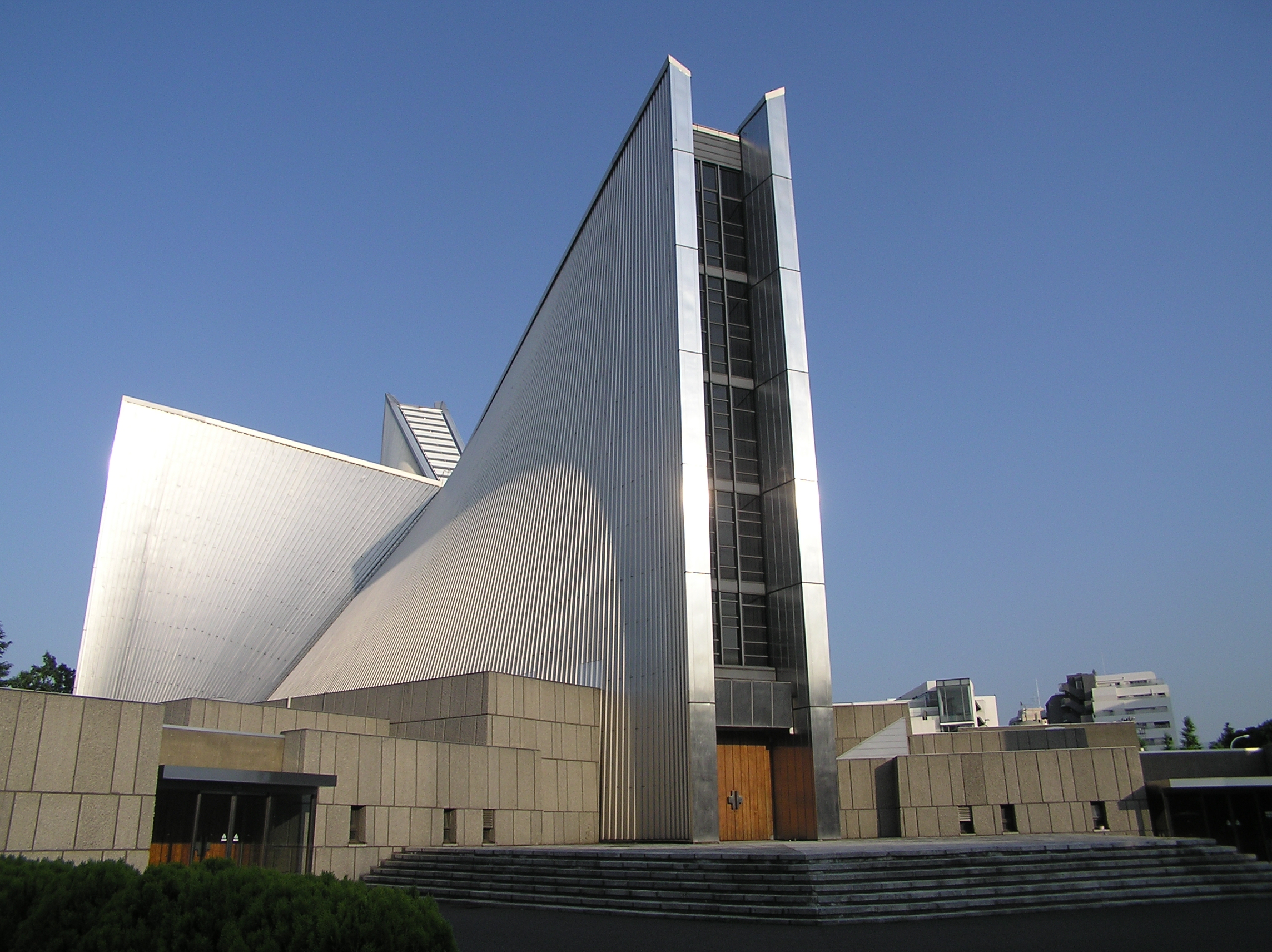
Tokiói székesegyház, Japán
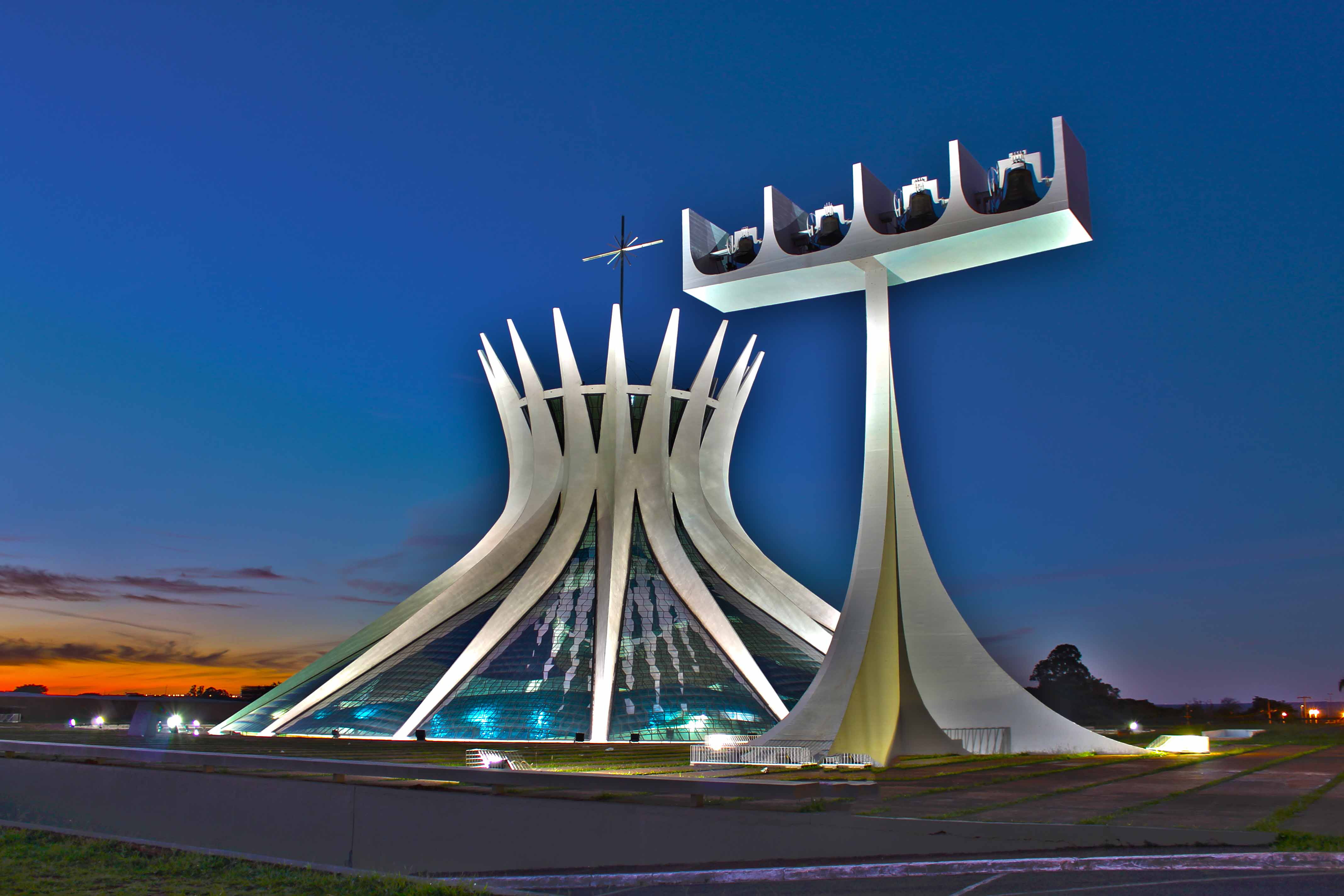
Brazíliaváros katedrálisa
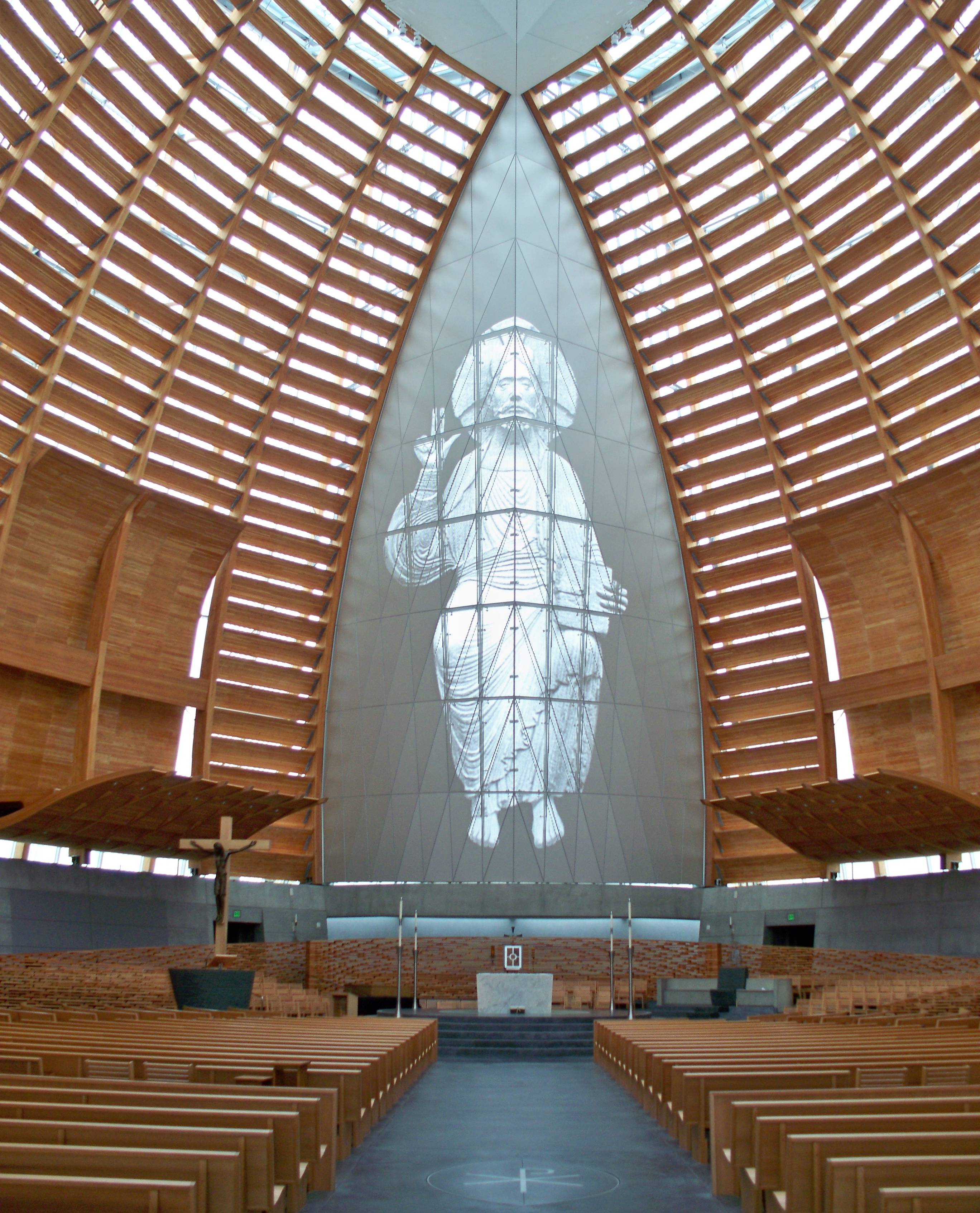
Oakland katedrálisa, Kalifornia

### Posztmodern
A 20. századtól a keresztény vallásgyakorlatnak a templomok tervezését leginkább befolyásoló eleme a közösségre fektetett nagy hangsúly. Mind a katolikus, mind a protestáns egyházak sokkal inkább a közös vallási élményre próbálták építeni mindennapi létezésüket, mintsem dogmákra, vagy azokra a rítusokra, amelyekben nem a hívek játsszák a főszerepet, hanem a pap, vagy más hivatalos egyházi személy. A templom így ma már nem elsősorban a misztérium előadásának vagy az ige hirdetésének a helye, hanem az a hely, ahol "Isten népe" gyülekezik.
A posztmodern építészet egy stílus vagy mozgalom, amely az 1960-as években jelentkezett, és a 20. század végén élte a virágkorát, egyben ekkor számos új tendenciára osztott, beleértve a csúcstechnológiát, a neo-futurizmust és a dekonstruktivizmust.
A stílus templomaiban igen széles körben használták fel az üveget. A szerkezeti üveg modern használata egy német építész, Bruno Taut világi elképzeléseire megy vissza. Ő csak azt feltételezte, hogy az üvegnek is lehet ideológiai hatása. Használata a templomokban valójában kevésbé ambiciózus indíttatásból fakadt; akadnak teljes egészében üvegből épült modern templomok is. Az ezredfordulón a világ legnagyobb üvegtemploma a Üvegkatedrális Nagy-Los Angelesben, amely jól illusztrálja a 20. század építészetileg sikeresebb templomainak egy másik vonását is, hogy milyen sokféle tér- és fényhatást lehet elérni különféle anyagok használatával.
A világ más posztmodern templomai rendkívül változatos képet mutatnak; némelyik őriz valamilyen egyházi hagyományt, így az első pillanatra látszik rajta, hogy templom, míg mások példa nélkül állnak a keresztény templomépítészet történetében.

Posztmodern
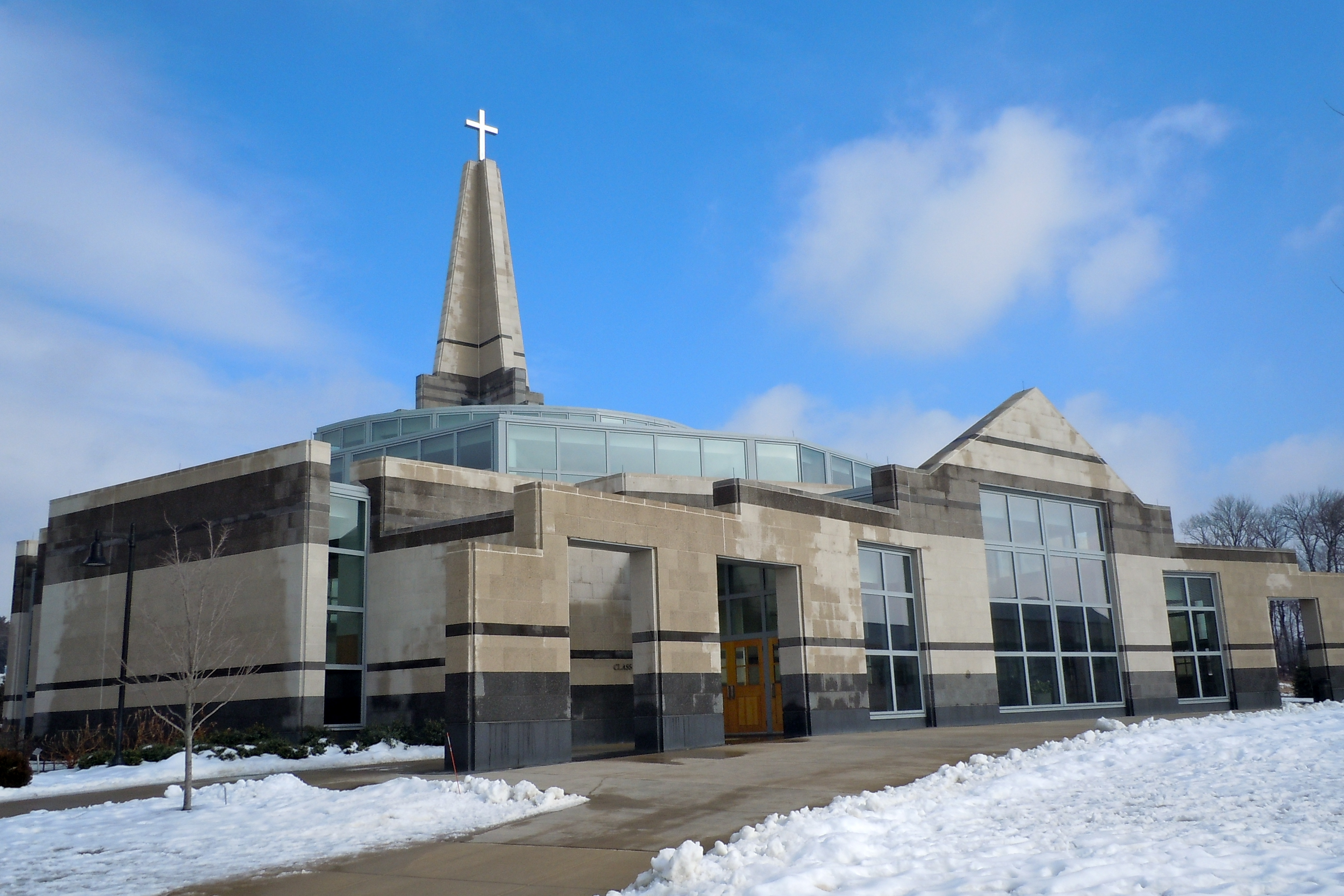
Episcopal Church épülete, Pennsylvania, USA
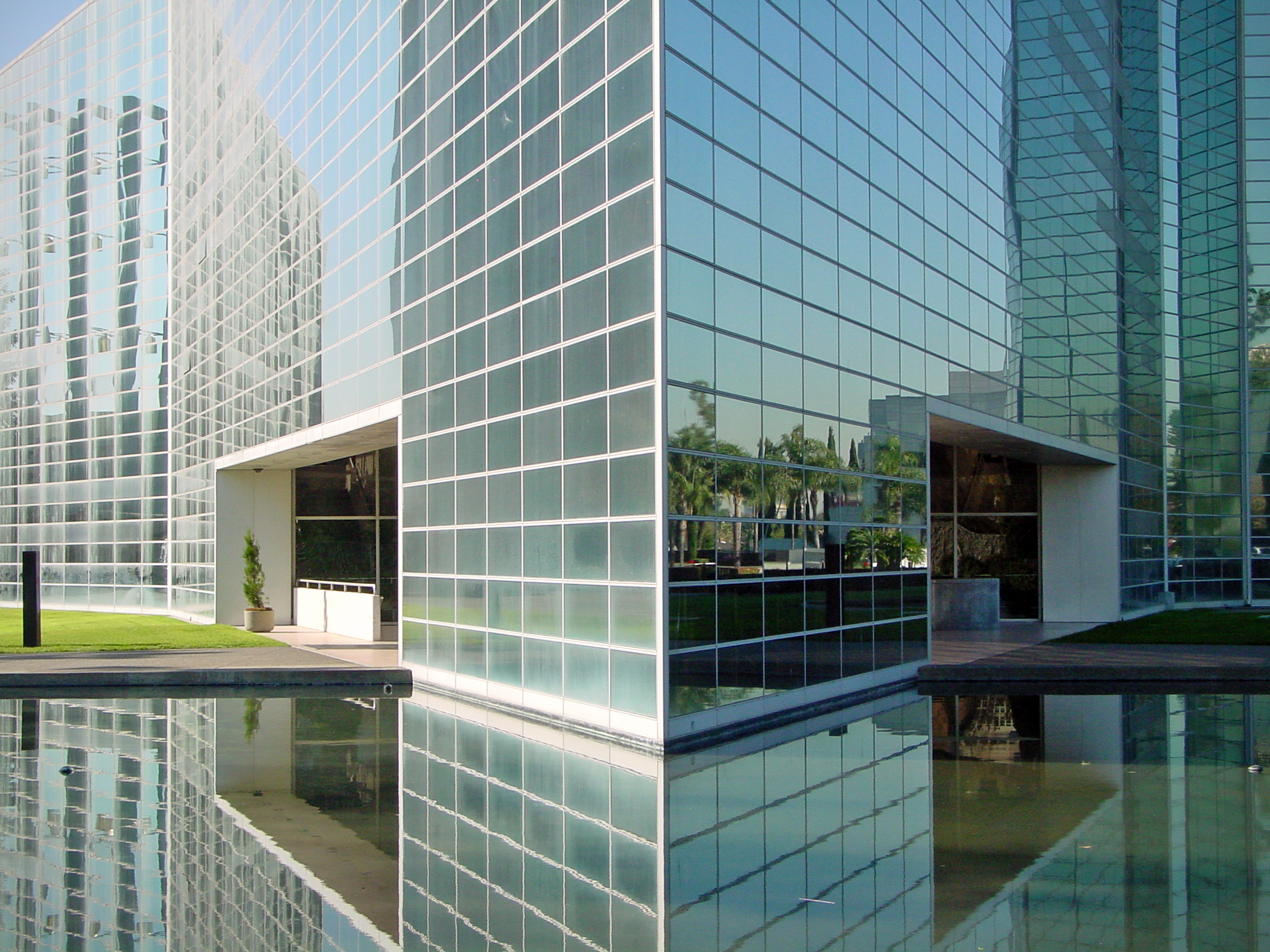
Üvegkatedrális, Kalifornia, USA
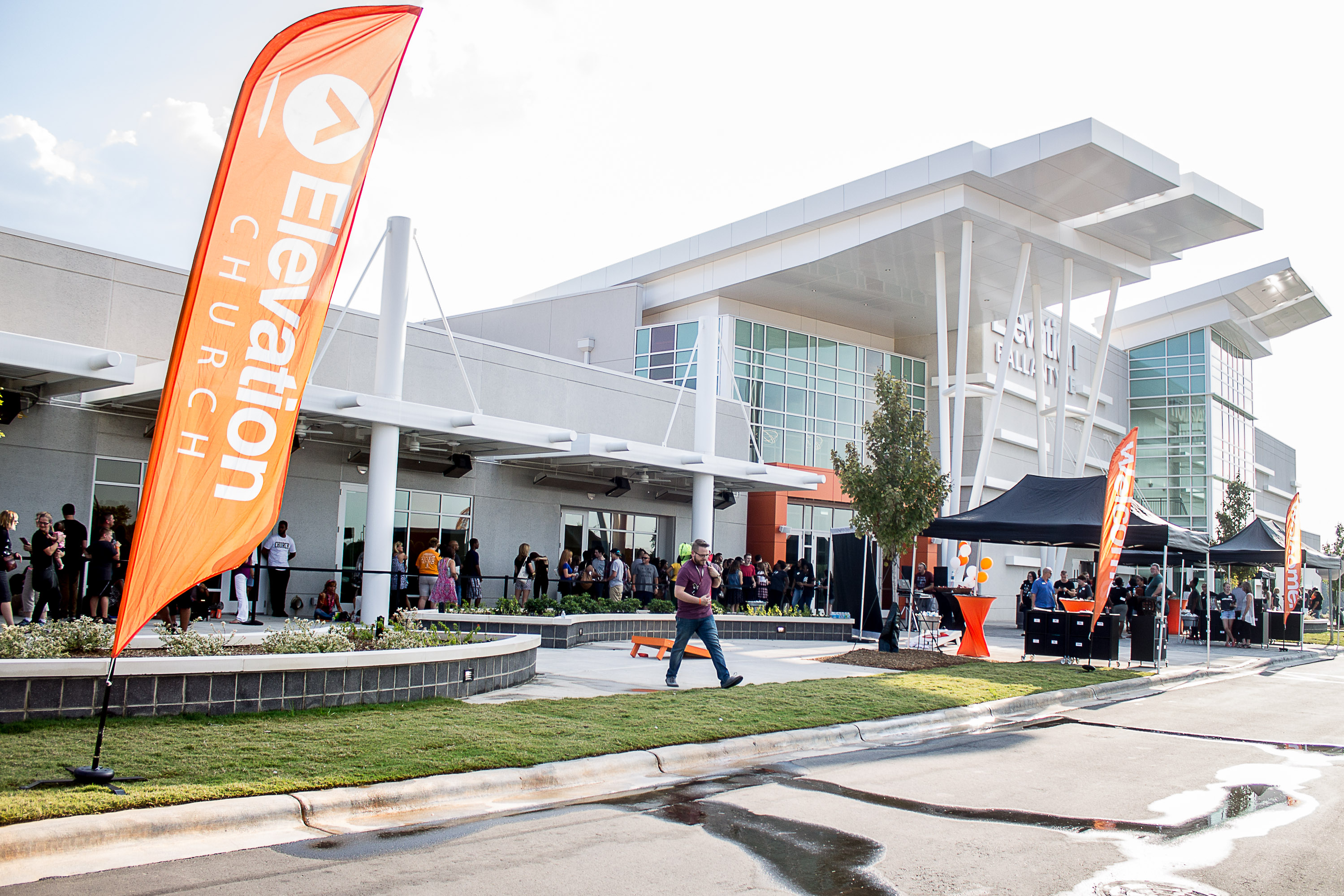
A baptista Elevation Church temploma az USA-ban
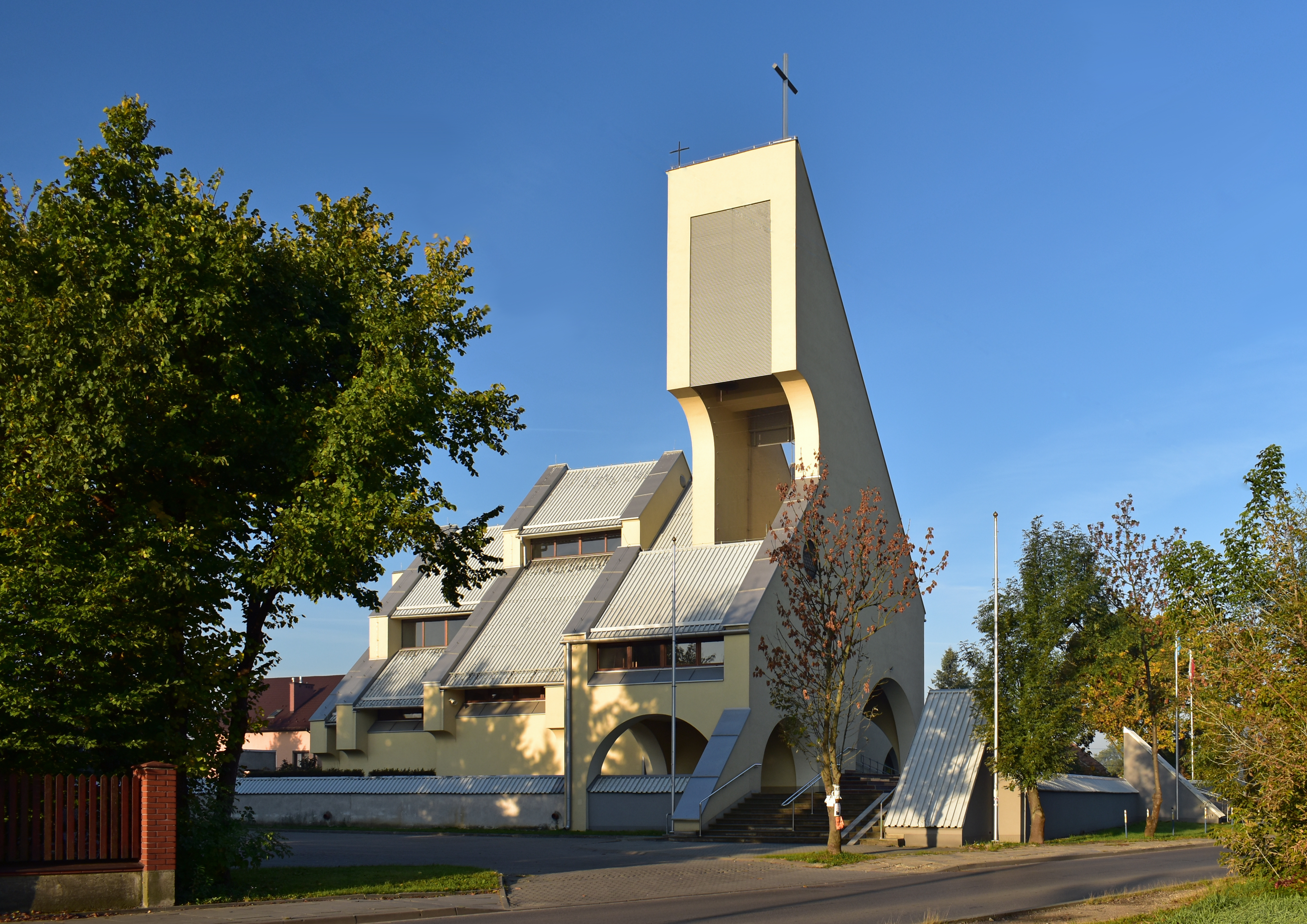
Mária Szeplőtelen Szívének temploma, Krakkó
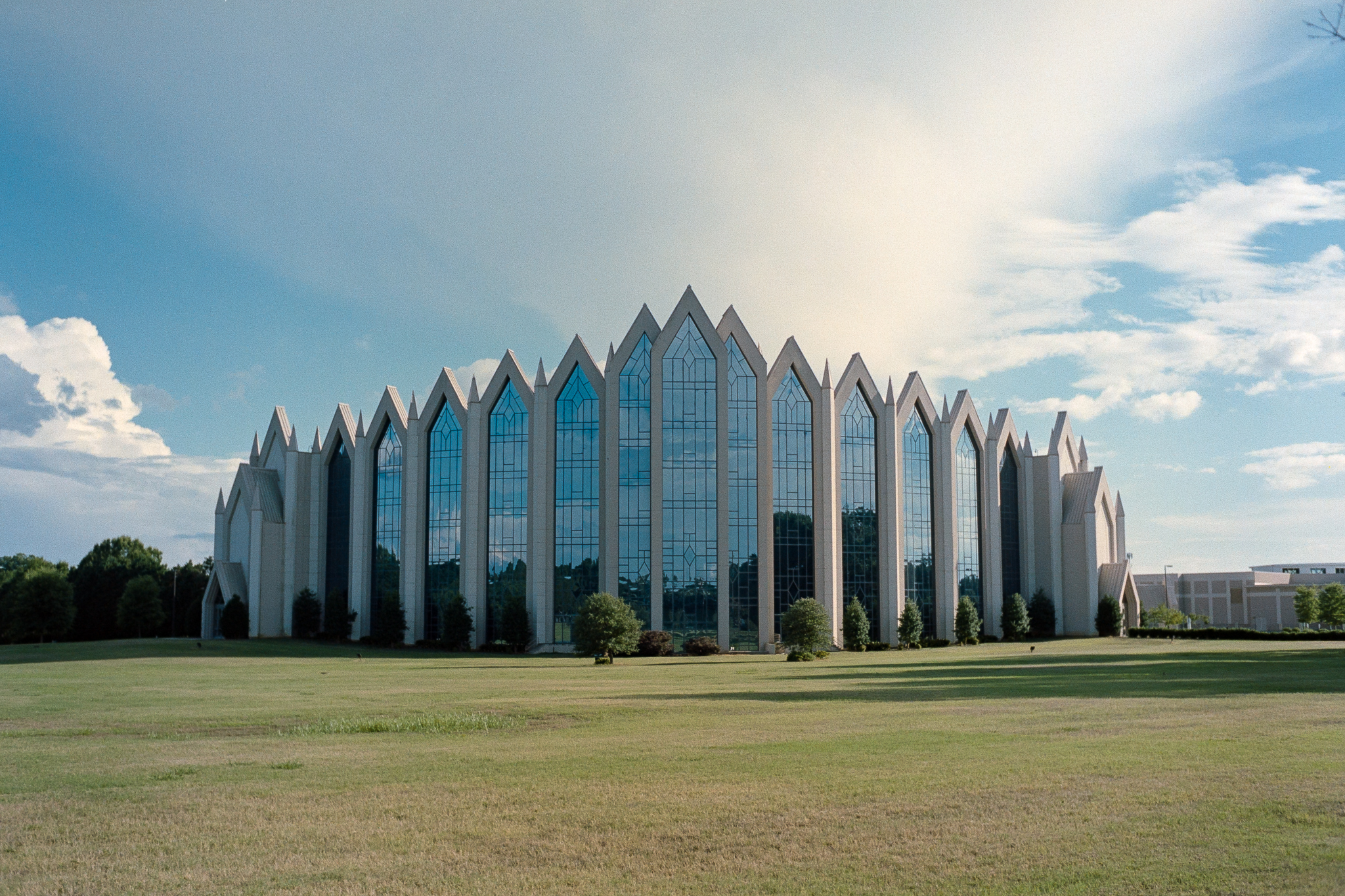
Calvary Church, Charlotte, Észak-Karolina, USA

## Megjegyzés
1. ↑  Egy római nemes mauzóleuma négyzet alakú vagy kör alakú kupolás építmény volt, amelyben szarkofág volt. Konstantin császár lányának, Constantiának építtetett egy mauzóleumot. A Santa Costanza istentiszteleti hellyé, valamint sírhellyé vált. Ez az egyik legkorábbi templomépület, amely inkább központi elrendezésű volt, mintsem hosszirányban tervezett. Konstantin volt a felelős a kör alakú, mauzóleumszerű jeruzsálemi Szent Sír-templom felépítéséért is, ami számos más épület tervét befolyásolta, köztük a San Stefano Rotondo-t és a ravennai San Vitale-templomot.
2. ↑  a keresztségre, illetve a keresztény beavatás szentségeire készülő felnőttek
3. ↑  konformistáknak nevezték az angol magas egyház tagjait, vagyis azon protestánsokat, kik az Erzsébet királynő által 1562. kibocsátott uniformitási aktát, s az angol magas egyház tantételeit tartalmazó 39 hitcikket elfogadták; az ezeket el nem fogadókat pedig nonkonformistáknak nevezték